# Estilo Luis XII

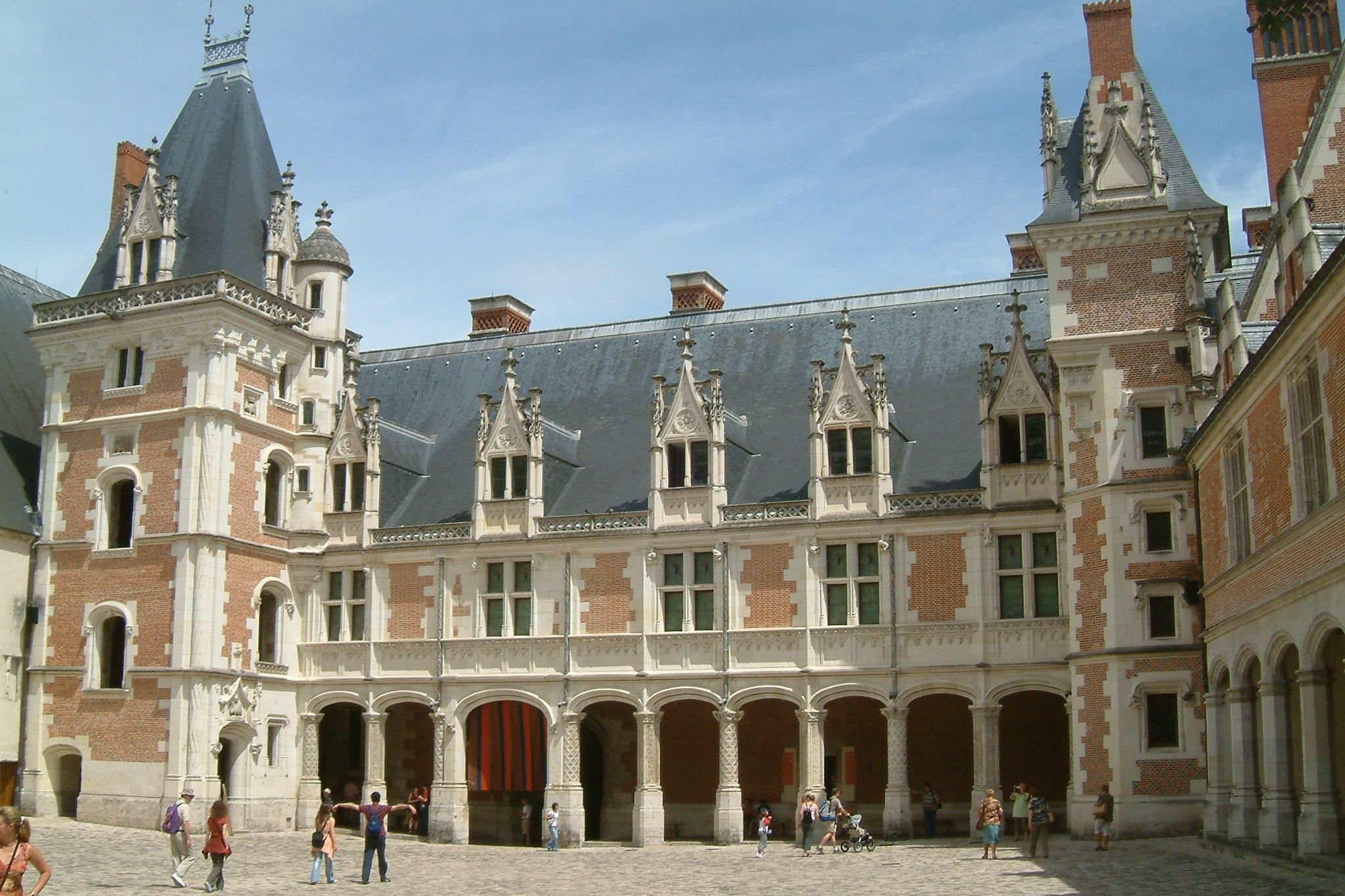
"Ala Luis XII" del Château de Blois (1498-1503).

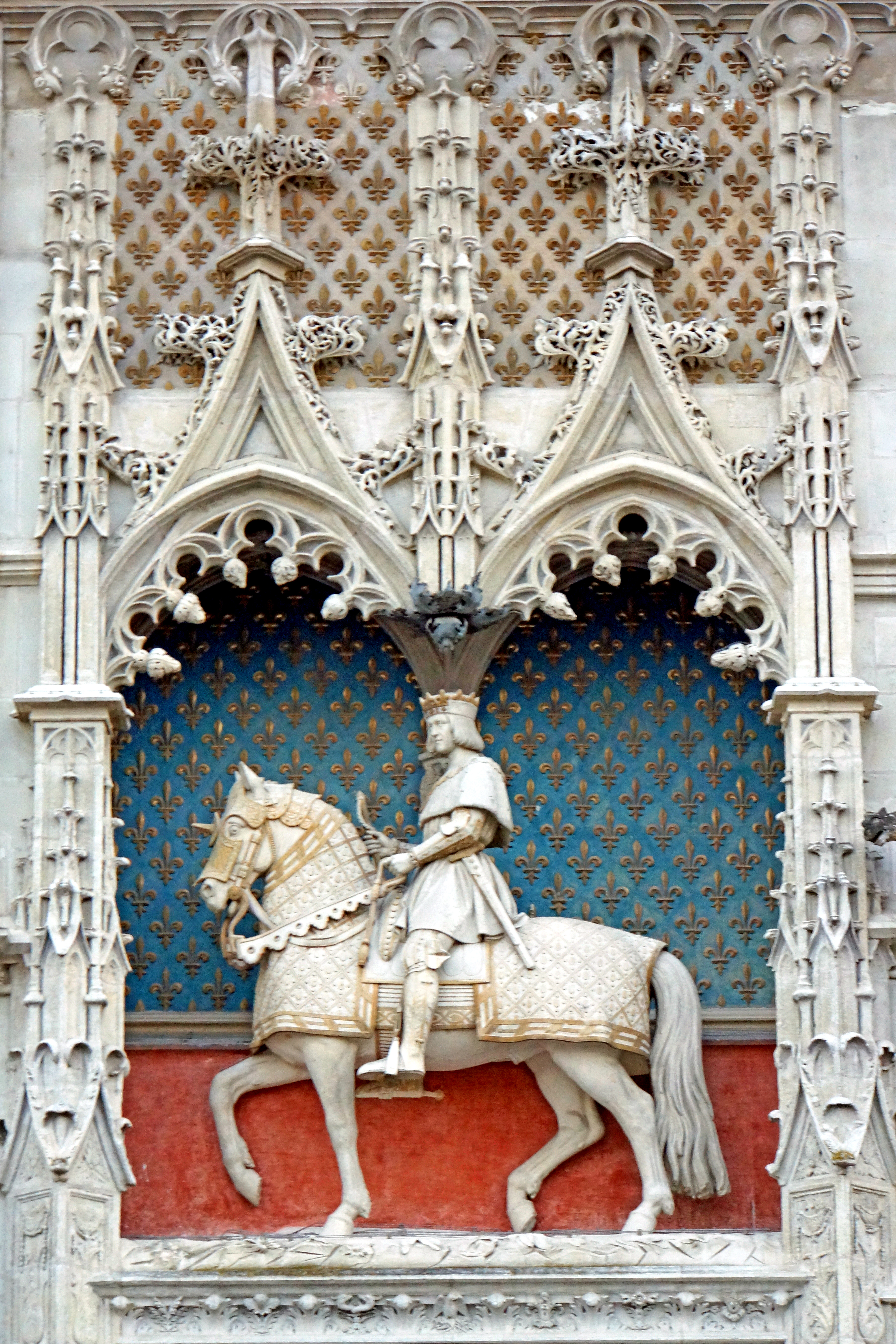
Estatua ecuestre de Luis XII sobre la puerta del Château de Blois.

Estilo Luis XII es la denominación del estilo artístico correspondiente al reinado de Luis XII de Francia (1498-1515) caracterizado por su relación con el Renacimiento italiano como consecuencia de las guerras de Italia; es por tanto el inicio del Renacimiento francés aunque en buena parte mantiene rasgos del Gótico francés.
El inicio del estilo puede datarse con anterioridad, a finales del reinado de Carlos VIII de Francia (1483-1498), ya implicado en las guerras italianas (desde 1494). Desde 1495 se había instalado en Amboise una colonia de artistas italianos que trabajaba en colaboración con maestros franceses. Principalmente es la decoración la que presenta influencia italiana, manteniéndose la estructura en la tradición francesa.
Posteriormente, buena parte de la producción artística del reinado de Francisco I de Francia siguió manteniendo los rasgos del estilo Luis XII, sobre todo fuera de la corte y del valle del Loira; mientras que en estas zonas se fue desarrollando el denominado estilo Francisco I, ya plenamente renacentista (primer Renacimiento francés). El periodo que puede identificarse con la etiqueta "estilo Luis XII" sobrepasa así el reinado de este rey, pudiendo establecerse entre los años 1495 y 1520.
Para algunos historiadores del arte, que califican la expresión "estilo Luis XII" como un abuso de lenguaje, el periodo (de 1495 a 1515/1520) tiene una duración demasiado breve para delimitar una fase importante en la evolución de las artes decorativas; caracterizándose no tanto por rasgos propios sino por su carácter de transición entre las formas góticas y las renacentistas.

## Contexto
Desde la expedición a Italia de Carlos VIII, las descripciones de vestiduras y decoraciones testimonian un gran refinamiento en el lujo de la vida privada en las casas principescas. Claude de Seyssel, en su Éloge de Louis XII, habla de la cantidad de "grandes edificios tanto públicos como privados" (grands édifices tant publics que privés) que se estaban construyendo por todo el reino. Constata que las casas se estaban amueblando con una diversidad de elementos y una suntuosidad que nunca antes se había visto. En 1495, un primer grupo de 22 artesanos italianos llega a Amboise para "edificar y hacer obra a la moda de Italia" (édifier et faire ouvrage à la mode d'Italie), mientras que la embajada de César Borgia en 1499 contribuyó a extender entre los señores (seigneurs) los signos ostentosos de la prodigalidad (des glorioles de prodigalité) que no hicieron sino intensificarse hasta las extravagancias de la entrevista en el Camp du Drap d'Or entre Francisco I y Enrique VIII (1520).

## Estética

### Principales características
Es un estilo de transición entre dos grandes épocas, el Gótico y el Renacimiento. Las artes decorativas parten del arco ojival y del naturalismo gótico y se encamina al arco de medio punto (plein cintre) y las formas flexibles y redondeadas llenas de motivos antiguos estilizados. Si todavía el château de Blois tiene buena parte de Gótico, ya no hay nada de ello en la tumba de Luis XII en la necrópolis real de Saint Denis
En historia del arte, la transición nunca se hace bruscamente de un estilo a otro; es por etapas sucesivas y por la deformación del estilo antiguo que nace y se forma un estilo nuevo; y son esas deformaciones las que constituyen su embrión.
Así, en los trabajos decorativos del final del reinado de Carlos VIII,  se observa una marcada tendencia a separarse del arco ojival para aproximarse al arco de medio punto (plein cintre). La influencia de las obras milanesas de Bramante para Ludovico Sforza es perceptible en la parte inferior del "ala Carlos VIII" del château d'Amboise : Si la parte superior del edificio es gótica, la fachada del promenoir des gardes presenta una loggia con series rítmicas de arcadas de medio punto y pilastras lisas. En general, las formas ornamentales no tienen ya la gracilidad propia de la época ojival: el ritmo de las fachadas se organiza de forma más regular con la superposición de las aberturas; y la coquille, que se convertirá en un importante elemento en la decoración renacentista, hace ya su aparición. Esta evolución es particularmente perceptible en el château de Meillant, donde los trabajos de embellecimiento encargados por Charles II d'Amboise comenzaron en 1481: si la estructura todavía es plenamente medieval, la superposición de las ventanas en travées reliées entre-elles par un cordon à pinacles, anuncia el cadrillage de las fachadas característica del primer Renacimiento. De la misma forma, se remarca el entablamento clásico en ovas coronado por una balaustrada gótica y la presencia en la parte alta de la escalera helicoidal de una serie de arcadas de medio punto decoradas con coquilles.
Si, a finales del reinado de Carlos VIII, la aportación de ornamentos italianos vino a enriquecer el repertorio flamígero (flamboyant), bajo Luis XII ya hay toda una "escuela francesa" (école française) que se abre a Italia con nuevas propuestas, estableciendo así los principios de un estilo de transición.
En conclusión, el estilo Luis XII muestra que se quería asombrar tanto a los franceses como a los italianoss: Es a partir de la fantasía con la que se incorporan las novedades italianas en las estructuras todavía medievales francesas que nacerá hacia 1515 1520 el denominado "primer Renacimiento" (Première Renaissance) en Francia.

### Ornamentación

#### Pináculos ylancettes

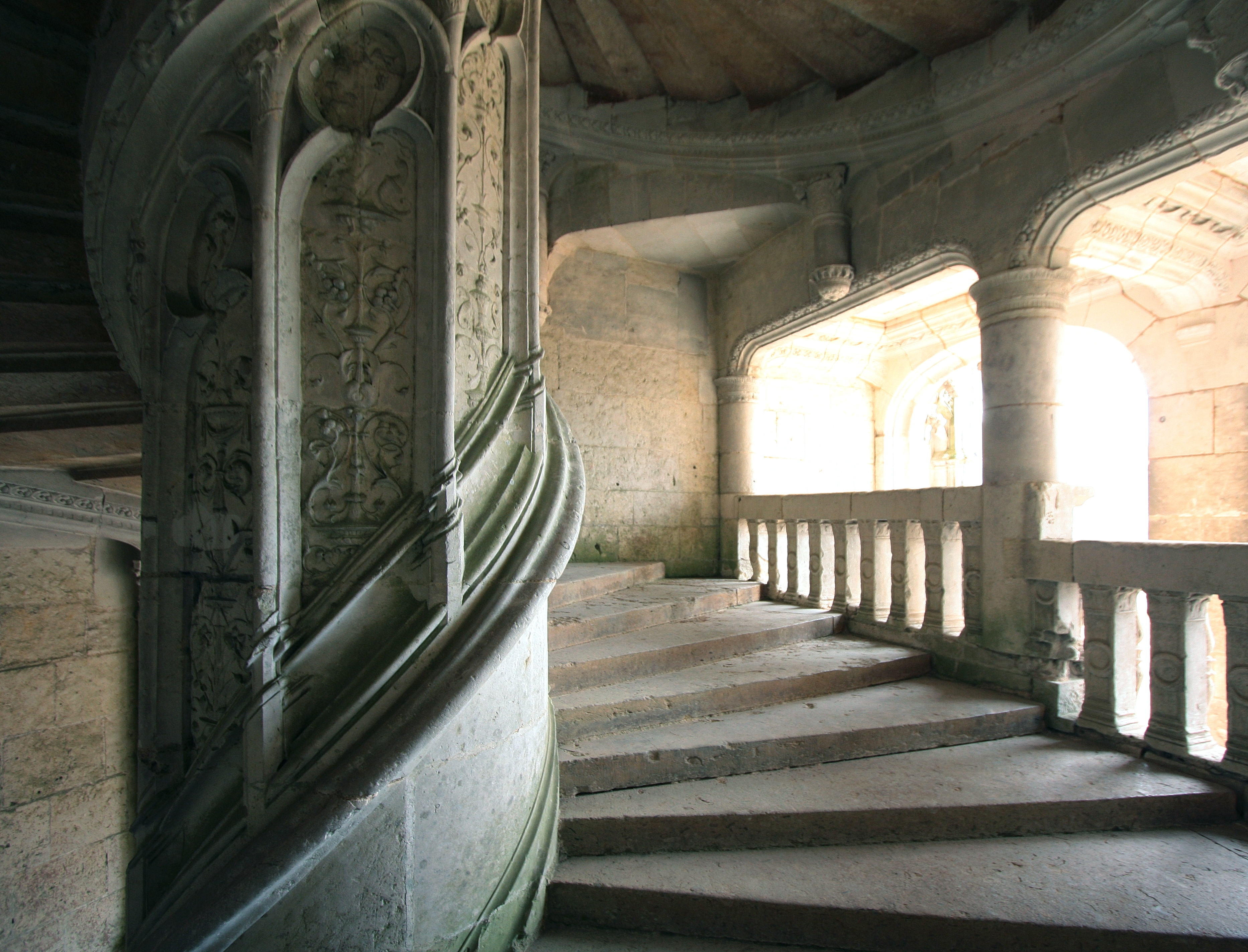
Lancettes[10] del eje central de la escalier à vis[11] del "ala Dunois" del château de Chateaudun.
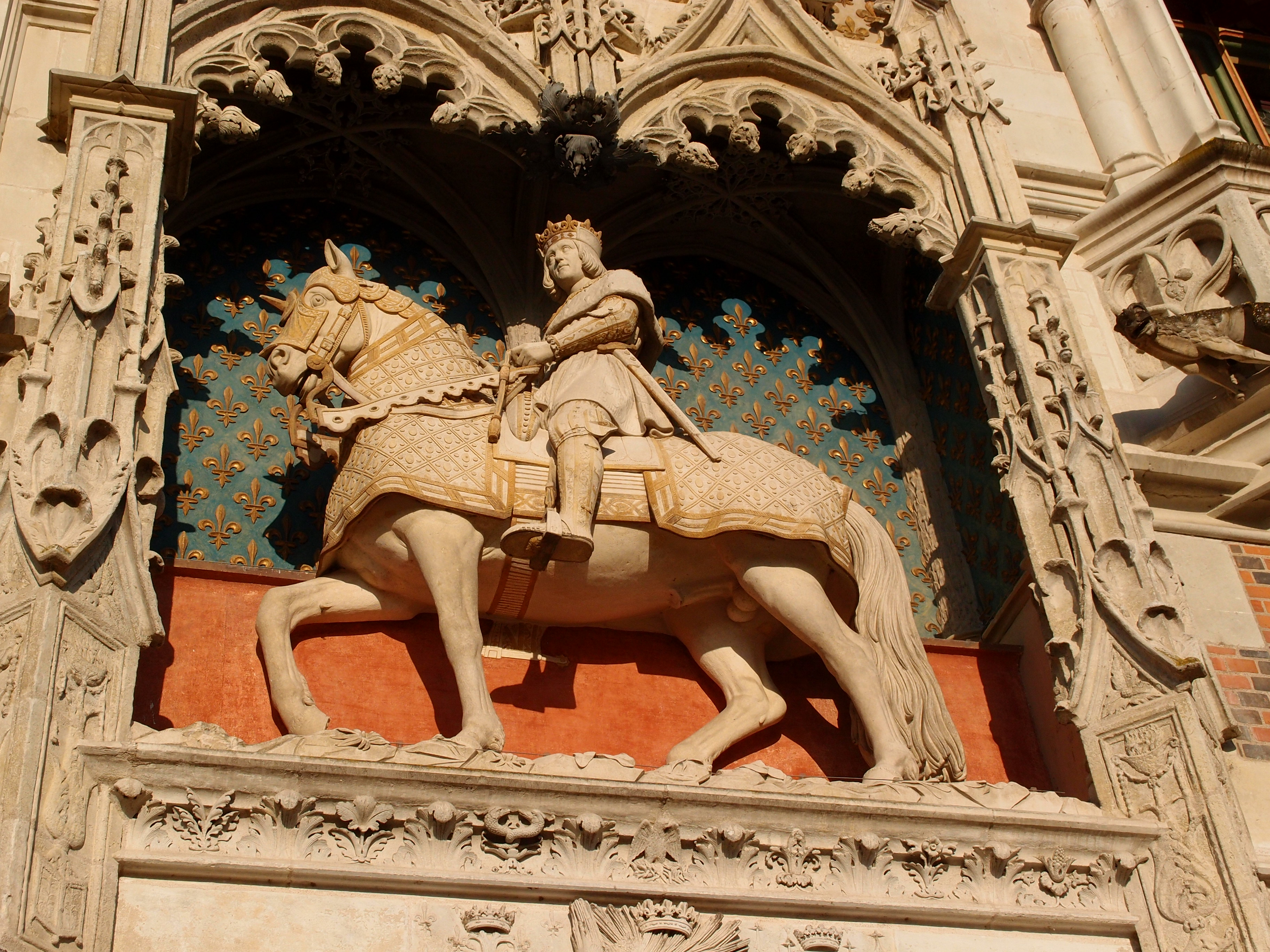
Flanqueada por pináculos, la estatua ecuestre de Luis XII sobre la entrada al château de Blois.

La convivencia de elementos góticos como los arcos conopiales (arcs en accolade) y los elementos italianos como los paneles de arabescos (panneaux à arabesques) es muy visible en los pináculos y las lancette.

#### Festones

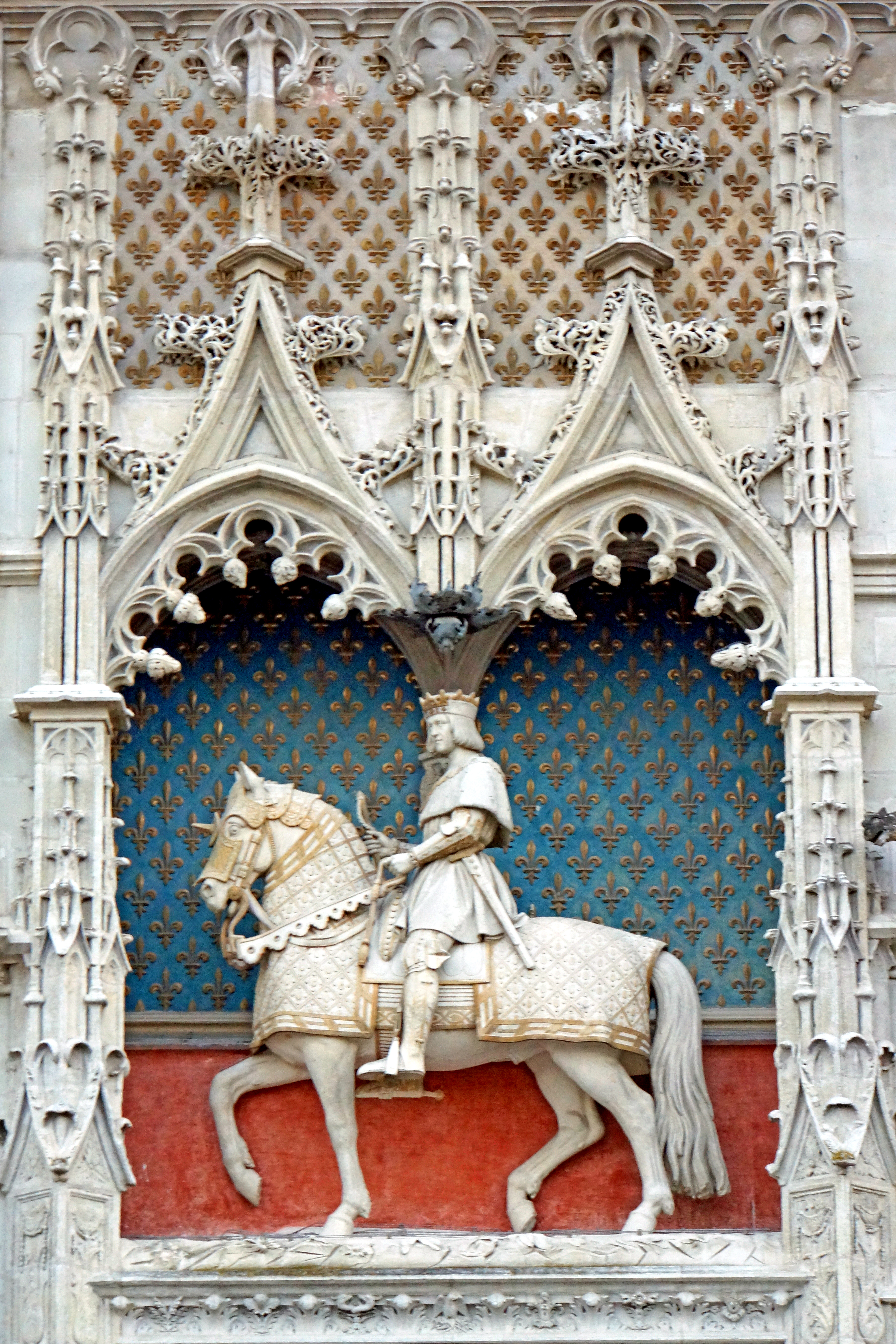
Cobijada por festones, la estatua ecuestre de Luis XII del château de Blois (entre 1498 y 1503).
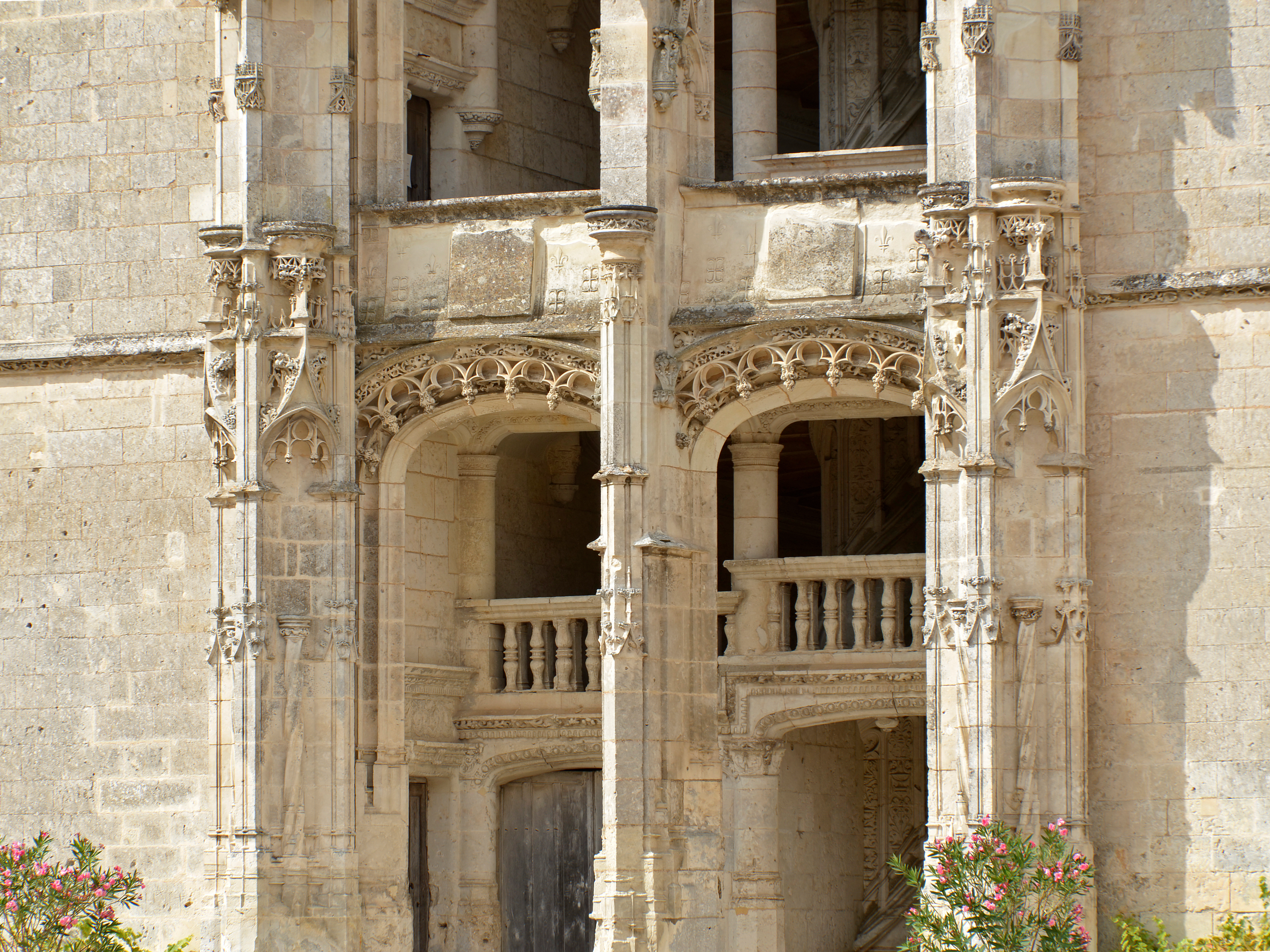
Escalera del ala norte ("ala Longueville") del château de Chateaudun,[12] primer cuarto del siglo XVI.
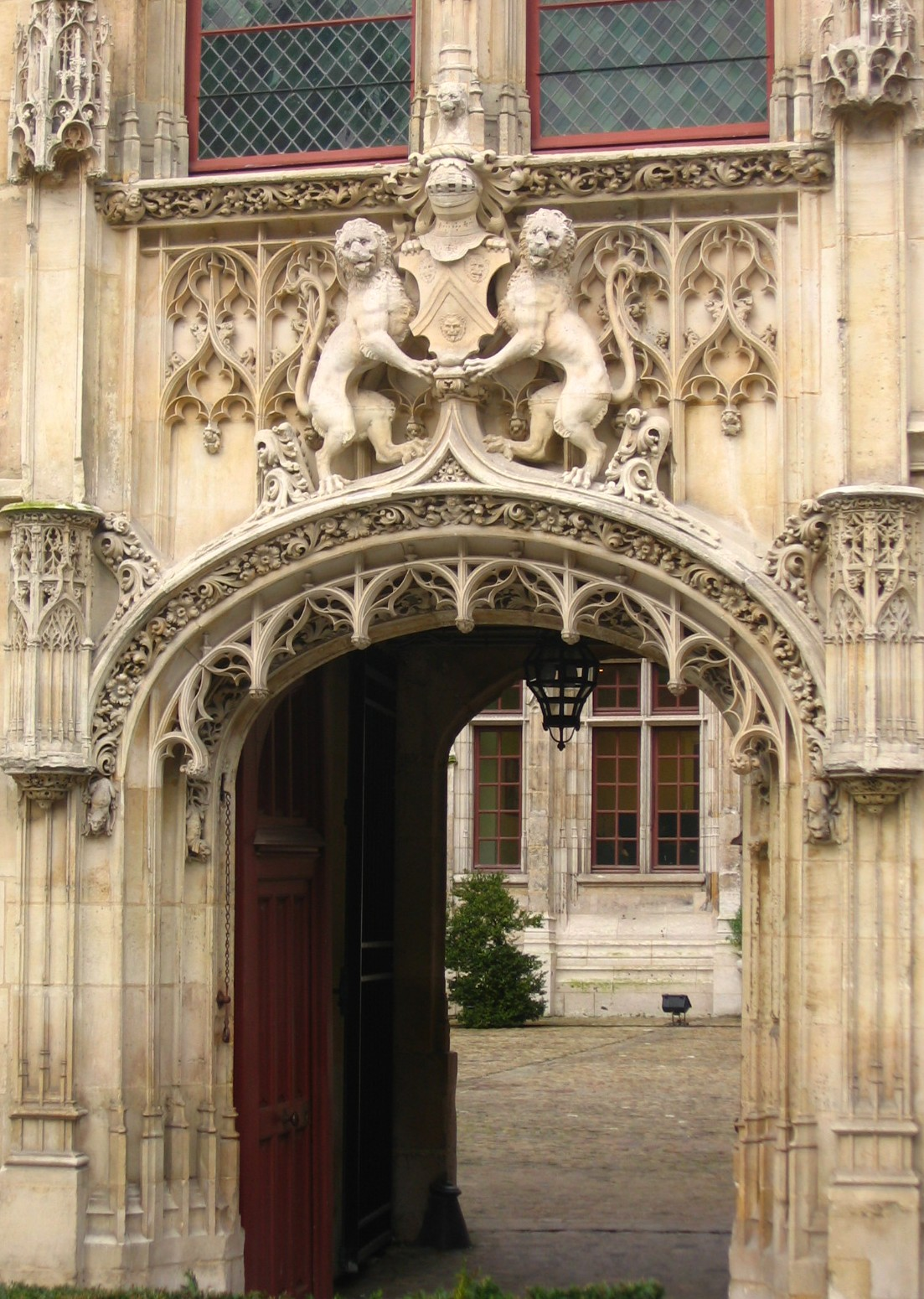
Hôtel de Bourgtheroulde,[13] comienzos del siglo XVI, Rouen.

Formados por un conjunto de pequeñas arcadas trilobuladas separadas por crochets, los festones decoran el intradós de los arcos, como en el niche ("hornacina") de la estatua ecuestre de Luis XII sobre la entrada del château de Blois o en la escalera del "ala Longueville" del Château de Châteaudun.

#### Contre-courbe brisée, anse de paniery arco conopial

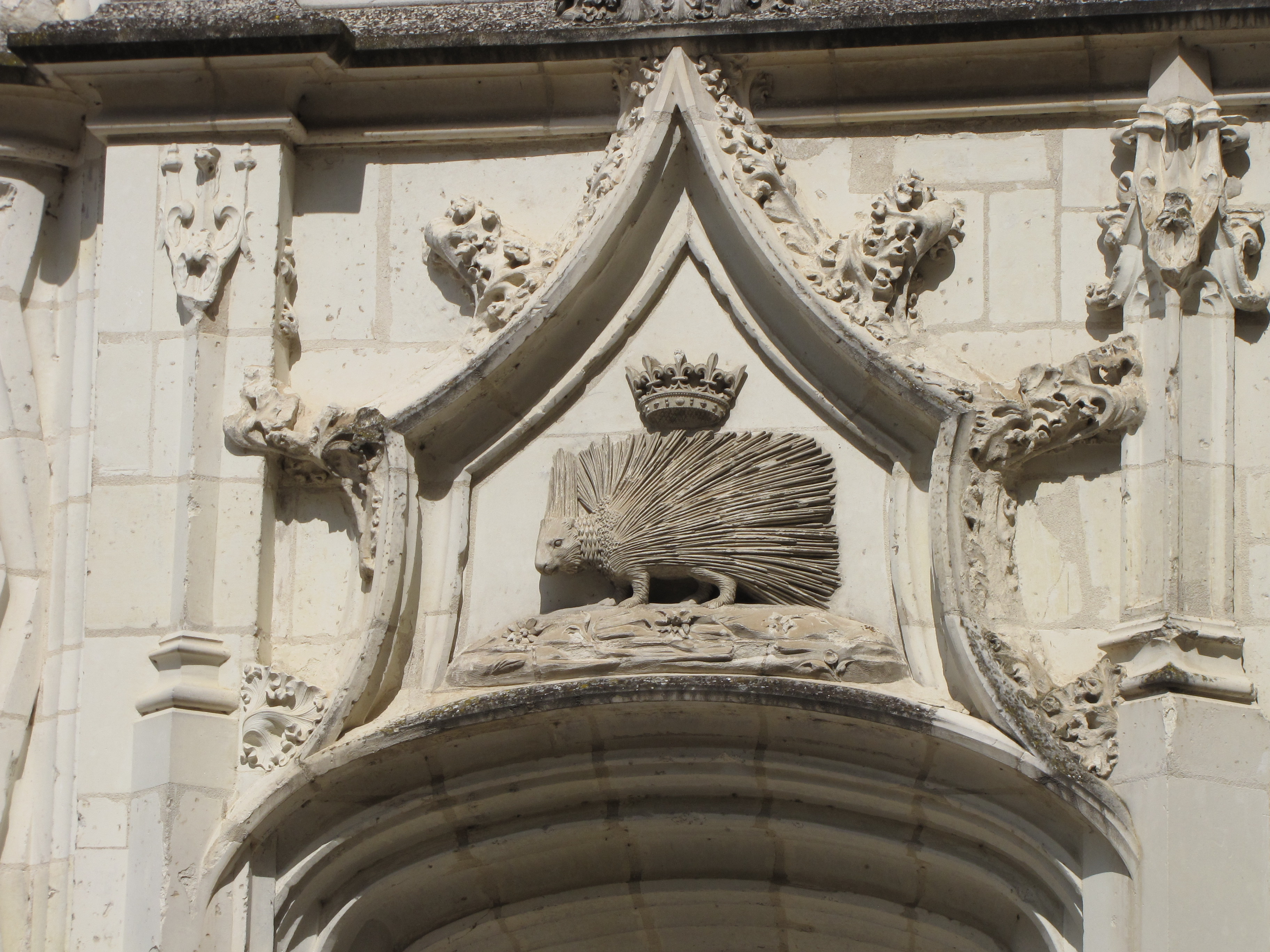
Contre-courbe brisée y anse de panier (Château de Blois).
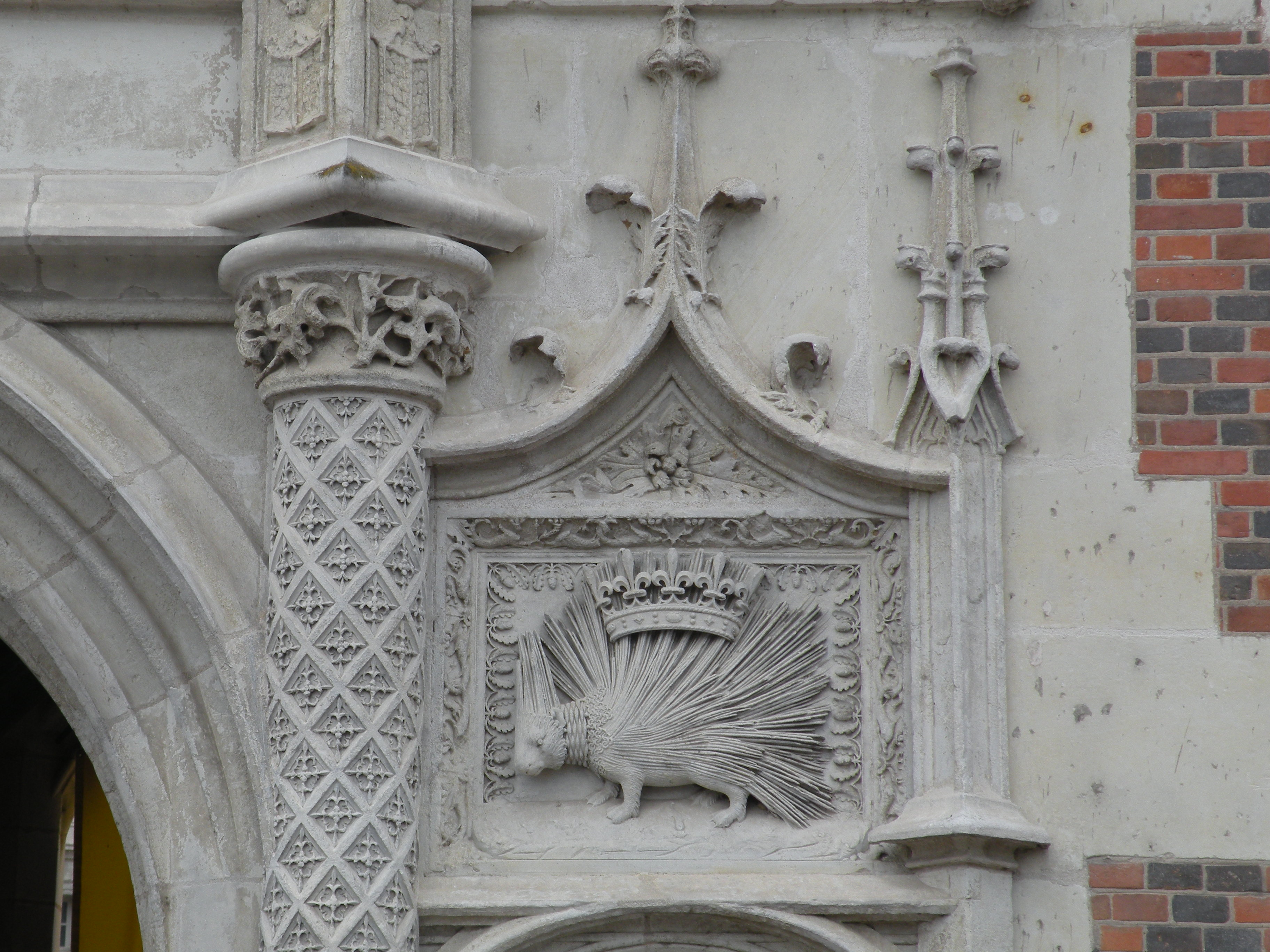
Arco conopial (Château de Blois).
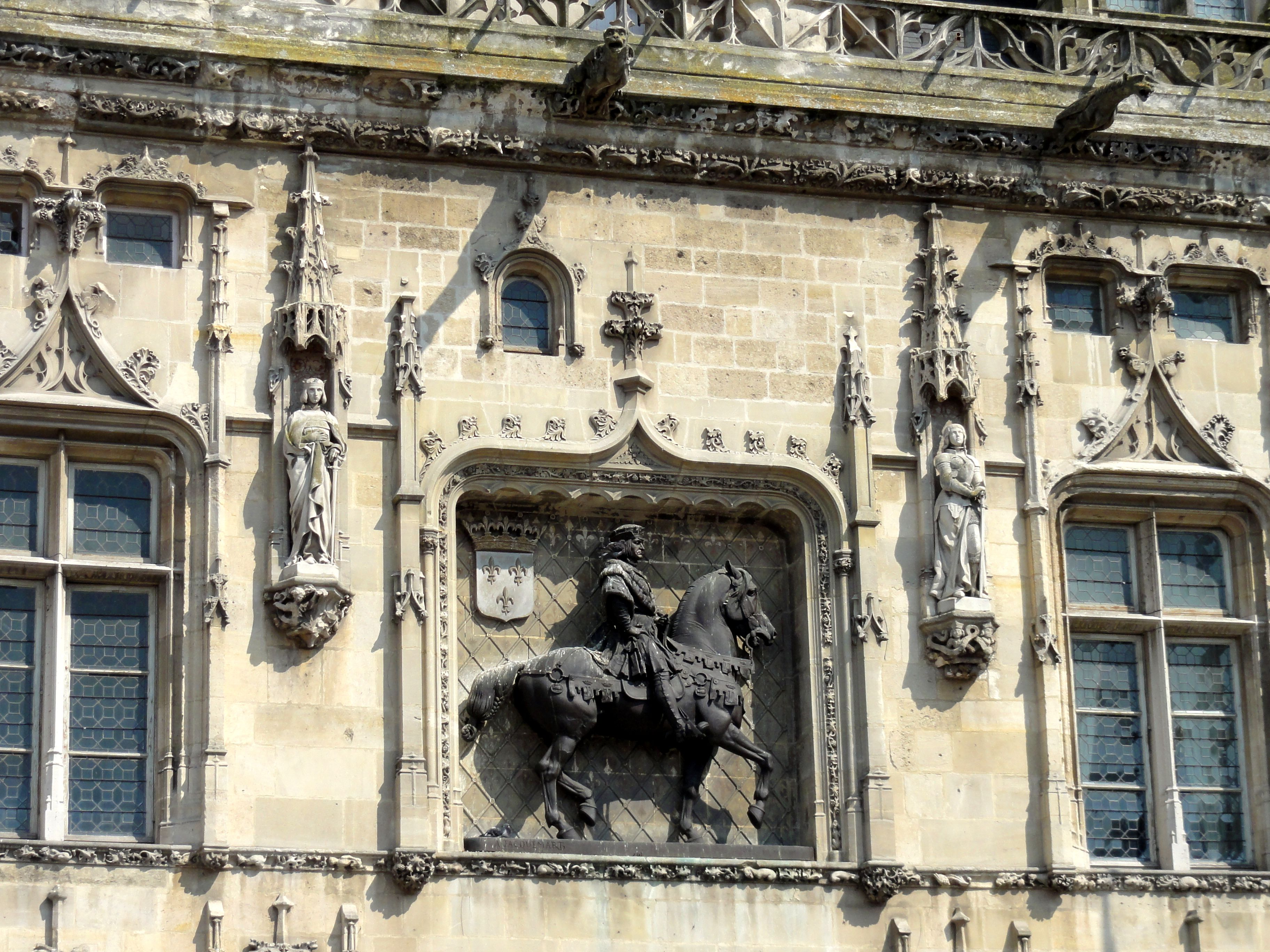
Hôtel de ville de Compiègne.

En el estilo Luis XII el arco apuntado u ojiva pura se reemplaza por el arco conopial (ogive en accolade). Dans ce dessus de porte situada en la torre de la escalera del "ala Luis XII" del château de Blois, una contre-courbe brisée encuadra el puercoespín (porc-épic), emblema del rey, y surmonte el arco rebajado o en anse de panier situado en la base del motivo.

#### Lacoquille

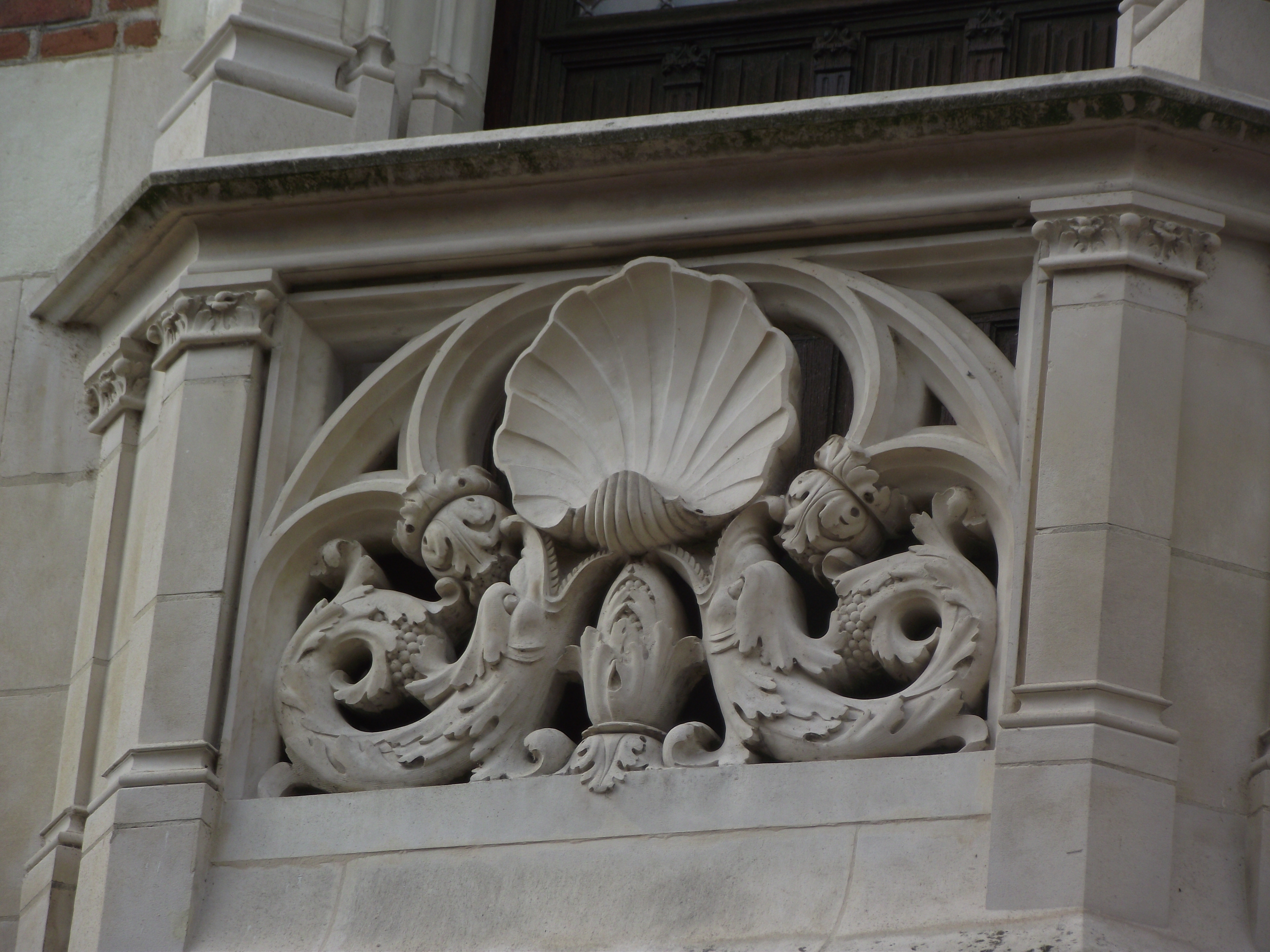
Hôtel d'Alluye[18] (1498 a 1508).
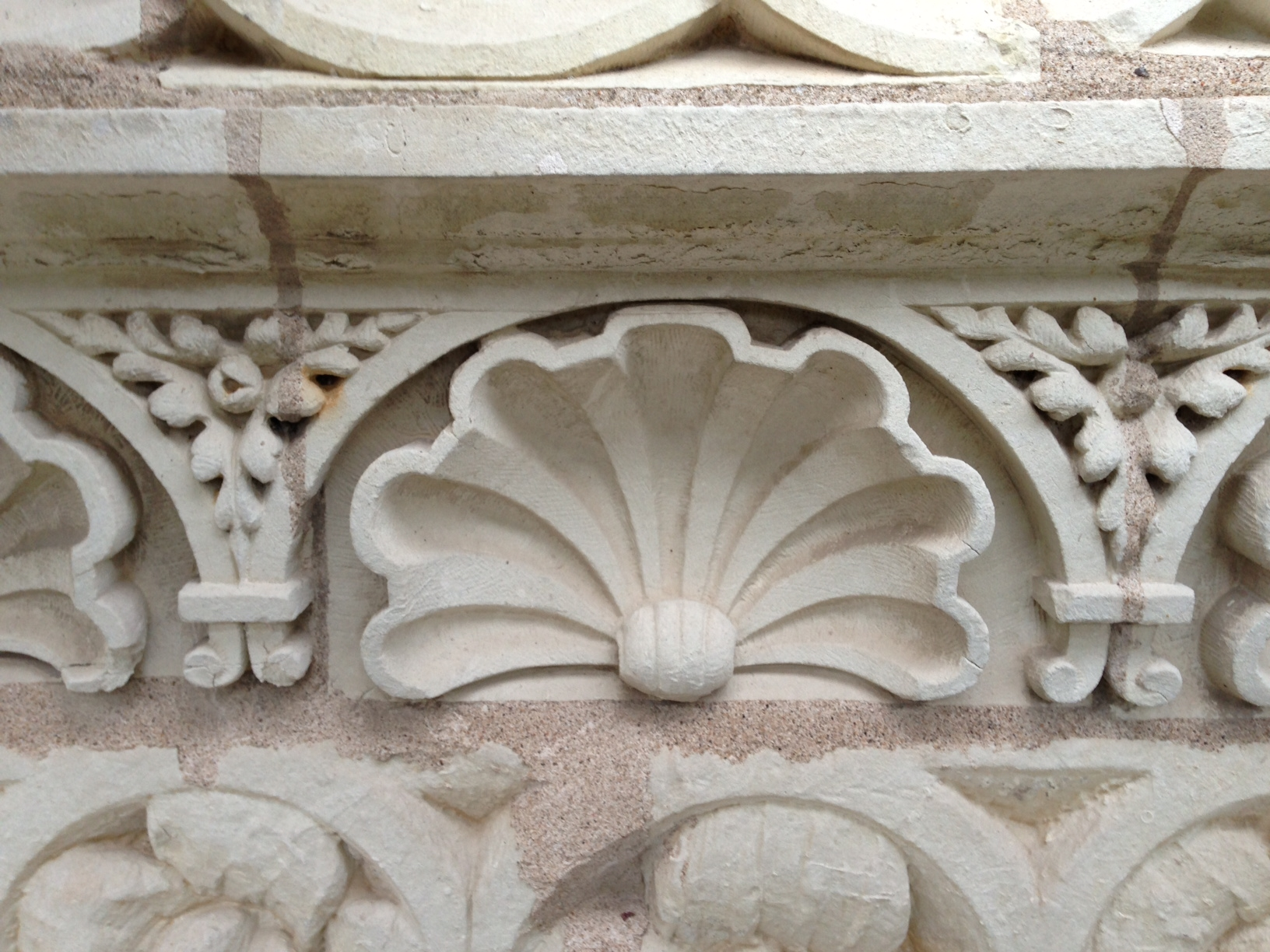
Domaine royal de Château-Gaillard en Amboise.
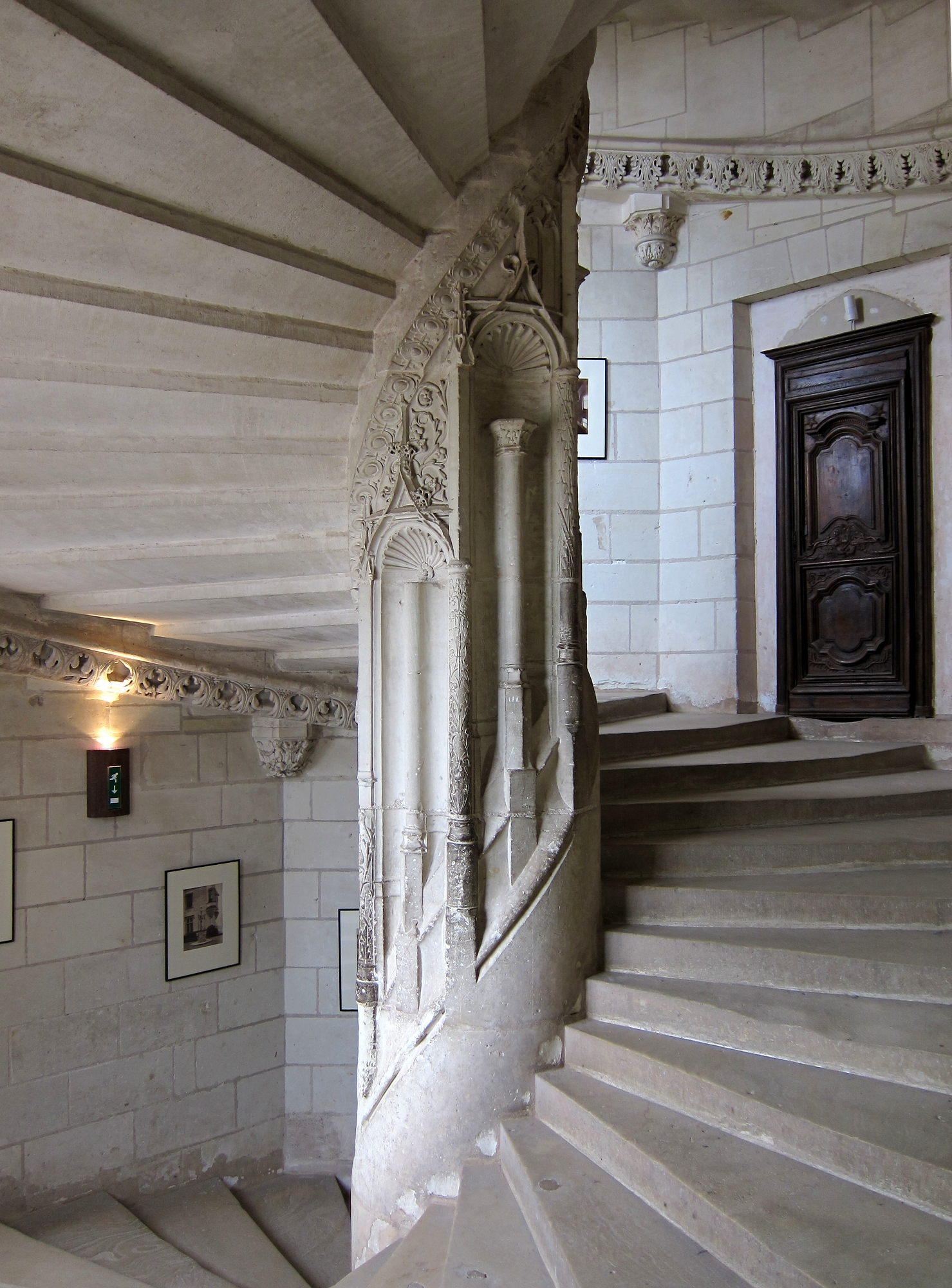
Escalera del château de Chaumont-sur-Loire (1498 a 1510).

La coquille hace su aparición en las fachadas, aunque no será un elemento importante hasta el Renacimiento.

#### Latête ailée("cabeza alada")

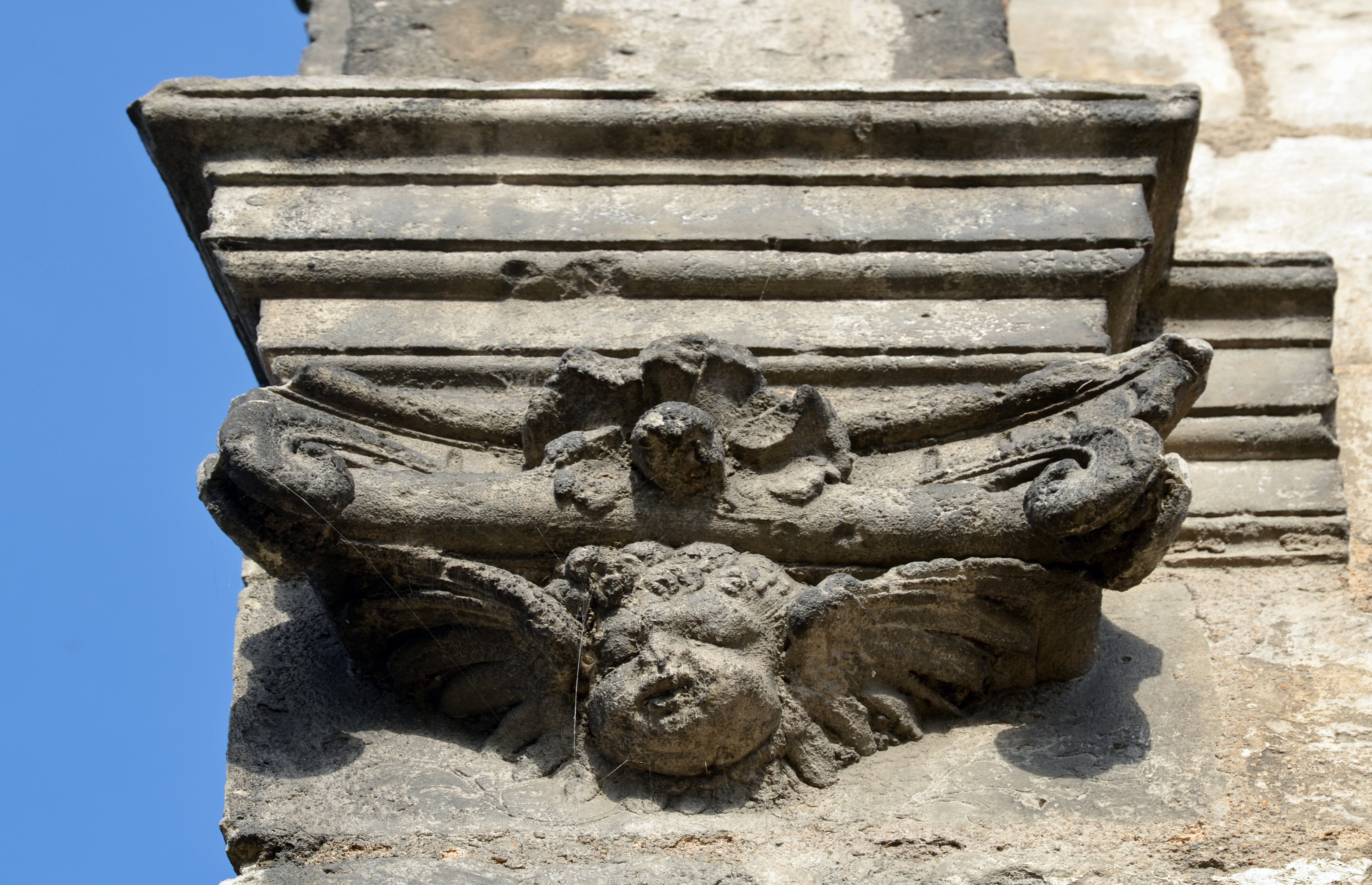
Cabeza de ángel, Château de Chateaudun[12] (comienzos del siglo XVI).

#### Capiteles

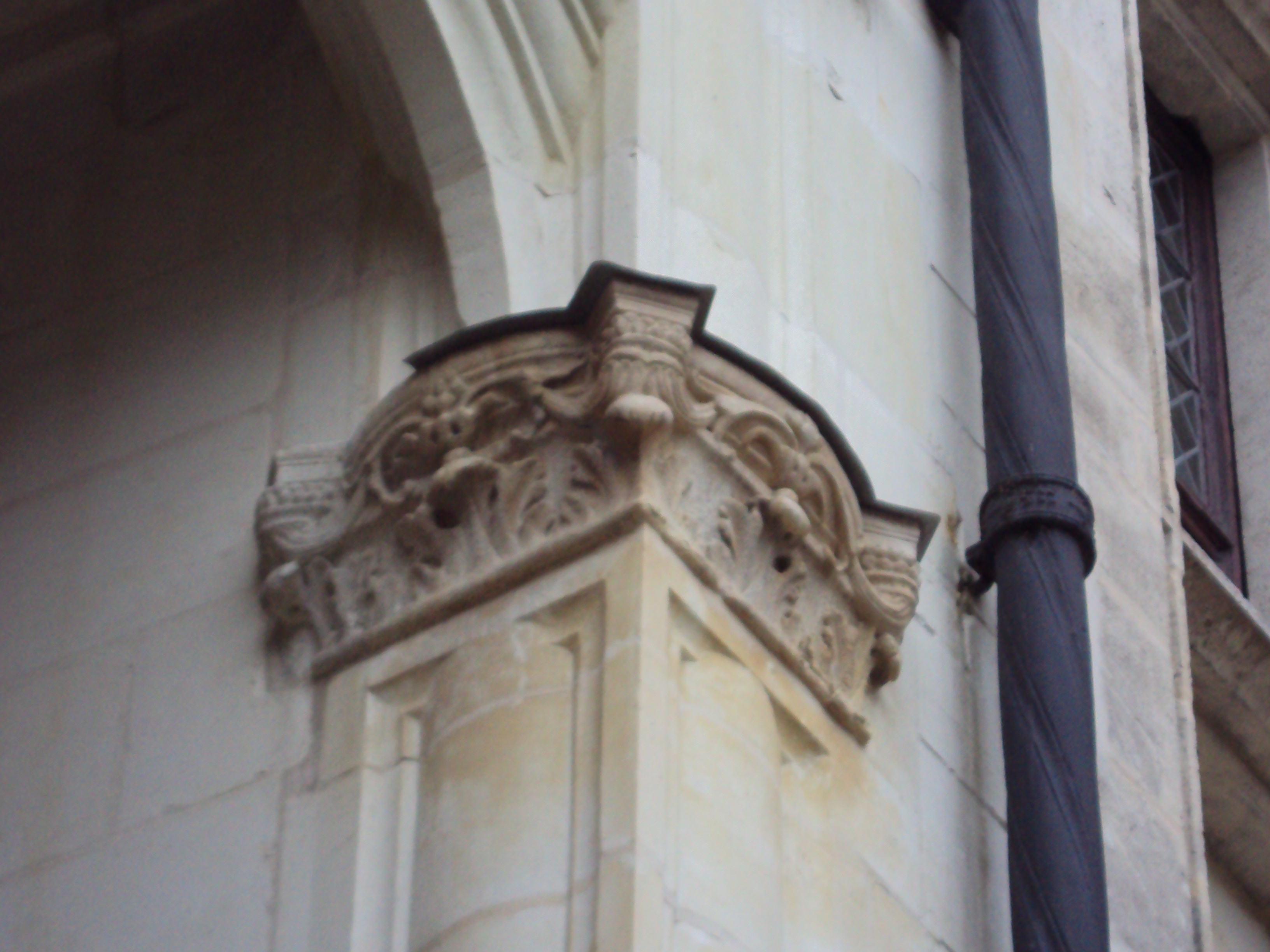
Capitel en el hôtel d'Alluye,[18] ca. 1508.
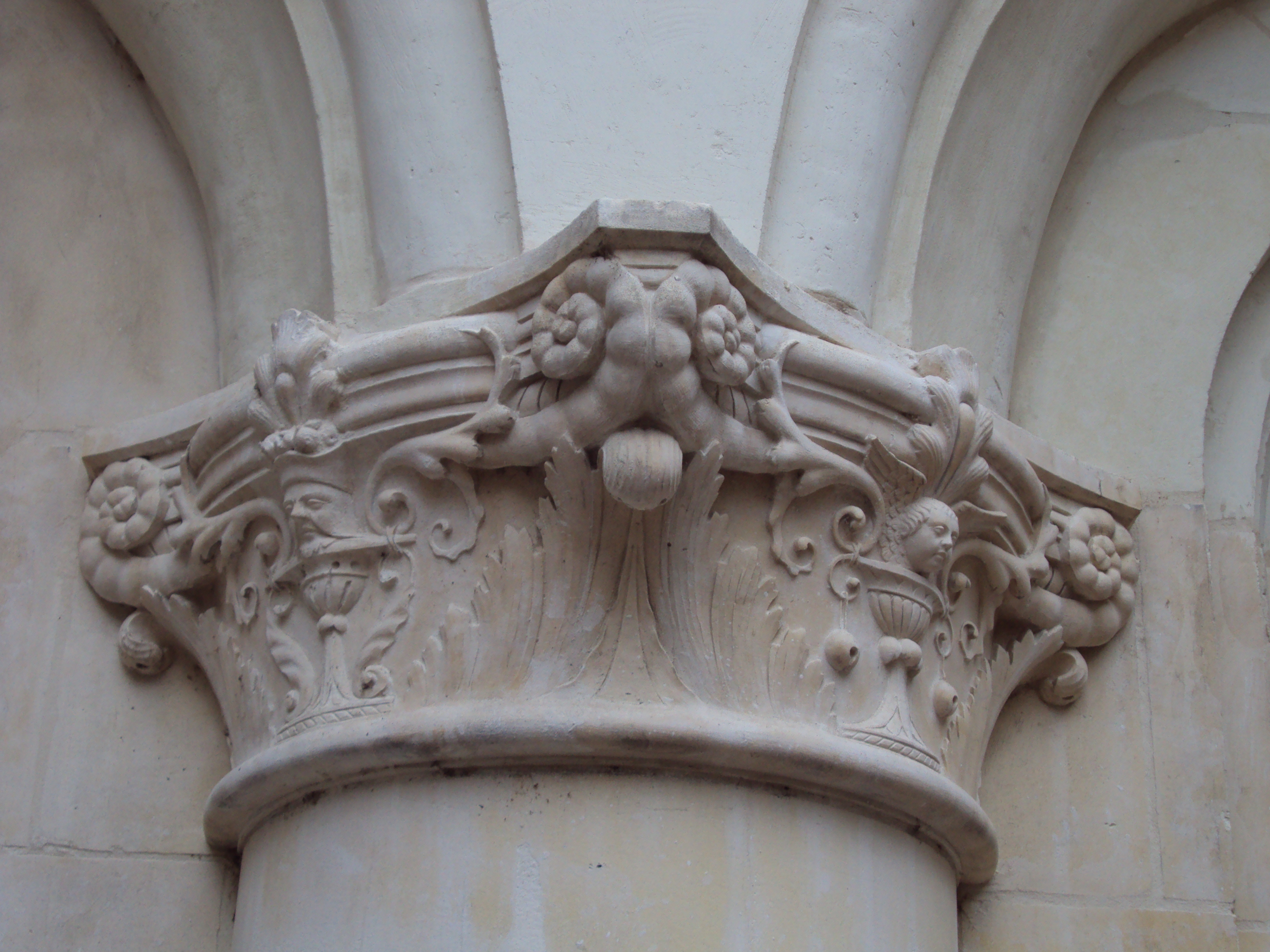
Ídem
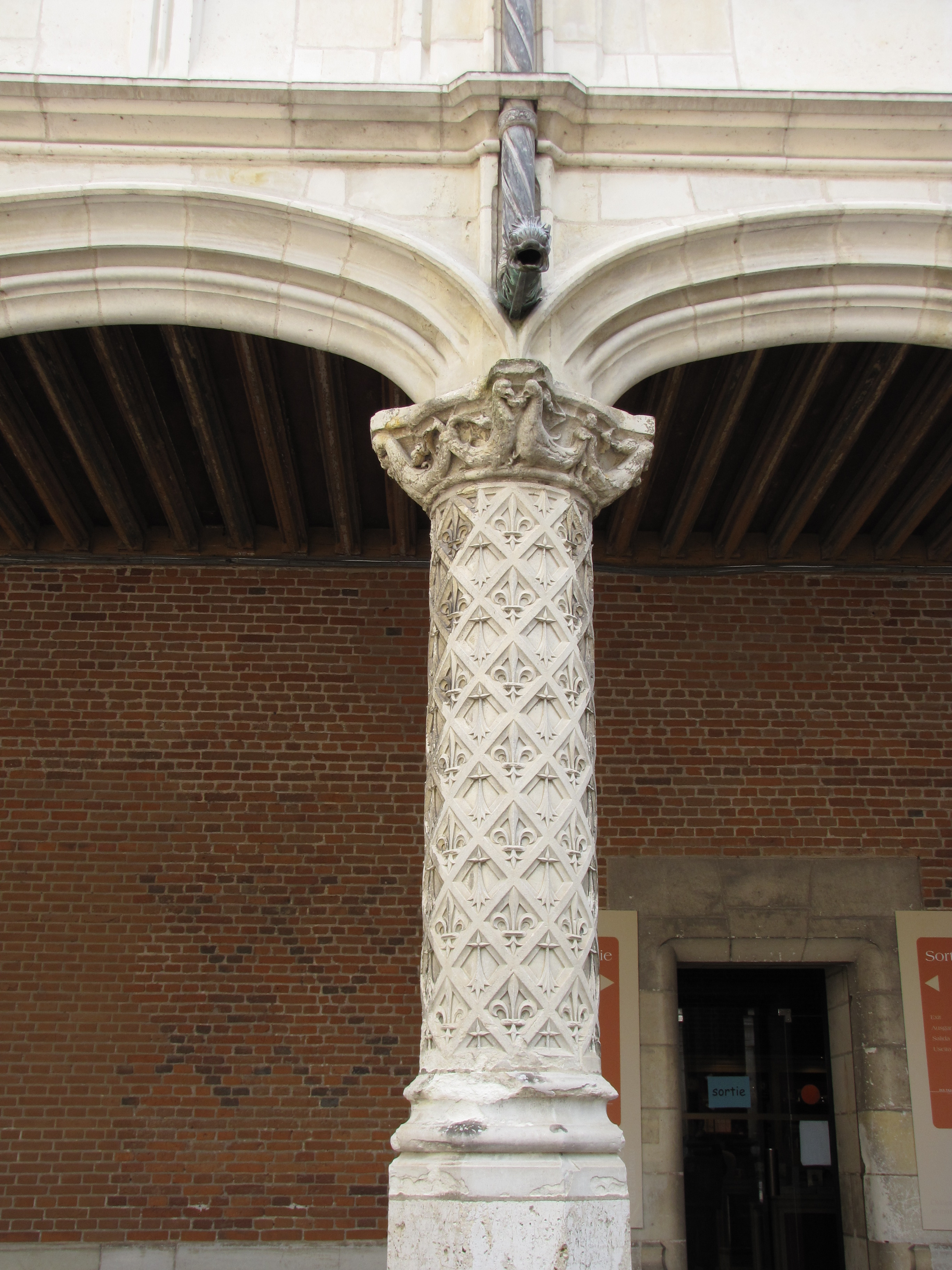
Chateau de Blois.

Bajo la influencia italiana, el capitel, casi abandonado desde la época de Carlos VI de Francia (comienzos del siglo XV), retoma su lugar, imitando los órdenes clásicos. Casi siempre son capiteles de fantasía, que no tienen de corintios más que las volutas, sin que los canteros manifiesten al reproducirlos la menor preocupación arqueológica (pastiche arquitectónico). El conocimiento de la Antigüedad no era, en la época, más que superficial. Los capiteles coronan, por lo general, columnas, haciendo oficio de pilares, volviéndose monolíticos, en ruptura con la tendencia amortiguada desde San Luis (siglo XIII) que privilegiaba la columna acompañada de colonnettes ("columnitas" ¿baquetones?).

#### Pilares y pilastras con arabescos

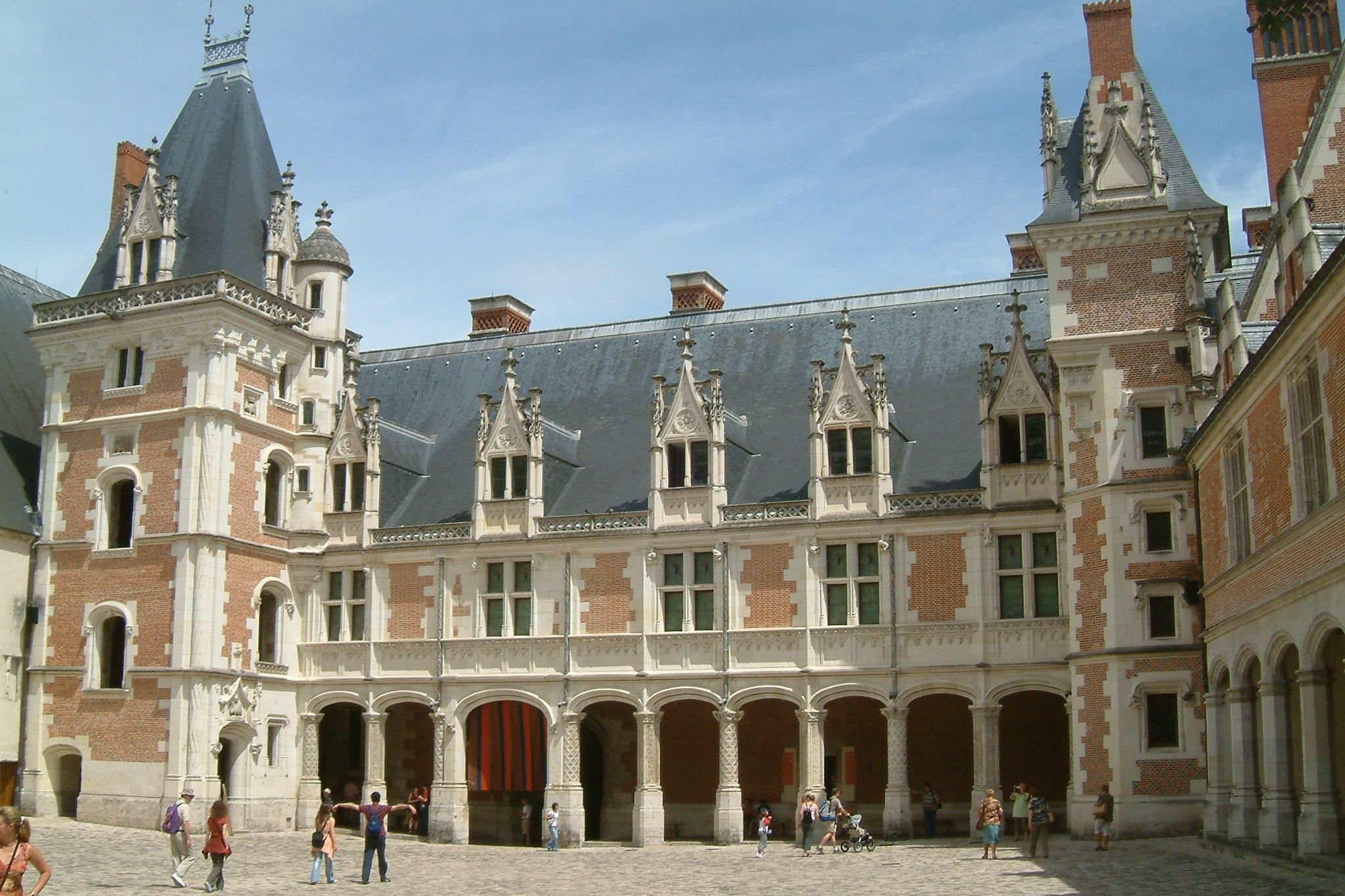
"Ala Luis XII" (1498-1503, château de Blois.
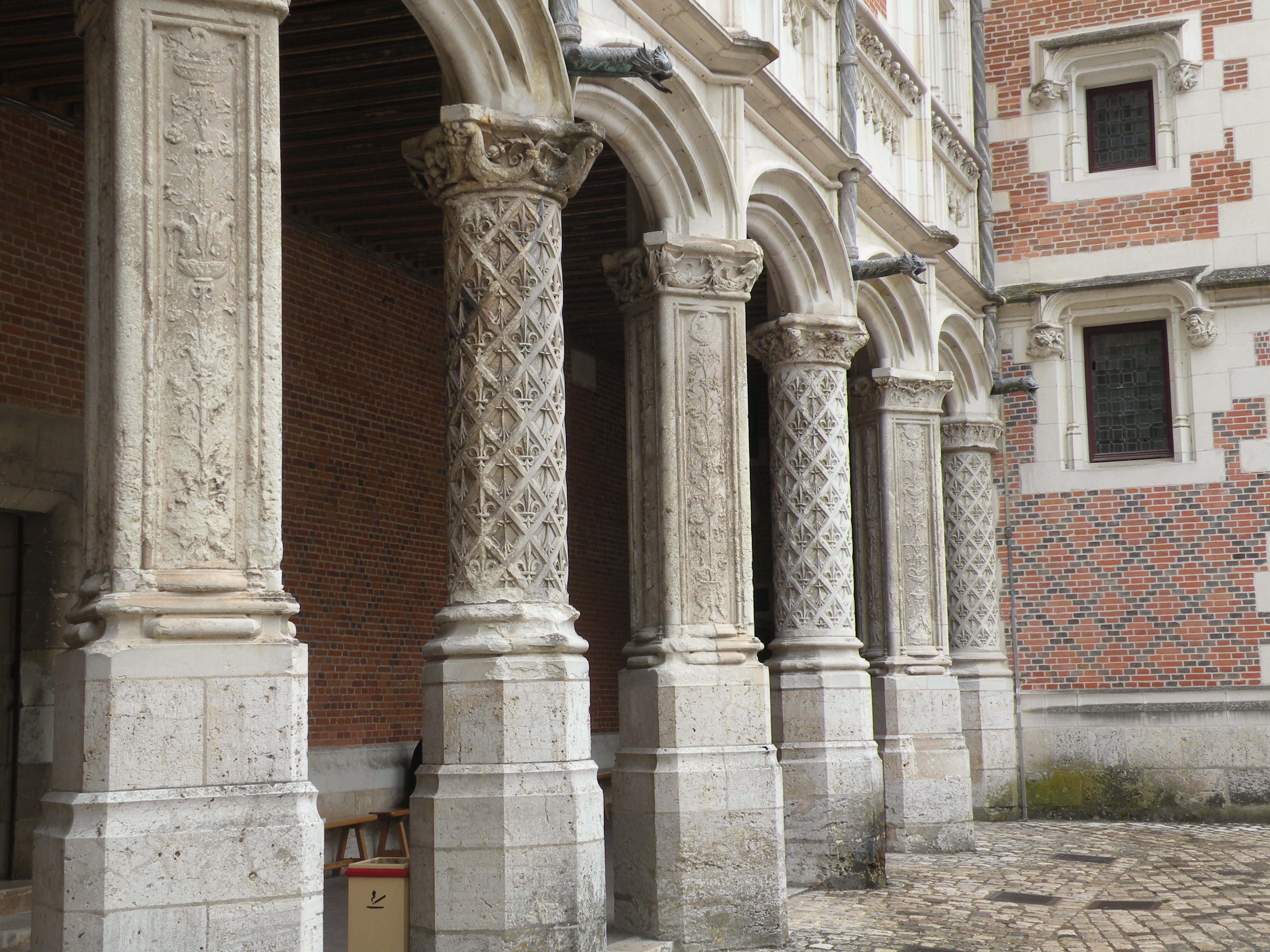
Columnata del "ala Luis XII" del château de Blois.
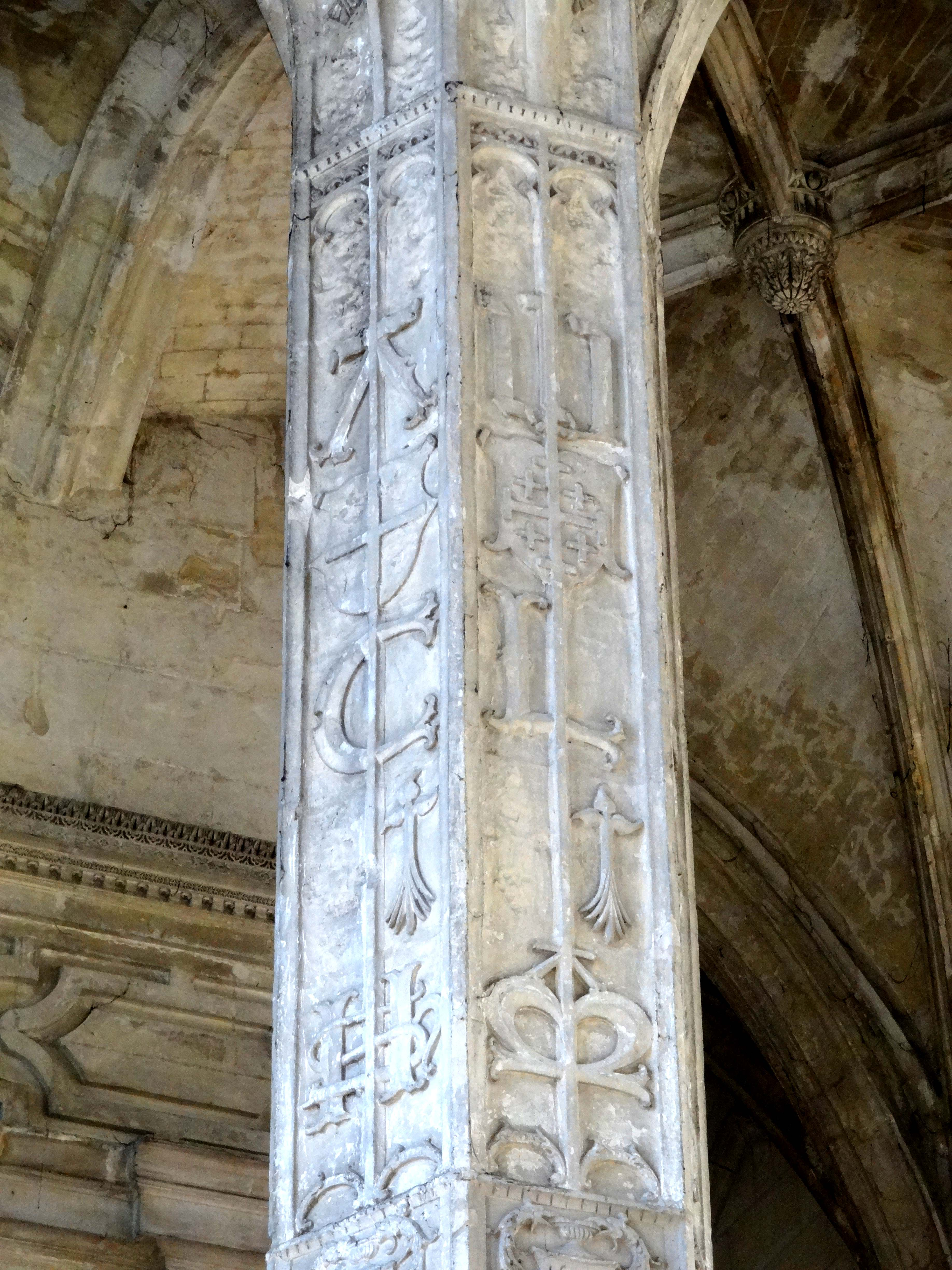
Iglesia de Saint-Gervais-Saint-Protais, lado sur, primer pilar intermedio (Pilier Saint Jacques).
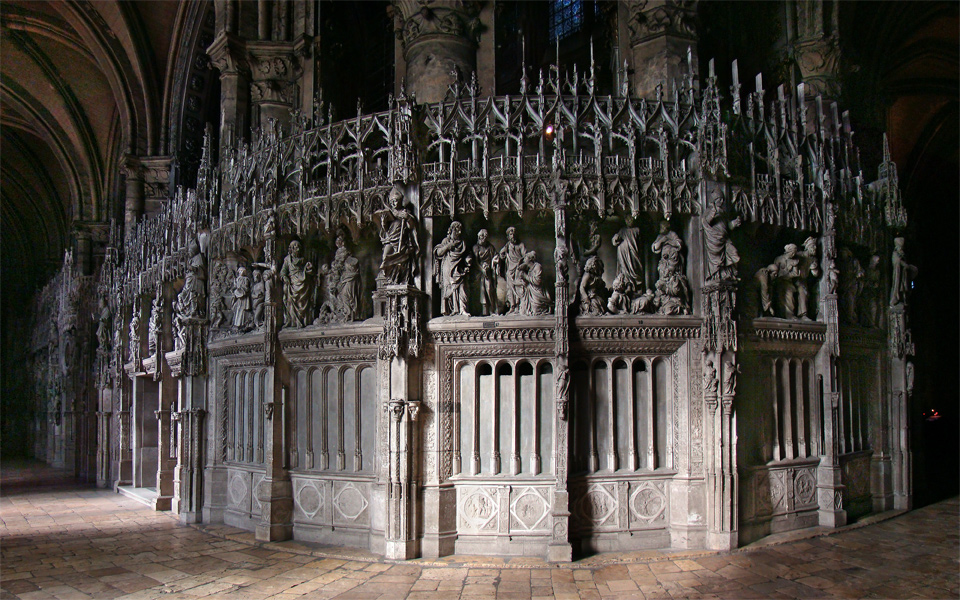
Cierre del coro de la catedral de Chartres.
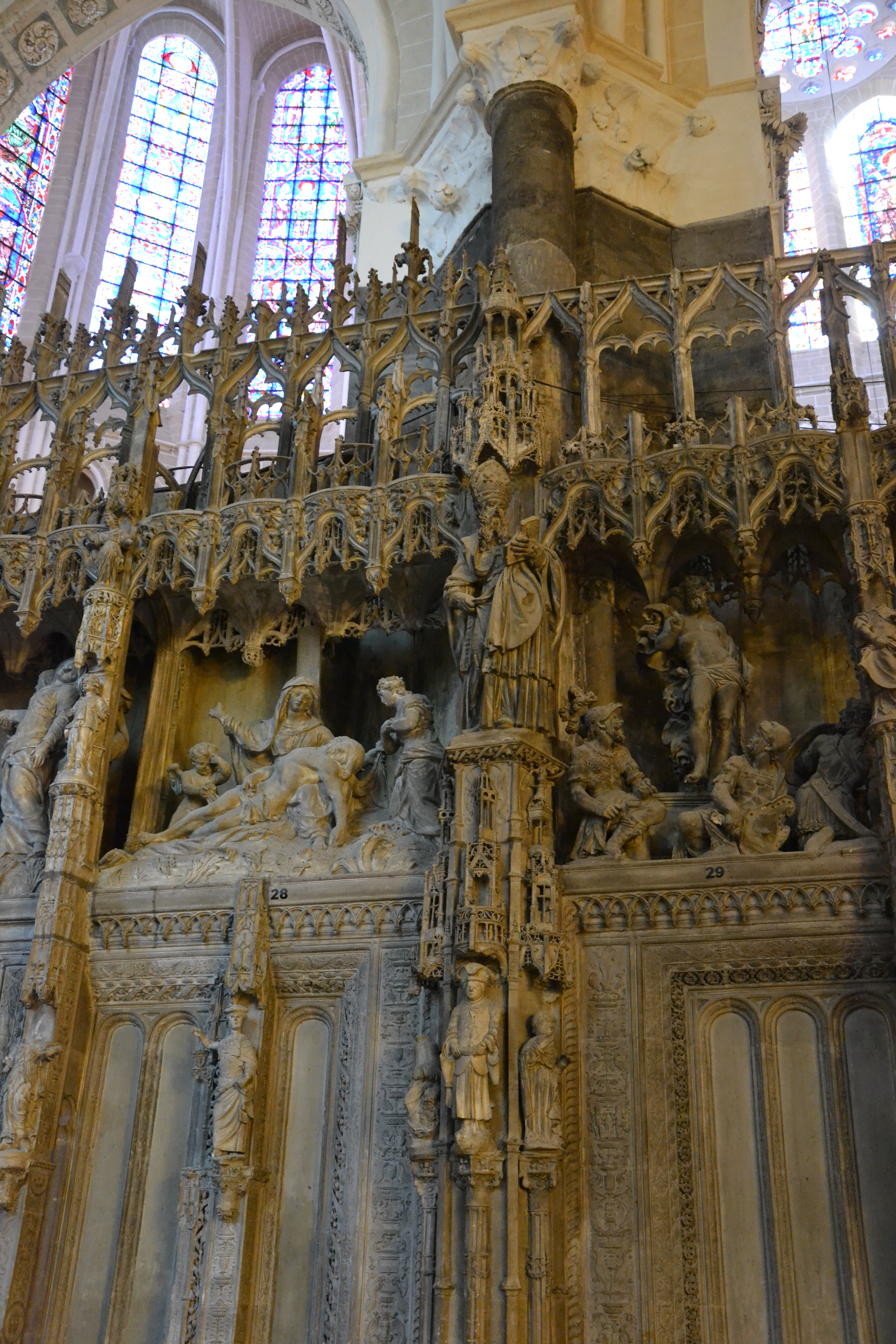
Déporation du Christ sobre un transparente (claire-voie) encuadrado por pilastras y arabescos (catedral de Chartres).

El estilo Luis XII emplea más la pilastra que la columna, puesto que la adopción de motivos italianos como los arabescos no se acomodan fácilmente a superficies no planas.
Como regla general, la escultura tiene pocos relieves y no sobrecarga los fondos. Si la columna sobrevive, es con función de pilar, liberándose de sus proporciones normales. 
Aparece habitualmente coronada por capiteles de fantasías imitando los órdenes clásicos. Se vuelve al pilar monolítico en ruptura con la tendencia mantenida desde San Luis que privilegiaba la columna rodeada de baquetones las bases de los pilares se cargan de nuevo con grifos cómo bajo los reinados de Luis VI y Luis VII o incluso todavía con Felipe Augusto.
En la fachada del ala Luis XII del château de Blois, lo que todavía pertenece al Gótico son los encuadramientos de las ventanas, mientras que al Renacimiento italiano pertenecen pilastras y columnas con arabescos, así como la aparición de medallones con decoración vegetal inspirados en la Antigüedad sobre el gablete de los lucernarios. La fachada de la llamada Casa de Agnès Sorel, en Orléans muestra este état d'esprit con sus lucernarios encuadrados por pilastras con arabescos.
En el bas-côté sur de la Collégiale Saint-Gervais-Saint-Protais de Gisors, se observa la misma tendencia: el pilar Saint-Jacques presenta un tratamiento de motivos à coquilles religados por un cordón se inspiran ya en obras italianas contemporáneas.
Por último, en la Clôture de chœur de la cathédrale Notre-Dame de Chartres, si la parte superior compuesta de nichos y de pináculos está todavía plenamente en el espíritu flamboyant, la ojiva ha desaparecido totalmente en la claire-voie, donde el rebajamiento muestra ya elementos inéditos para la época medieval. En efecto, el encuadramiento de la claire-voie se compone de pilastras con arabescos y el tratamiento del estilóbato rematado con medallones de estilo antiguo y carrés sur la pointe anuncia claramente las realizaciones del siguiente reinado.

#### Ventanas de grandes vanos (fenêtres à larges baies)

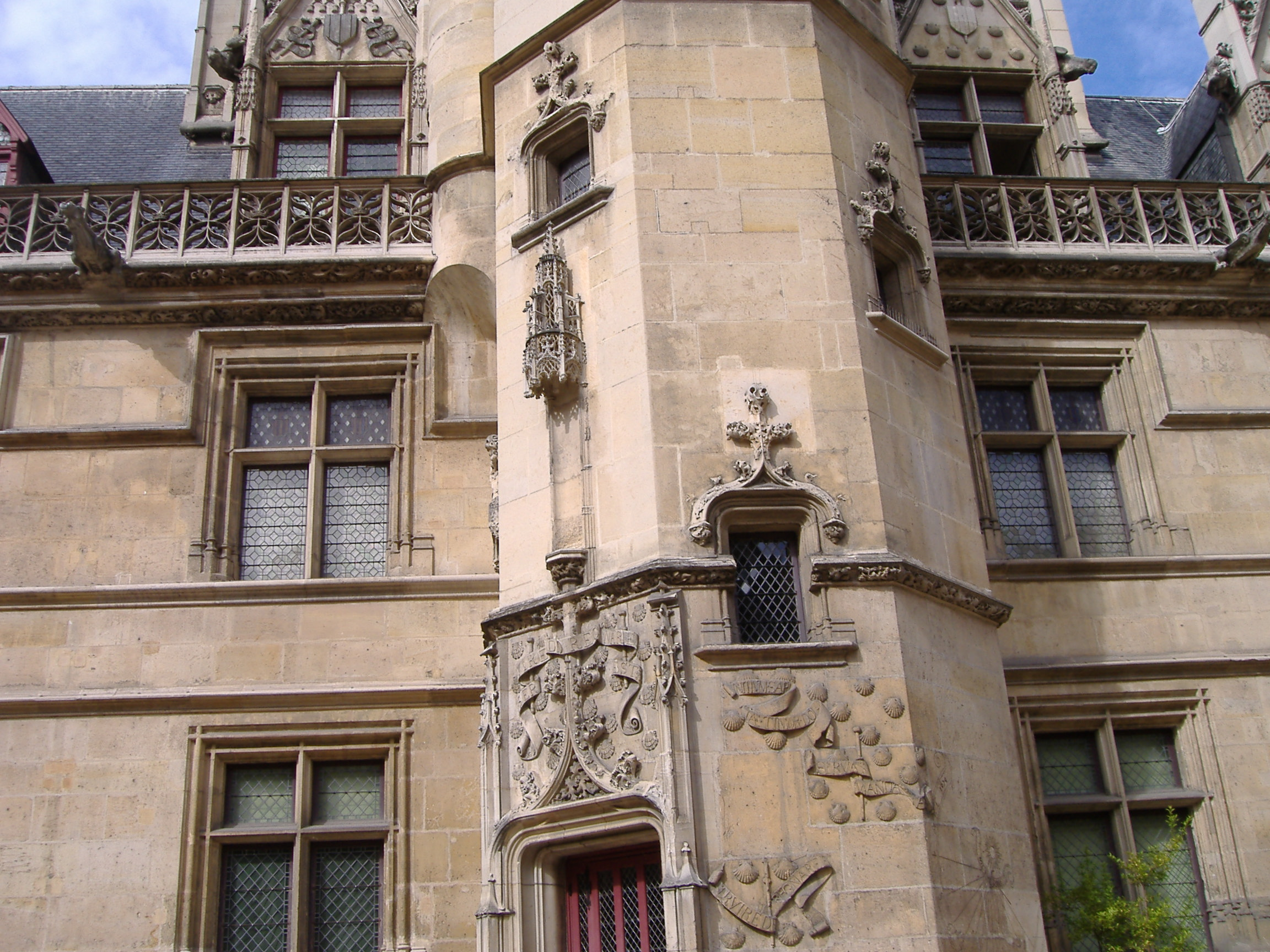
Hôtel de Cluny[22] (1485-1510).
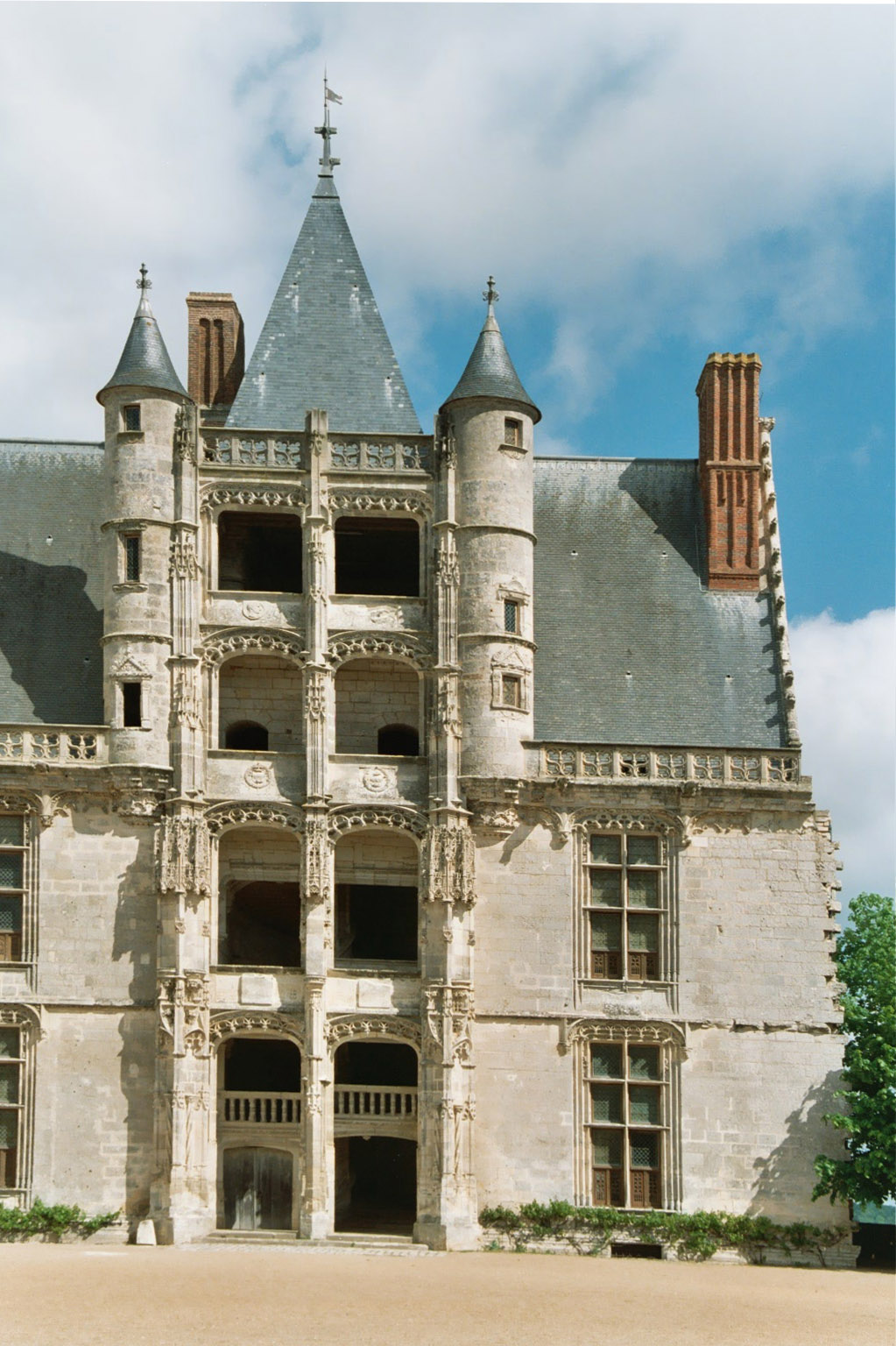
"Ala Longueville" del chateau de Chateaudun[12] (primer cuarto del siglo XVI).
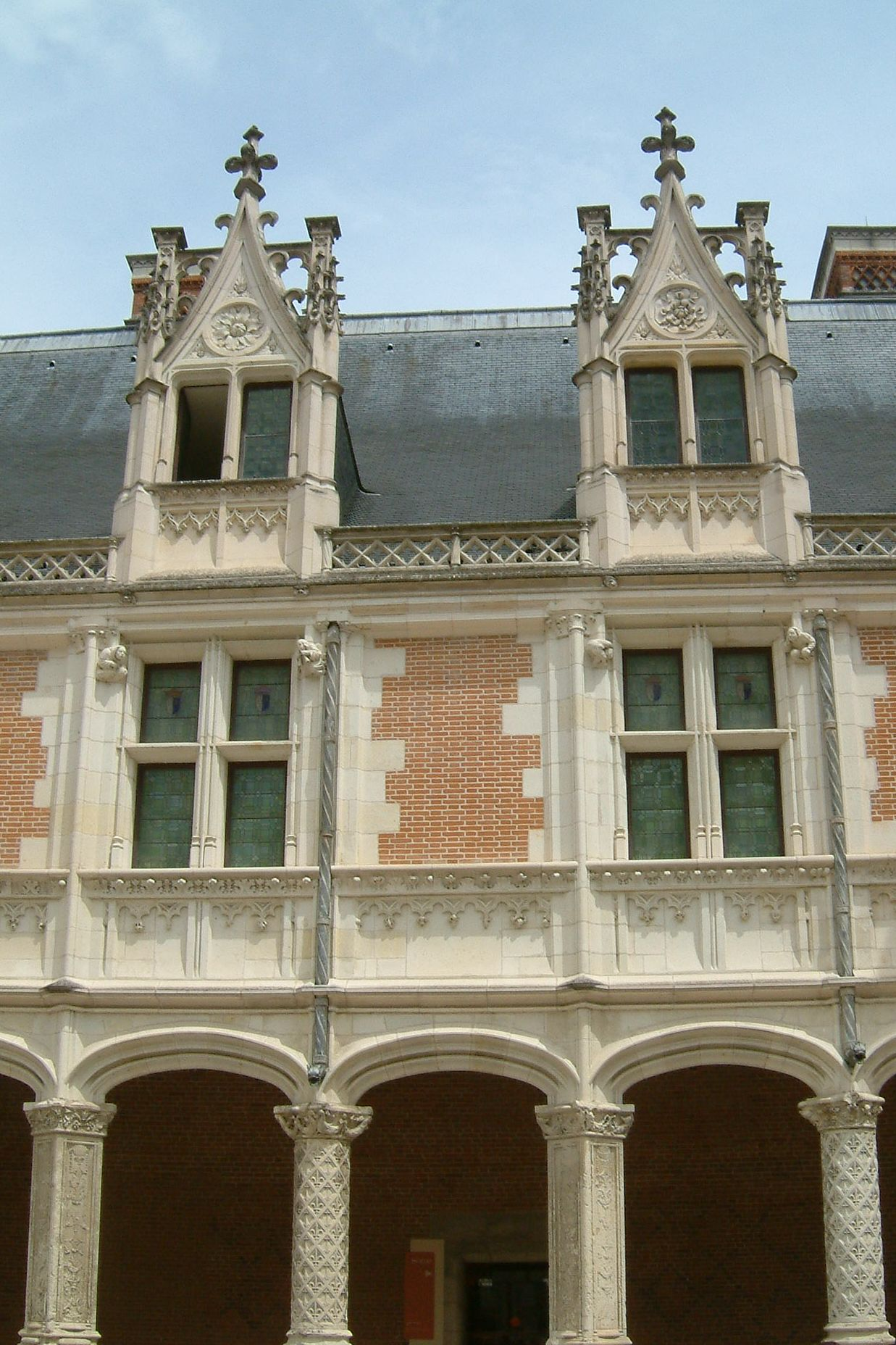
"Ala Luis XII" del hâteau de Blois (1498-1503).
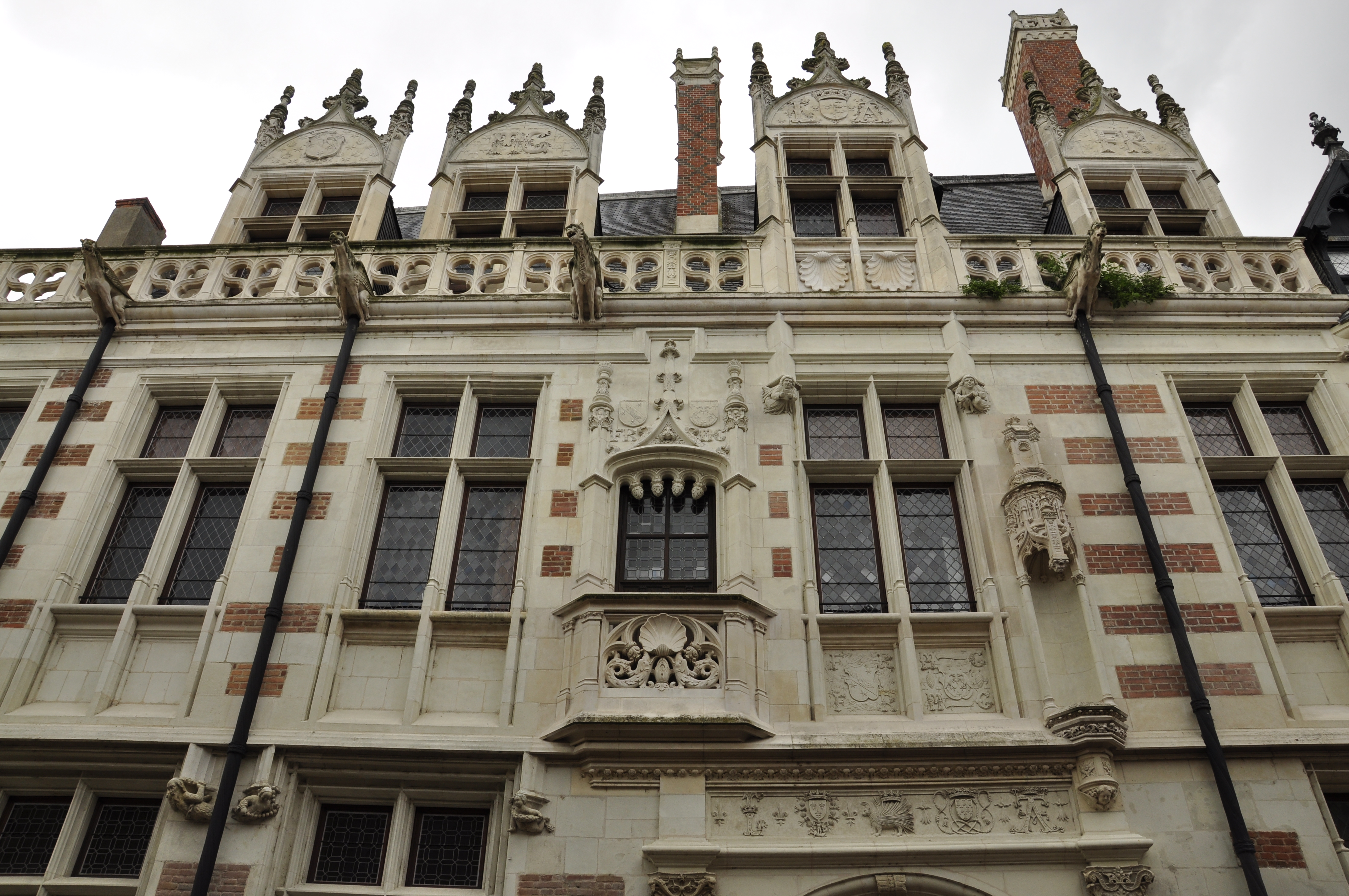
Hôtel d'Alluye[18] (ca. 1508).
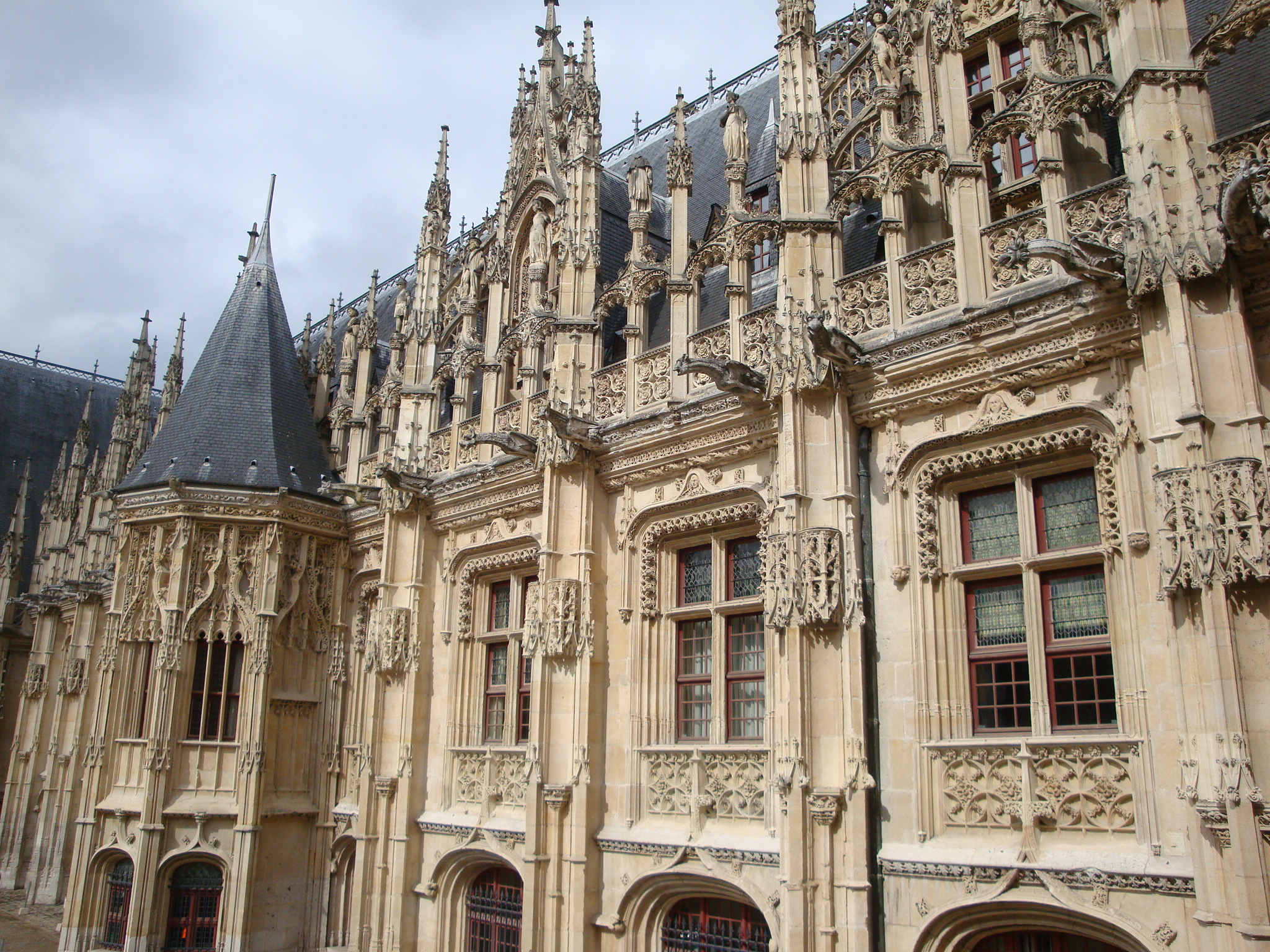
Palais de Justice de Rouen (1509-1517).
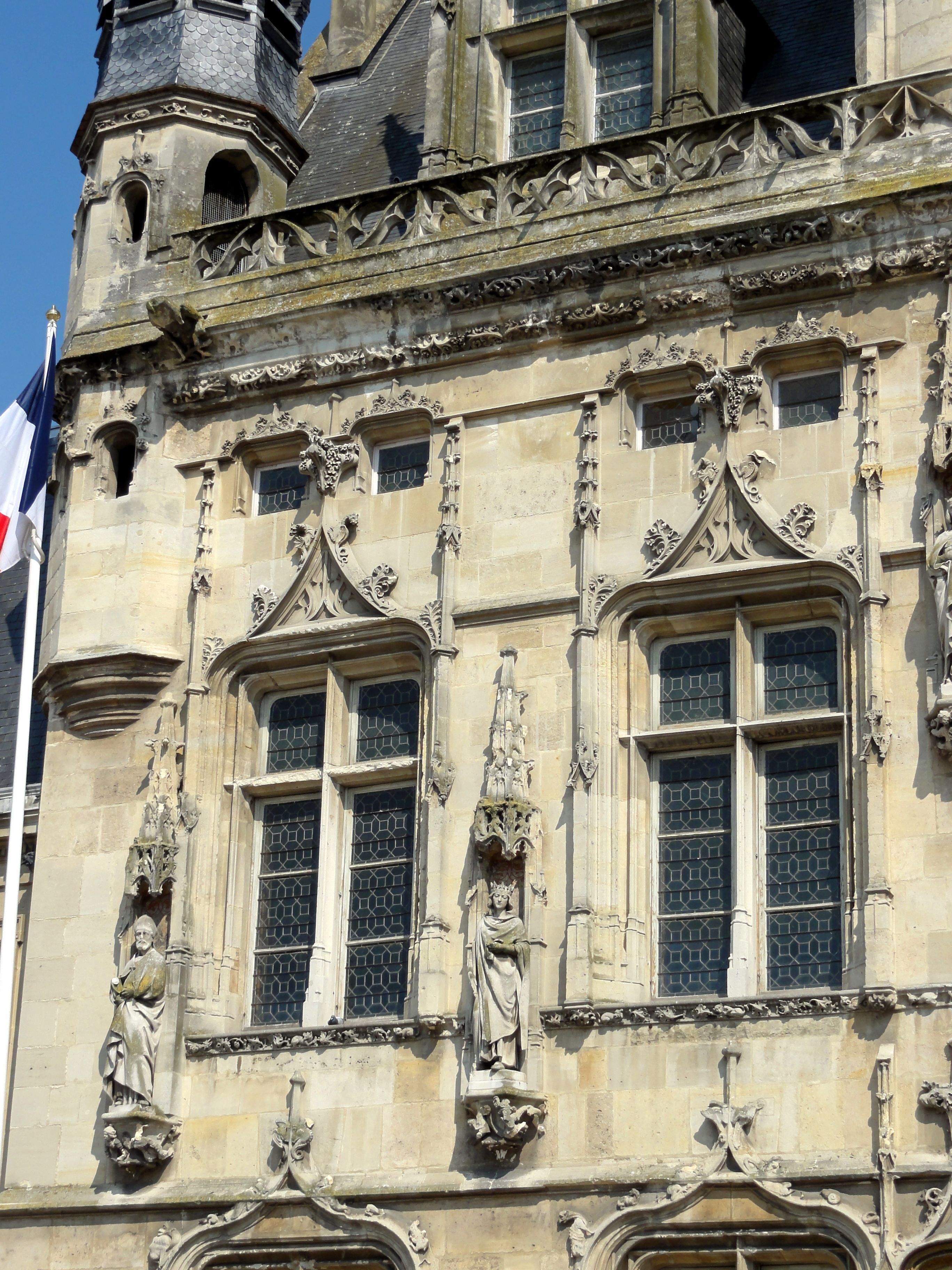
Hôtel de ville de Compiègne[14] (1505-1511).
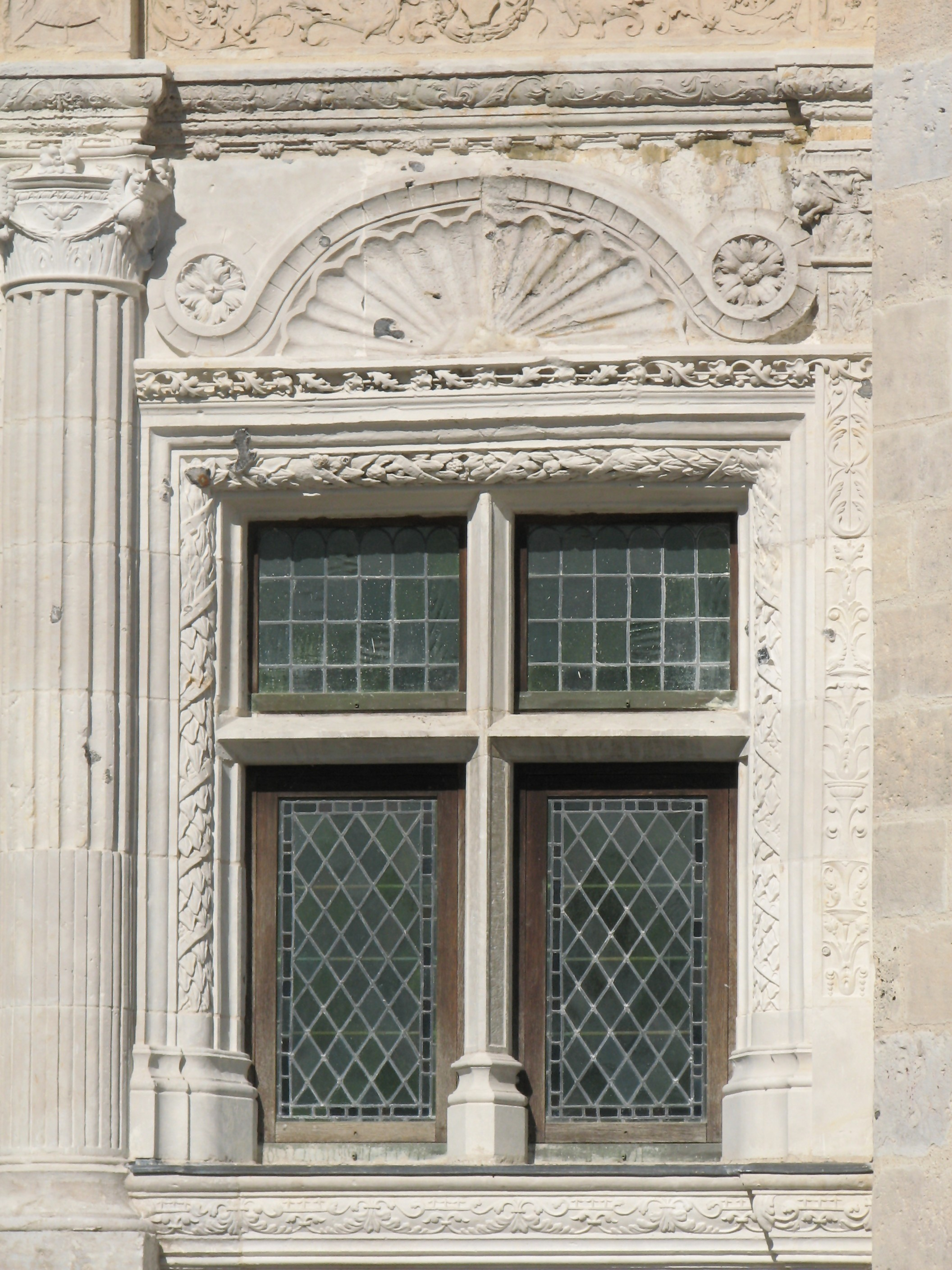
Pabellón de entrada del château de Gaillon[23] (1507-1509).

En la arquitectura de estilo Luis XII, la presencia de vanos, aunque no estén vidriados, vehicula una noción de lujo, mientras que su abundancia participa en el encanto del château. Ya a finales del siglo XVI, esta propiedad quasi-mágica del palais largamente abierto era percibida por Guillebert de Mets, que evocaba la fastuosa residencia parisina de Jacques Ducy, clerc de la Chambre des Comptes. Las ventanas permiten no solamente la entrada de luz sino también la ventilación de las piezas.
En el estilo Luis XII, la superposición de las aberturas en tramos conectados entre sí por molduras, organizan de forma regular el ritmo de las fachadas. Las ventanas poseen embrasures y son siempre realizadas en piedra, material noble por excelencia (Hôtel de Cluny, château de Gaillon), incluso en los edificios de ladrillo (château de Blois,  Hôtel d'Alluye). De grandes dimensiones, poseen casi siempre jambas moldeadas, coronadas con dinteles cuadrados o con arcos elípticos muy planos, decorados o no con festones (château de Châteaudun, Palais de justice de Rouen). Las aberturas se componen por regla general de dos largos baies divididos en su centro por un parteluz (meneau) de piedra en forma de cruz (de donde les viene su nombre: croisées). Las vantaux (singular vantail) interiores en madera son reforzadas con pentures metálicas.

#### Chimeneas

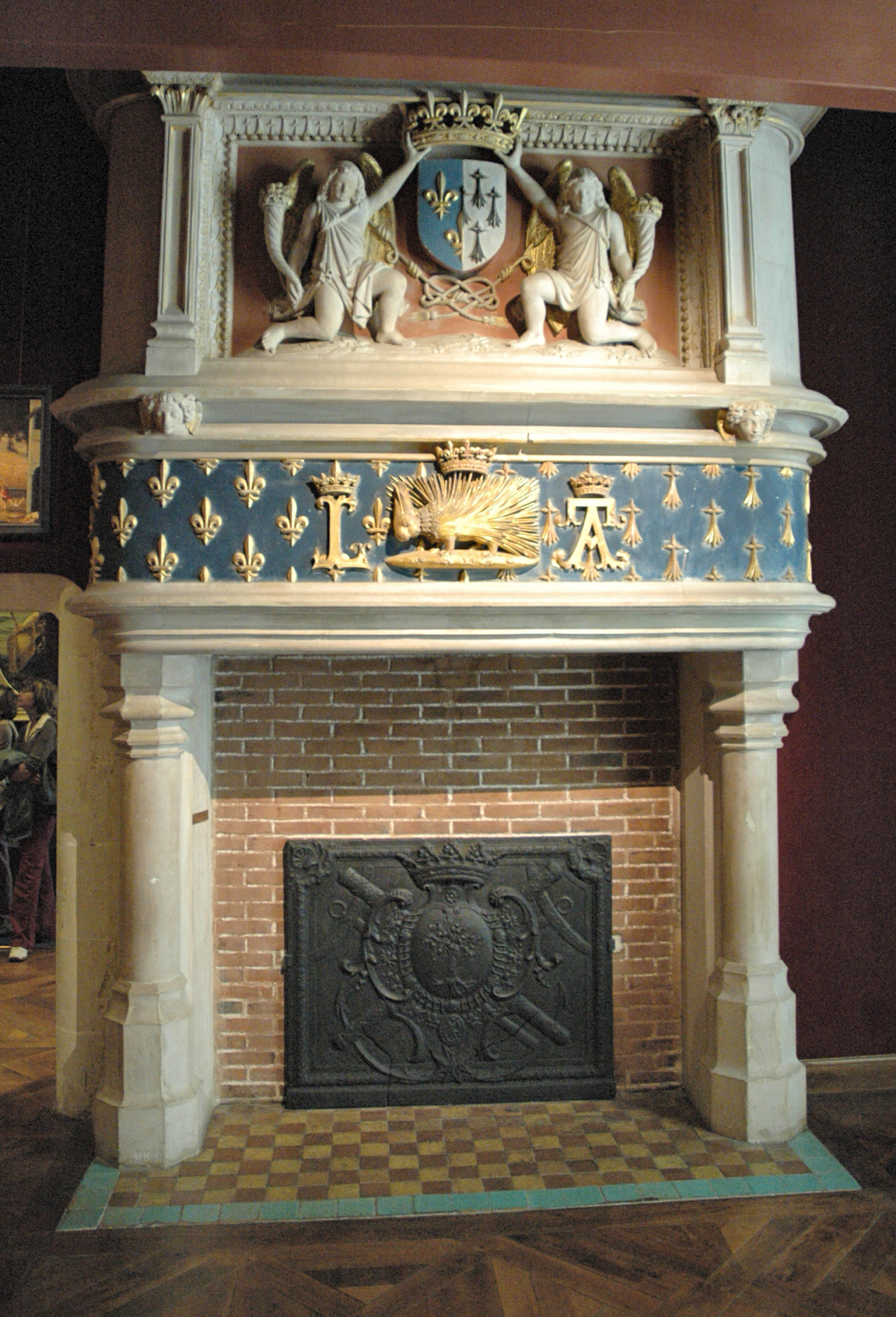
Chimenea del "ala Luis XII" del château de Blois.
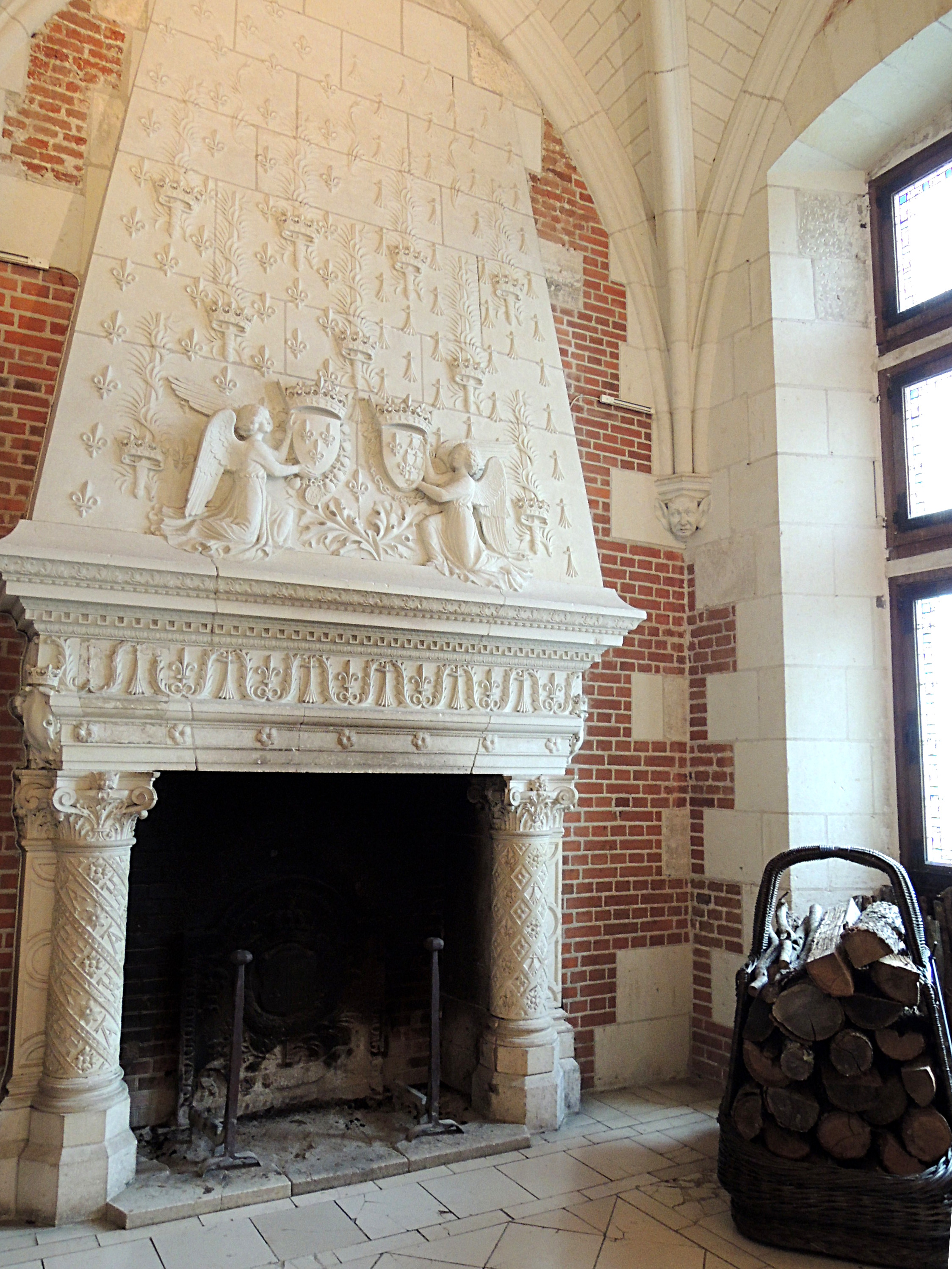
Chimenea de la salle du Conseil del "ala Carlos VIII" del Château de Blois (finales del siglo XV).
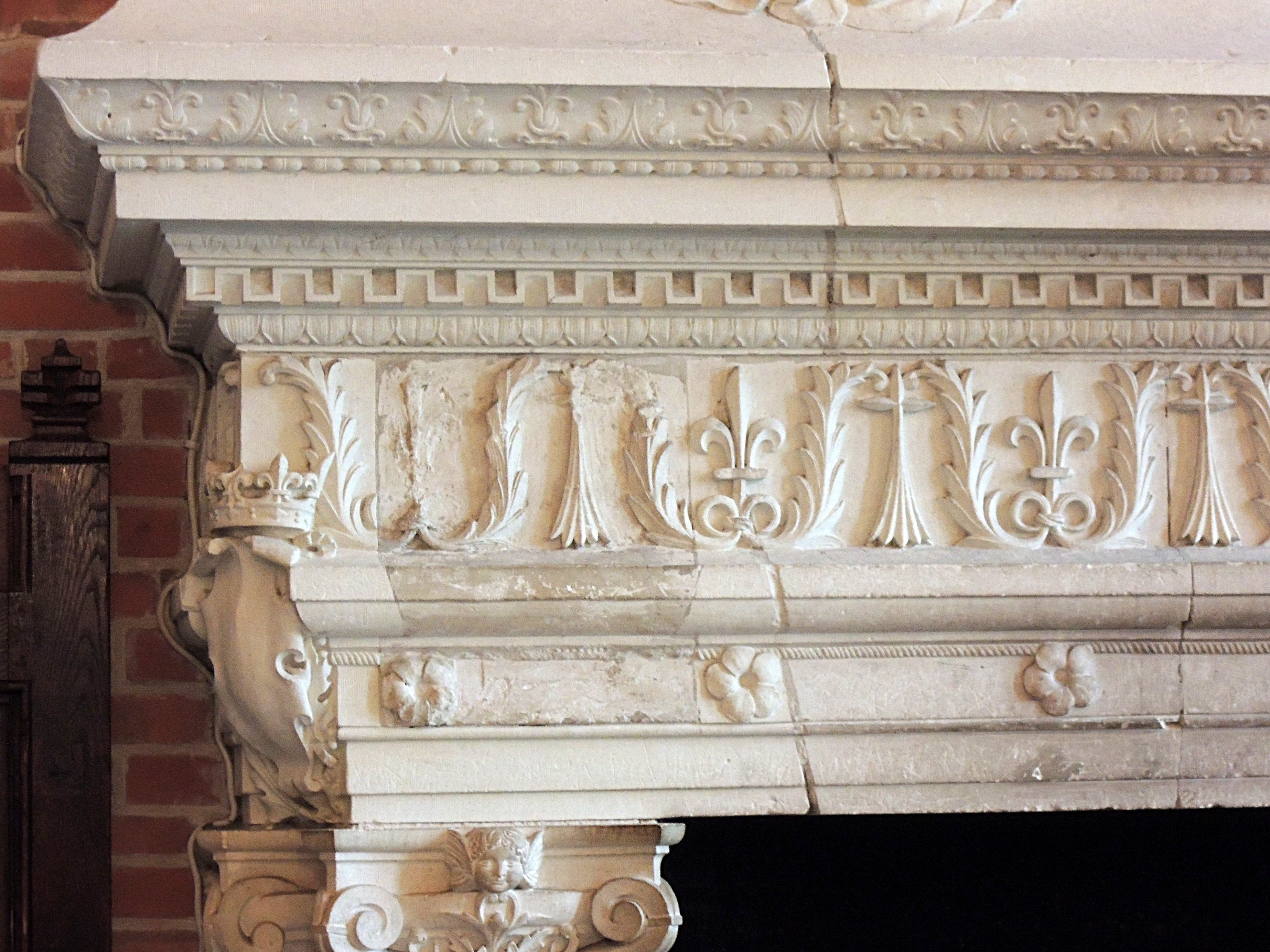
Detalle de esta última.

Las chimeneas (cheminées -chimenea francesa-) ofrecían la ocasión de desarrollar imponentes estructuras con gran riqueza de detalles esculpidos. Así, la cheminée del "ala Luis XII" del château de Blois permite observar claramente este estilo de transición: lo que pertenece al Gótico son las jambas y las molduras que cubren el linteau, mientras que lo que pertenece al Renacimiento son los elementos italianos de la parte superior sur le manteau, donde las pilastras à chapiteaux encuadran una molduraciónn de ovas y dos putti con cornucopias a cada parte del écusson central.
Igualmente, en la chimenea de la salle du Conseil del "ala Carlos VIII" del Château de Blois, si la estructura general del manteau y de la hotte siguen siendo medievales, las jambas flanqueadas de columnas con capiteles de inspiración jónica y el entablamento clásico decorado con molduras, son italianos.

## Arquitectura
En arquitectura, la utilización de ladrillo y piedra (brique et pierre), ya presente en edificios desde el siglo XIV, tiende a generalizarse (château d'Ainay-le-Vieil, "ala Luis XII" del Château de Blois, Hôtel d'Alluye de Blois). Las altas cubiertas (toits) "a la francesa", con torretas (tourelles) en las esquinas y las fachadas con escalera helicoidal hacen perdurar la tradición, pero la superposición sistemática de los baies, le décrochements des lucarnes y la aparición de loggias influenciadas por la villa Poggio Reale y Castel Nuovo de Nápoles son el manifiesto de un nuevo arte decorativo en que la estructura sigue siendo profundamente gótica. La propagación del vocabulario ornamental llegado de Pavía y de Milán se entiende como la llegada de una cierta modernidad. 

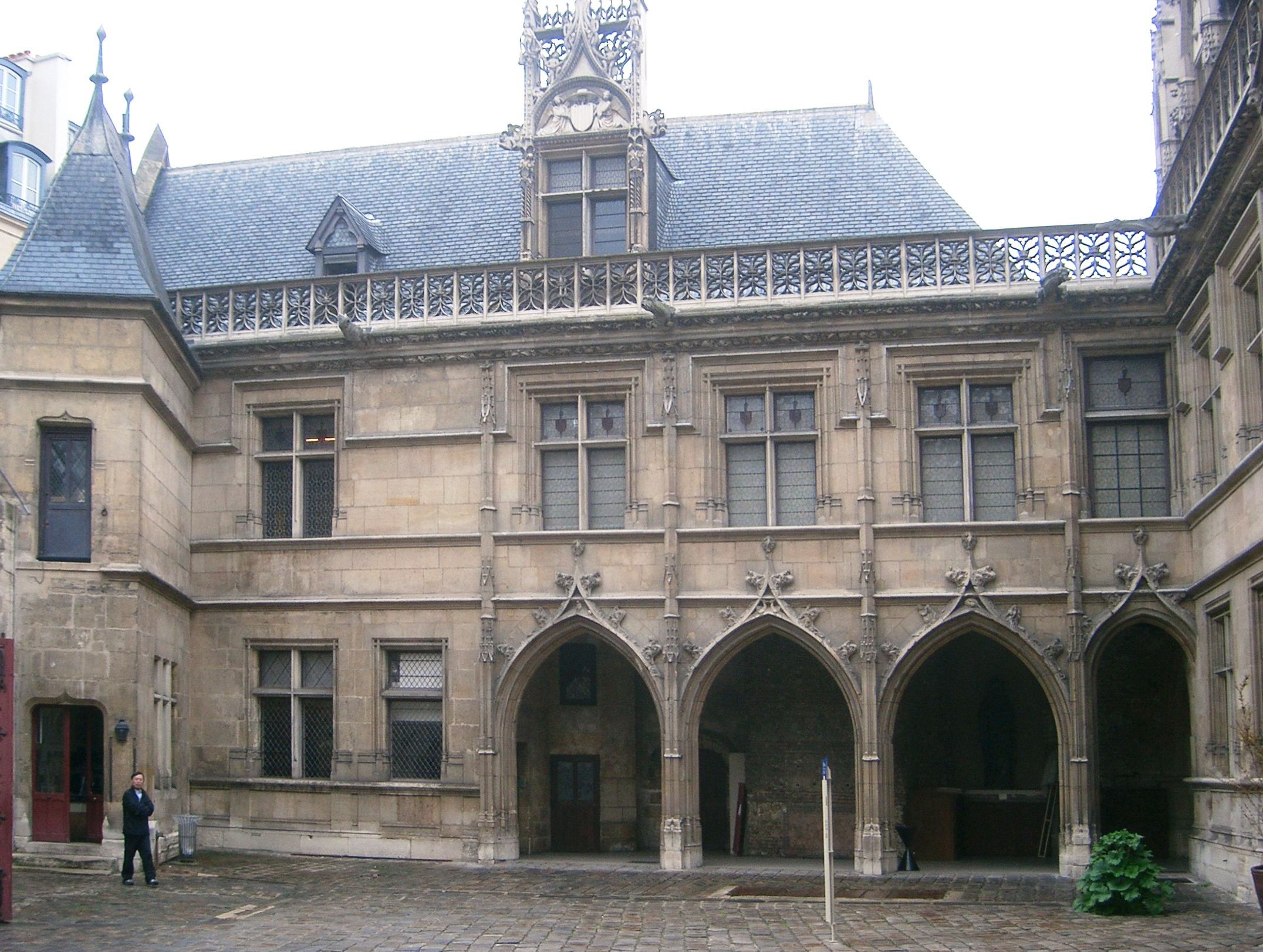
Hôtel de Cluny[22] (París).
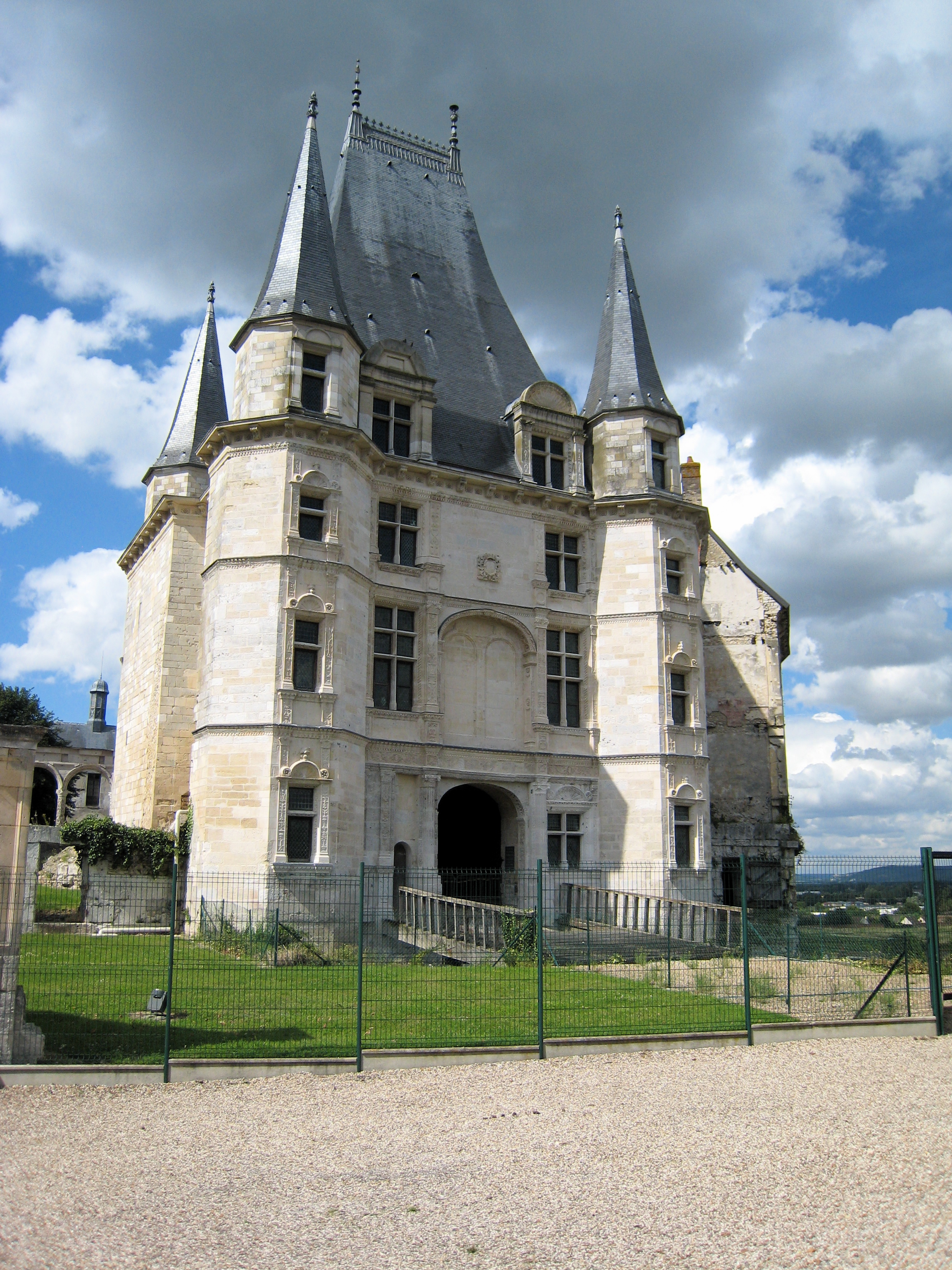
Château de Gaillon.
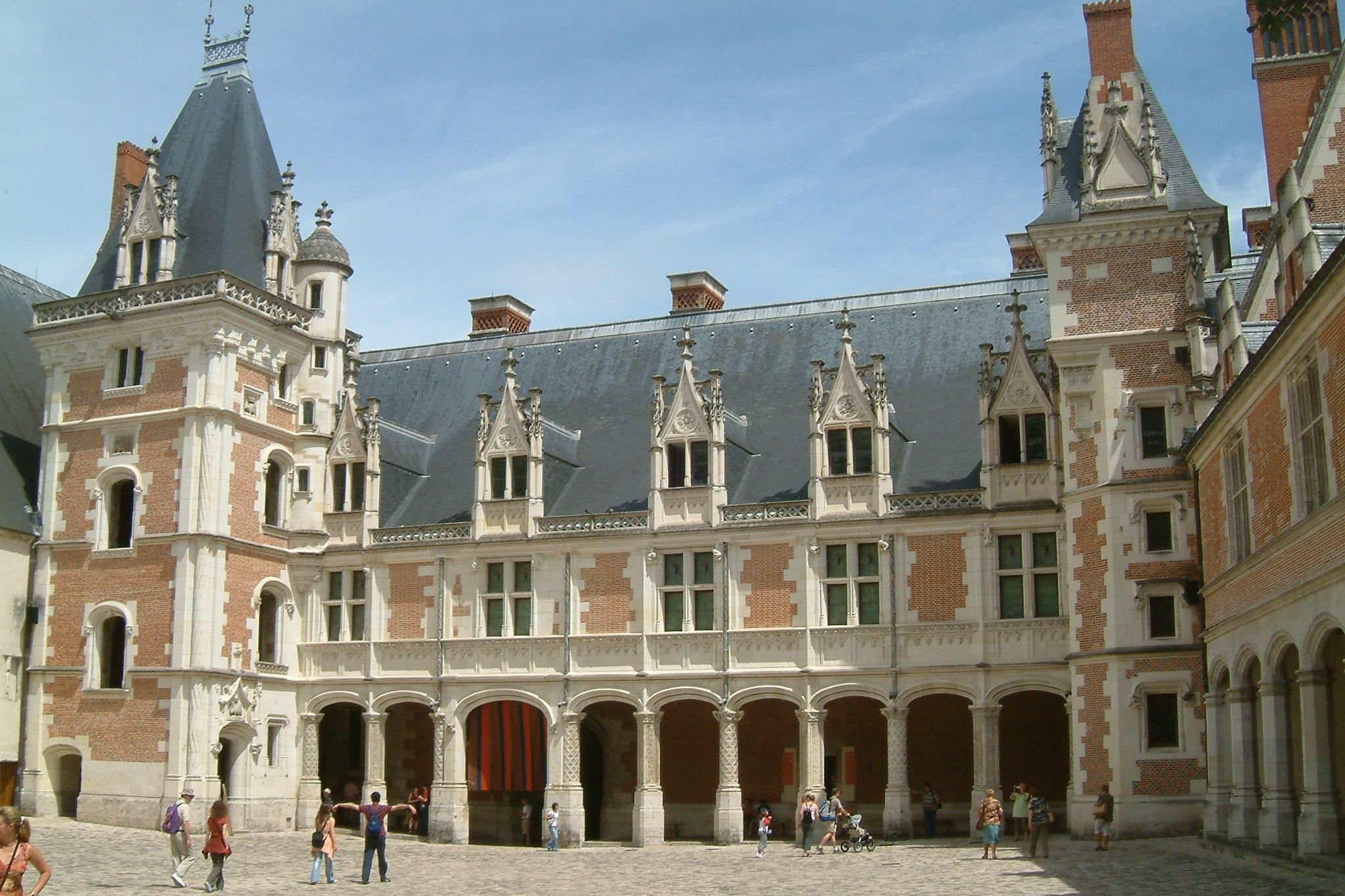
"Ala Luis XII" del Château de Blois (1498-1503).
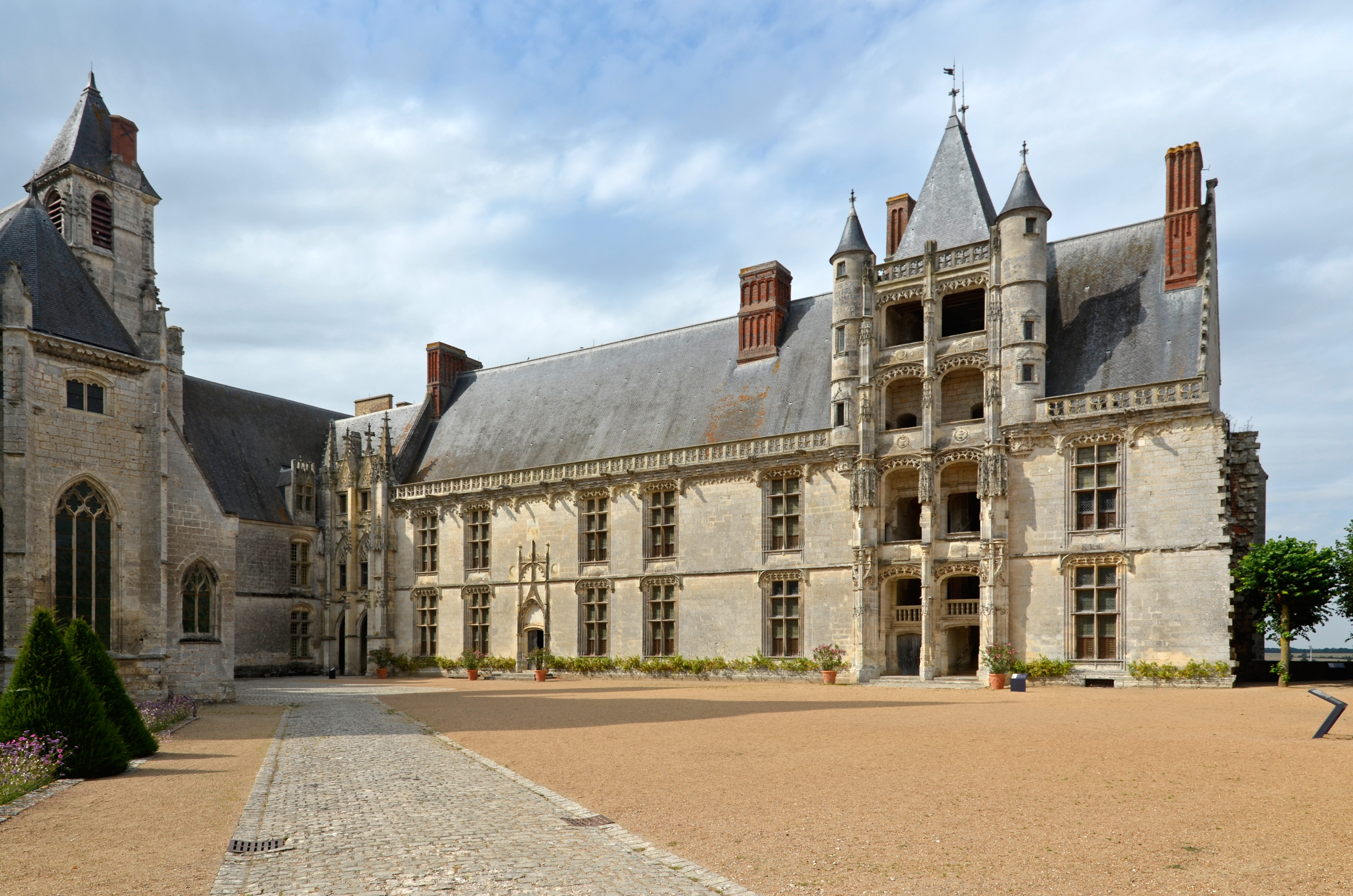
Château de Châteaudun[12] (primer cuarto del siglo XVI).
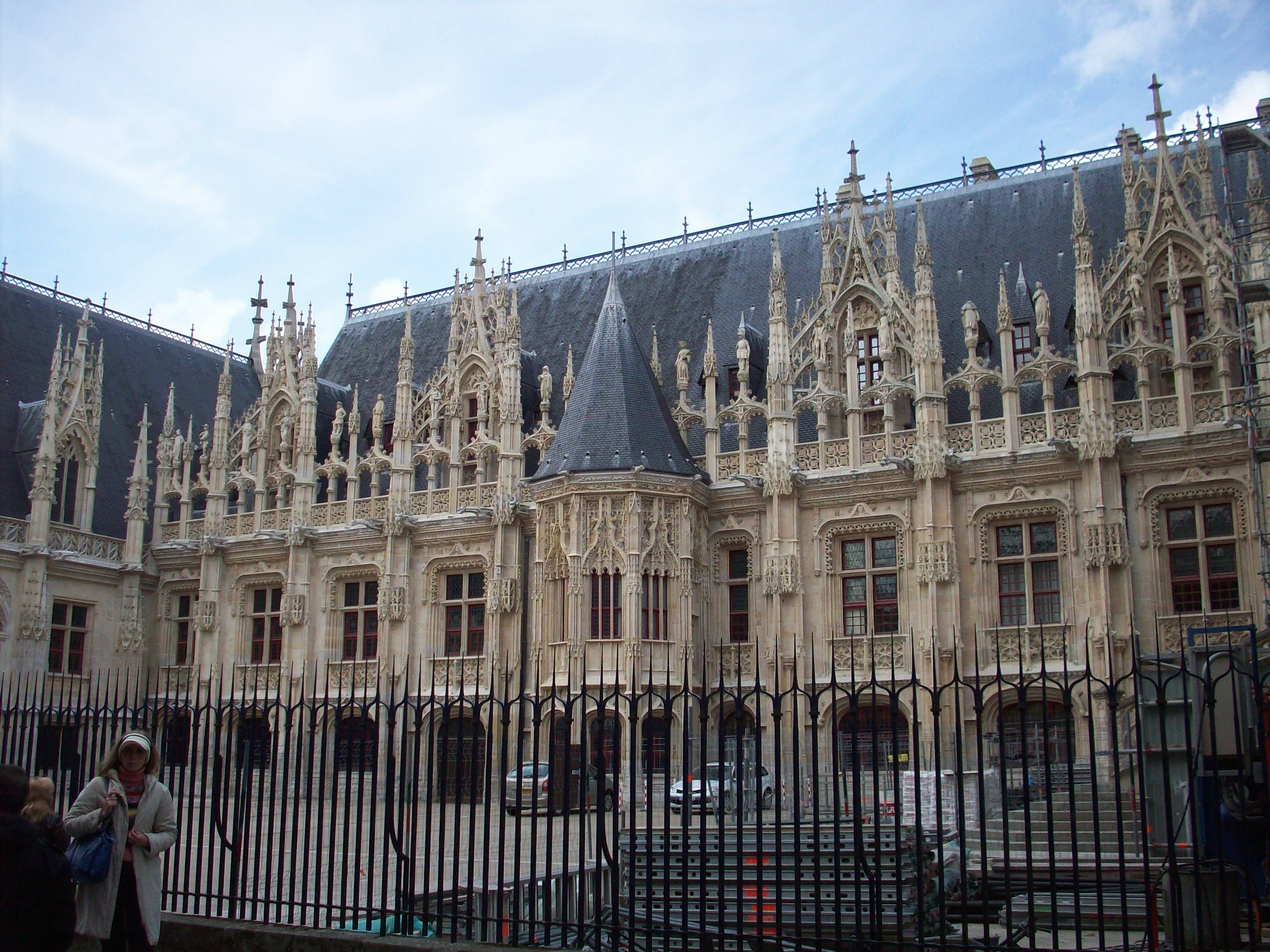
Palais de Justice de Rouen.
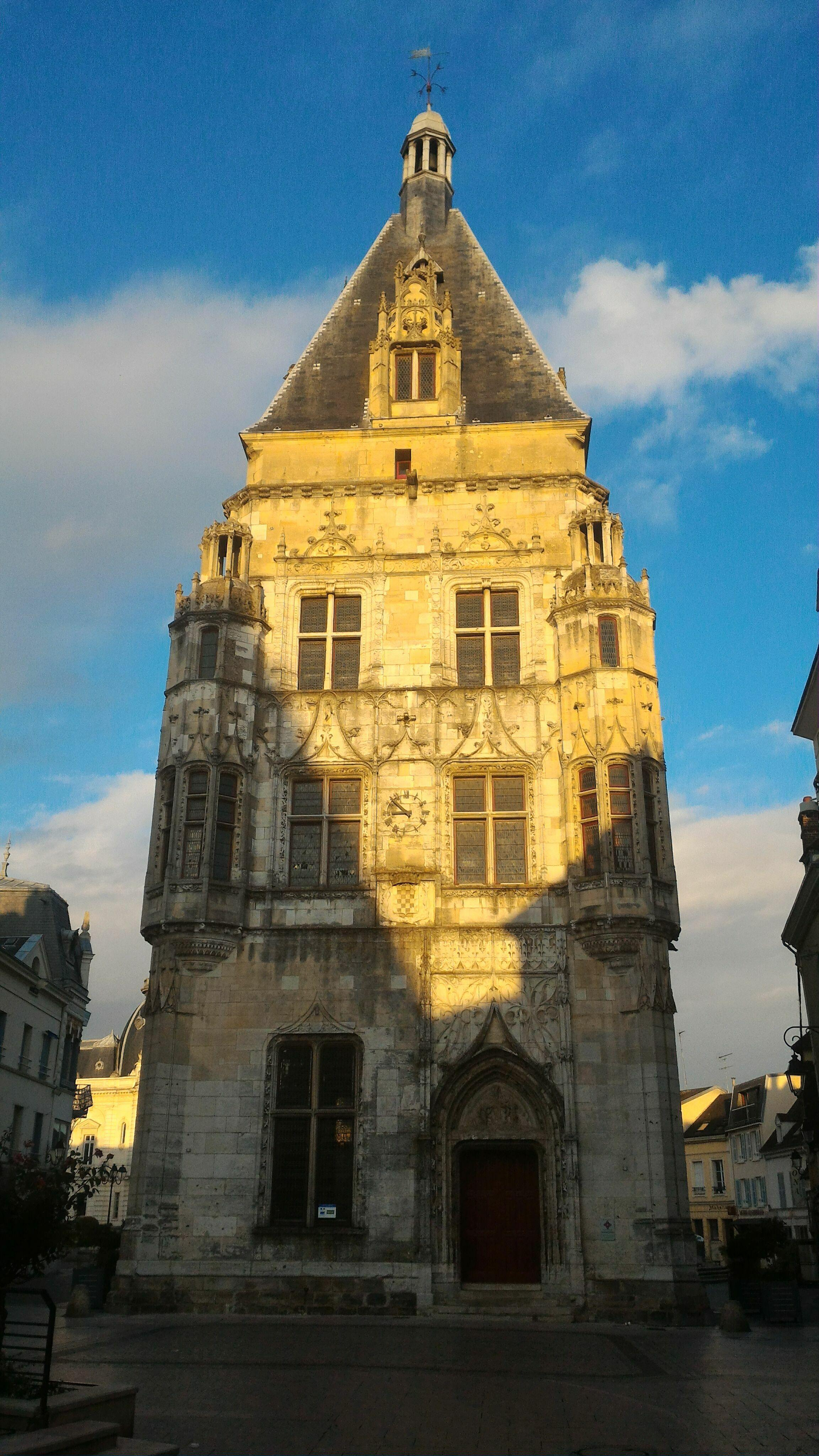
Beffroi de Dreux (1512-1535).
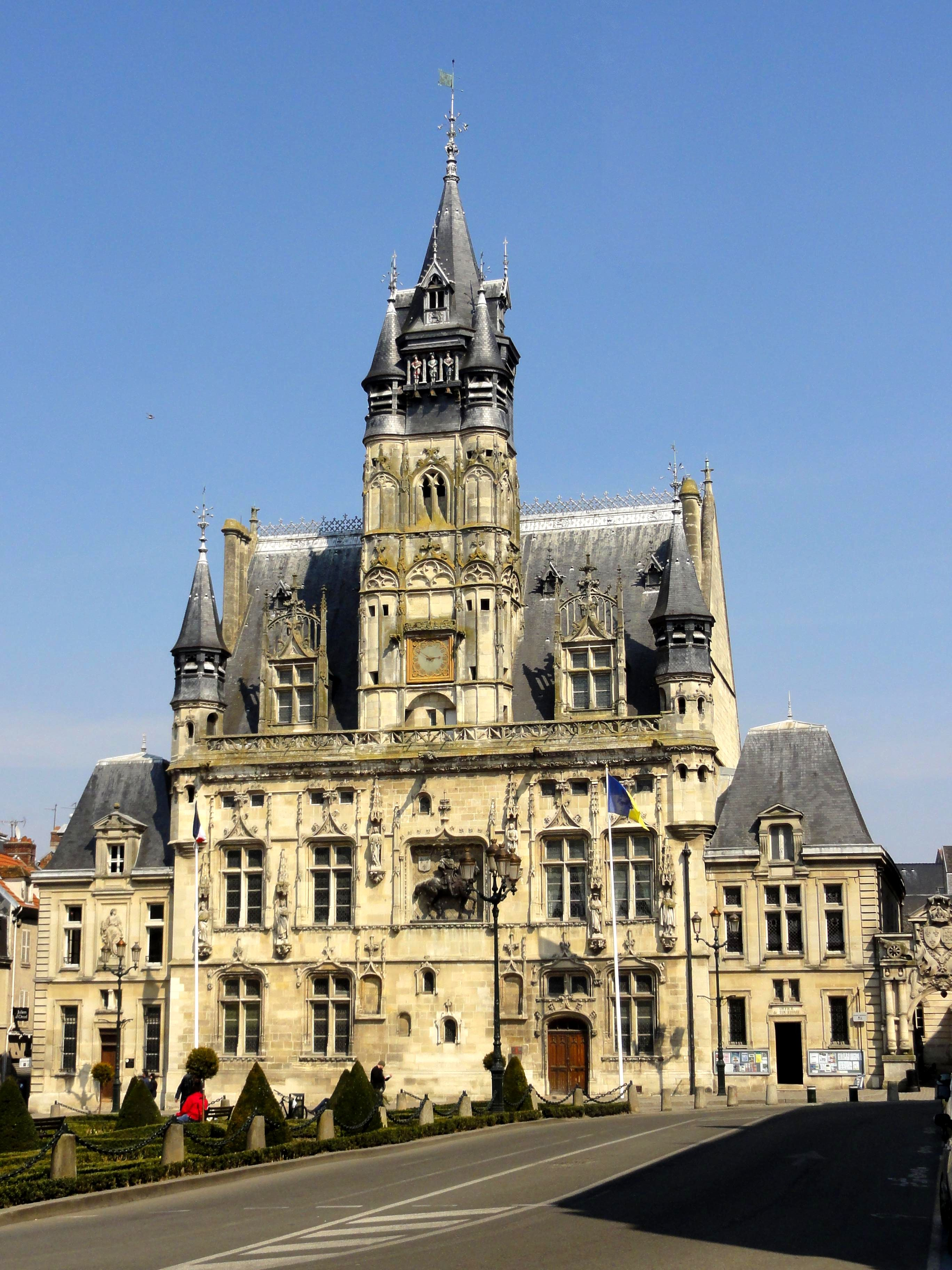
Hôtel de Ville de Compiègne.
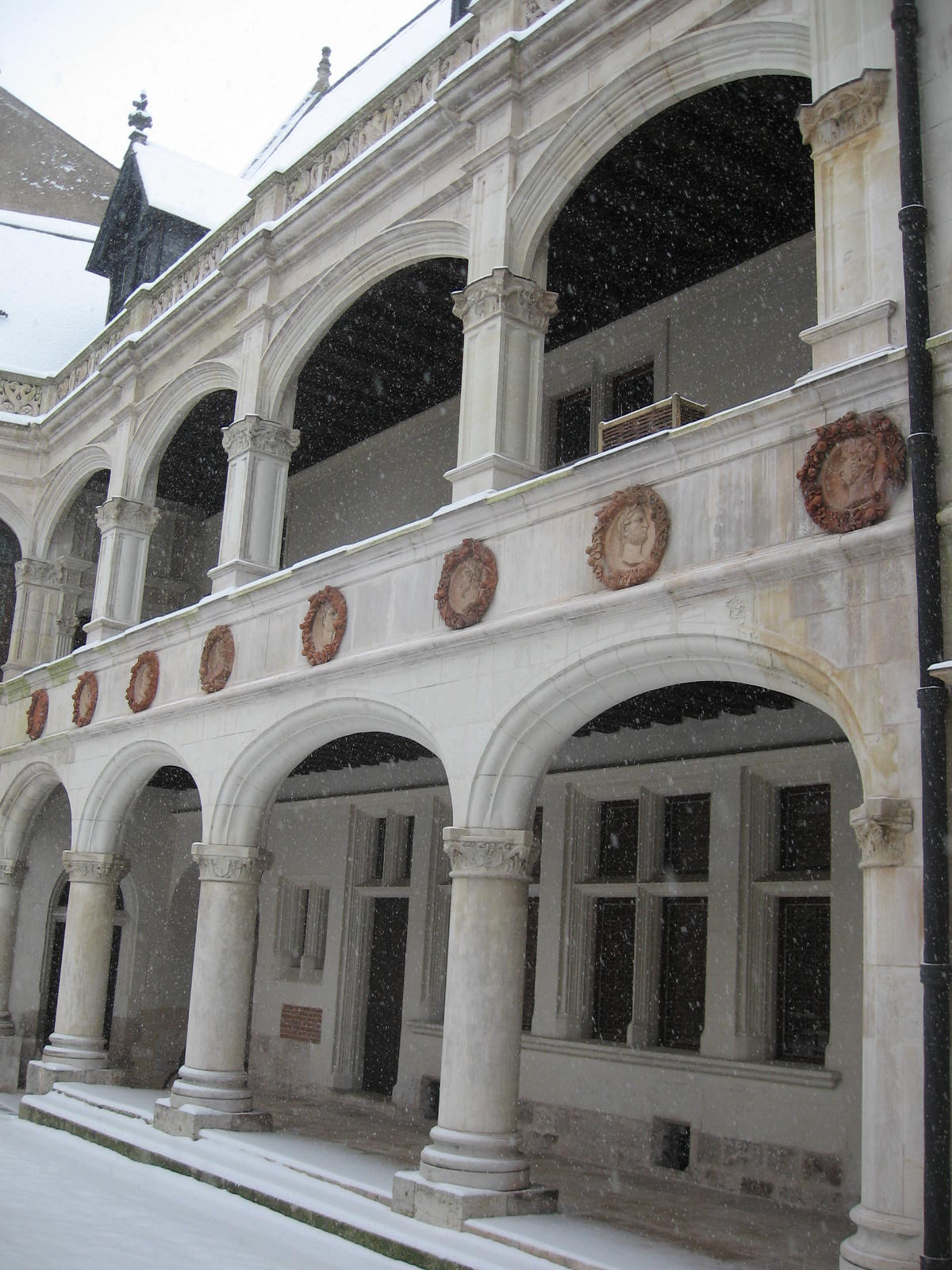
Hôtel d’Alluye[18] (Blois).

Gran cantidad de edificios franceses corresponden a los últimos años del XV y primeros del XVI. En todo este periodo, los arquitectos siguen recibiendo las denominaciones gremiales medievales de maestros de obras (maître-maçon), canteros (tailleur de pierre) o aparejadores (appareilleur). No son, como los grandes genios del Renacimiento italiano, humanistas que dominan todas las artes (a la vez pintores y escultores, además de poetas, como Miguel Ángel). Sí pueden ser a la vez imaginero ("tallador de imágenes" -tailleur d'images-) o "escultor ornamental" (sculpteur ornemaniste).
Vinculados a las tradiciones del arte, no innovaban más que por necesidad o bajo influencia, fuera de la voluntad superior de ricos mecenas, fuera de rotundos ejemplos traídos de las novedades italianas, explicando así la dualidad del estilo Luis XII. Tras el ascenso al trono de Francisco I, las cosas tendieron a cambiar rápidamente: los maestros de obras buscaban afirmarse en su oficio, mientras que los arquitectos buscaban imprimir su sello e individualidad propia excediendo los modelos italianos propugnados hasta entonces.
En el estilo Luis XII, omo regla general, los elementos góticos, de tradición francesa, predominan en edificios de carácter religioso o público (Hôtel de Cluny en París, Palais de justice de Rouen); mientras que los italianos-renacentistas lo hacen en la esfera privada. (château de Gaillon, cour interior del Hôtel d'Alluye en Blois)
El "ala Luis XII" del château de Blois y el ala norte (llamada "ala Longueville") del Château de Châteaudun son los ejemplos más importantes que han sobrevivido del estilo, pero también se pueden citar muchos otros, como los de esta enumeración no exhaustiva:
Edificios precursores:
- "Ala Carlos VIII" del château d'Amboise, entre 1492 y 1498.
- Château de Meillant,[7] entre 1481 y 1511.
- Château du Clos Lucé,[42] ca. 1480.

Edificios donde predomina la tradición gótica francesa (o el Gótico flamígero):
- Palais de justice de Rouen, entre 1499 y 1517.
- Tour Saint-Jacques[43] en París, el único vestigio de la desaparecida iglesia de Saint-Jacques-la-Boucherie,[44] entre 1509 y 1523.
- Hôtel de Cluny[22] en París, entre 1485 y 1510.
- Hôtel de ville de Dreux[39] (llamado Beffroi), entre 1512 y 1535.
- Hôtel de ville de Compiègne,[14] entre 1504 y 1511.
- Bas côtés[45] de las naves laterales de la Collégiale Saint-Gervais-Saint-Protais de Gisors,[46] comienzos del XVI.

Edificios donde predominan los nuevos elementos (renacentistas italianos):
- Parte del logis royal llamado "de Ana de Bretaña" o Cité Royale de Loches,[47] en el château de Loches, ca. 1500.
- Ala este del château de Chaumont-sur-Loire[48] (de 1498 a 1510).
- Hôtel de Bourgtheroulde[13] de Rouen (comienzos del siglo XVI).
- Casa llamada "de Agnès Sorel" en Orléans (actualmente aloja el museo Charles Peguy).[49]
- Château d'Ainay-le-Vieil,[38] entre 1500 y 1505.
- "Ala Luis XII" del château de Blois, entre 1498 y 1503.
- Ala norte (llamada "ala Longueville") del château de Chateaudun,[12] primer cuarto del siglo XVI.
- Escalera de caja poligonal cubierta con una terraza (arquitectura) (terrasse) en el château de Montsoreau, ca. 1500.
- Ruinas del château de Gaillon,[23] entre 1506 y 1509

Edificios tardíos o reelaborados :  
- Château de Bury[50] (Loir-et-Cher), entre 1511 y 1524.
- Sainte-Chapelle de Champigny-sur-Veude[51] (la nave se terminó en 1543 y el pórtico en 1558).
- Hôtel Lallemant[52] en Bourges, entre 1495 y 1518.
- Hôtel d'Alluye[18] en Blois, reelaborado en el siglo XIX.
- Domaine royal de Château-Gaillard en Amboise, reelaborado en 1559.
- "Ala Luis XII" del château d'Amboise, reelaborada durante el reinado de Francisco I.

## Jardines

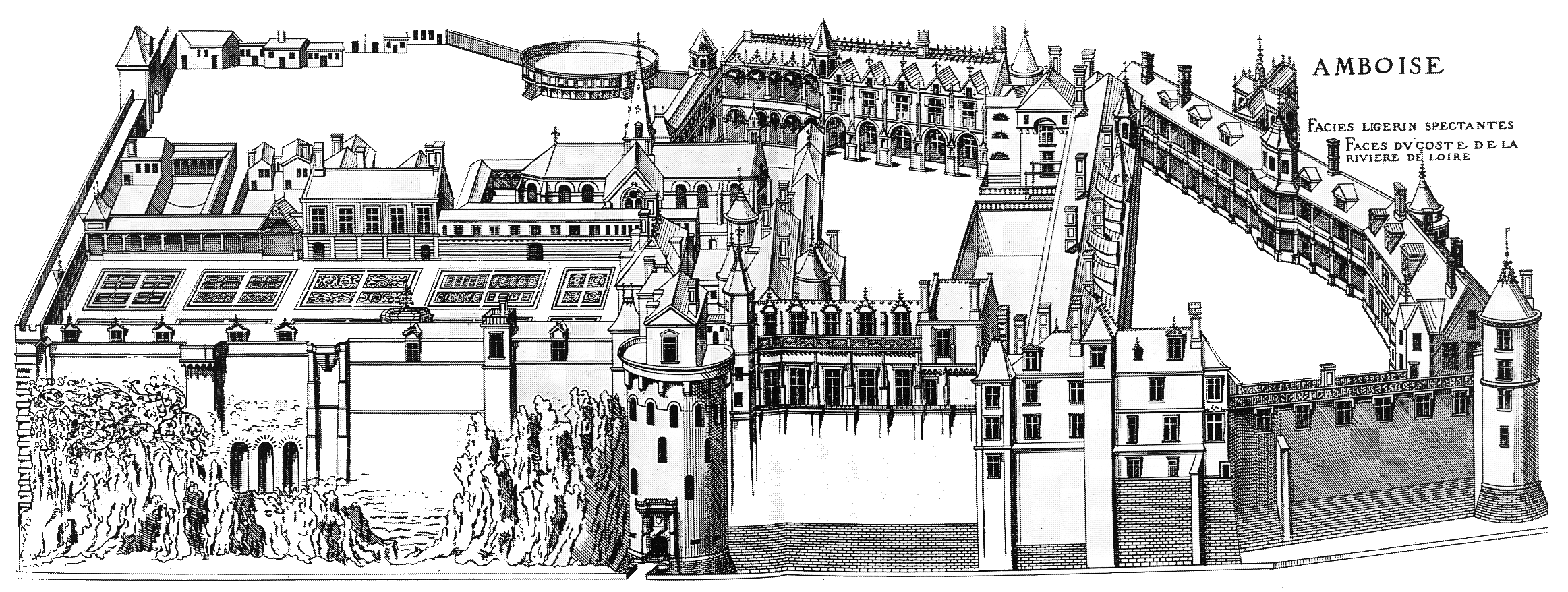
Jardines del Château d'Amboise (Jacques Androuet du Cerceau, Les plus excellents bastiments de France).
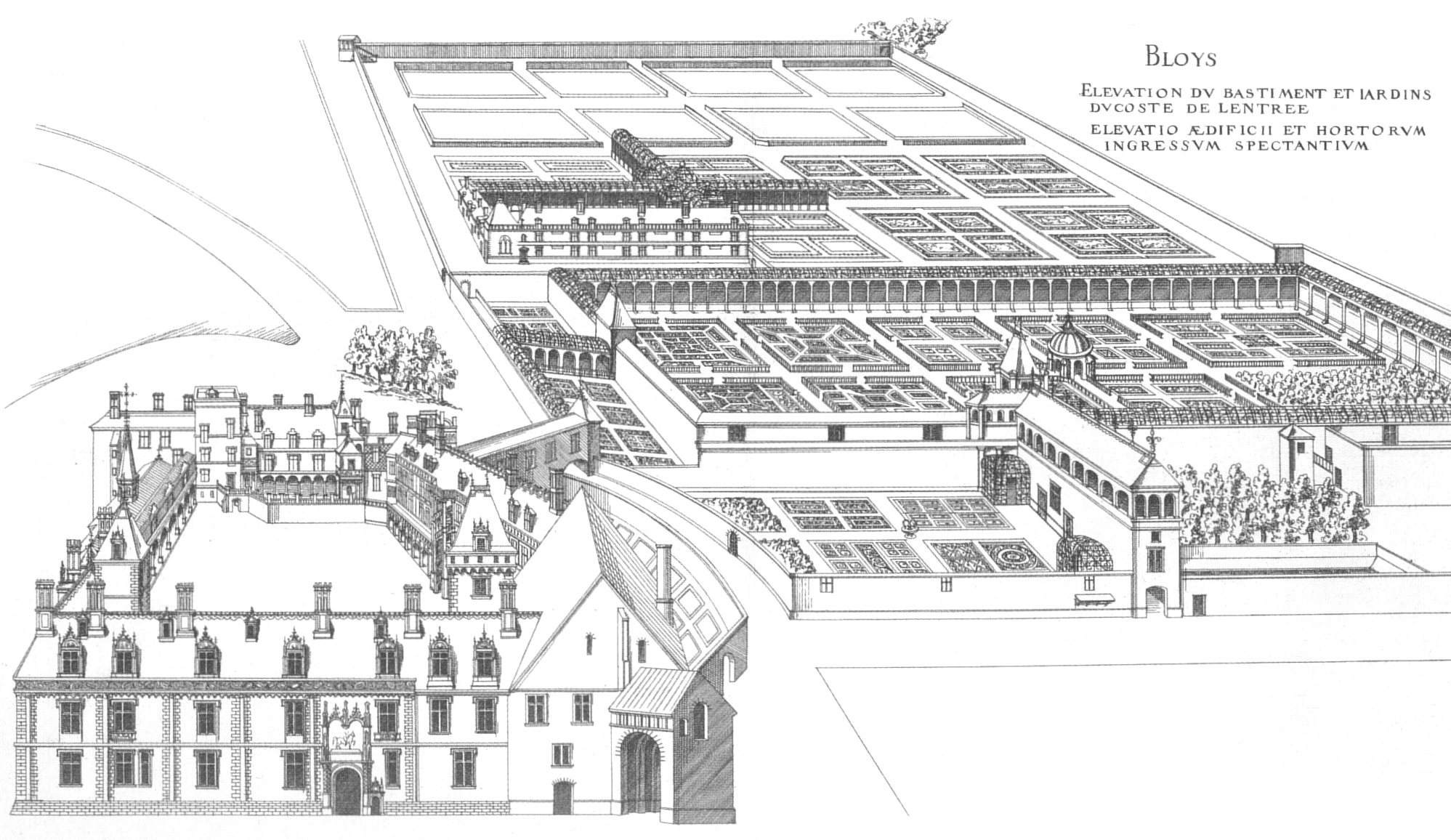
Ídem, Blois.
Ídem, Gaillon.

Los jardines pasan a ser tan importantes o más que la arquitectura. Con Carlos VIII, la llegada a Amboise de artistas italianos como Pacello da Mercogliano produce la creación de los primeros jardines del Renacimiento francés, caracterizados por nuevas creaciones paisajísticas, la instalación de una ménagerie y trabajos de aclimatación agronómica: Los Jardins du Roy" del domaine royal de Château-Gaillard.

### Jardins du Roydeldomaine royalde Château-Gaillard
Representan los primeros trabajos que Pacello da Mercogliano condujo en Francia en materia de paisajismo. 

Luis XII le cederá el domaine en 1505 a cambio de una renta (bail) anual de 30 sols y un bouquet de flores d'orangers por año.

### Château d'Amboise
Es posible que tras los trabajos realizados en el domaine royal de Château-Gaillard (Amboise), Pacello da Mercogliano y su equipo hubieran contribuido al aménagement de los jardines del Château d'Amboise; pero, en todo caso, no hay fuentes donde se mencione su intervención en estos últimos.

### Château de Blois y château de Gaillon
En 1499, el rey confió la realización de los jardines del Château de Blois al mismo equipo que Georges d'Amboise había encargado realizar los parterres a diferentes niveles de su Château de Gaillon. Se plantó un jardín de parterres de flores y frutales. El parterre de entrada representaba con flores el escudo de Francia. Los setos (buissons) se podaban en forma de étaient taillés en forme de cavaliers, de bateaux et d'oiseaux. D'imposantes fontaines de marbre agrémentaient l'ensemble.

## Escultura
En escultura la aportación sistemática de elementos italianos en estructuras básicamente góticas es manifiesta en el Saint sépulcre de Solesmes (abadía de Solesmes), donde retoma la forma de un arco de triunfo romano flanqueado de pilastras con candelabros lombardos. Los follajes (feuillages) góticos cada vez más lánguidos y descompuestos, como en el Hôtel de Cluny (París), se mezclan con medallones tondi que alojan retratos de emperadores romanos en el Château de Gaillon. La escultura de estilo Luis XII es todavía de estilo gótico flamígero. La escuela del Valle del Loira que había creado en el siglo XV un "art de la détente" influye todavía; pero se perciben las novedades introducidas por los grabados italianos y los tapices flamencos.

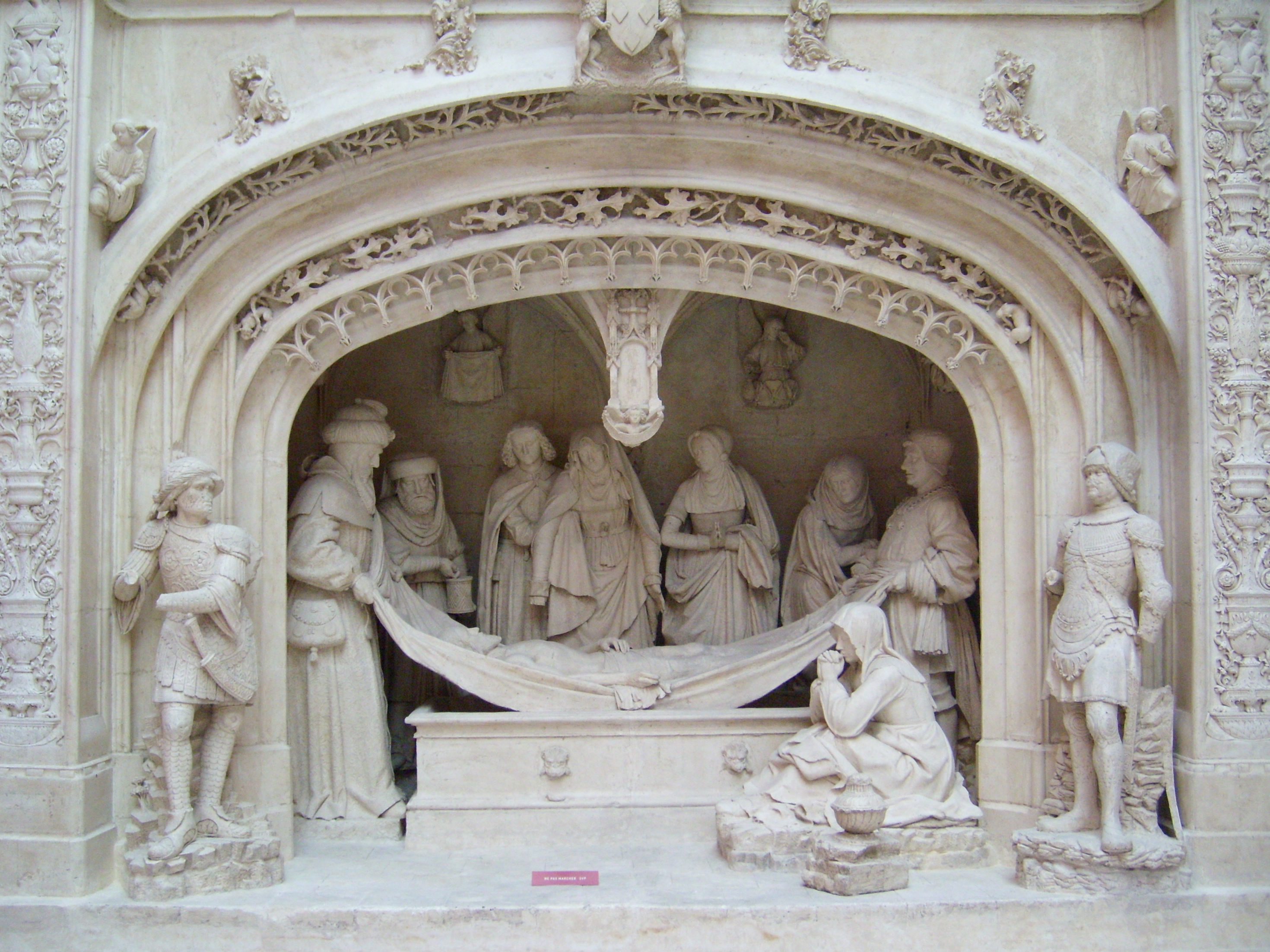
Mise au tombeau de la abadía de Solesmes.

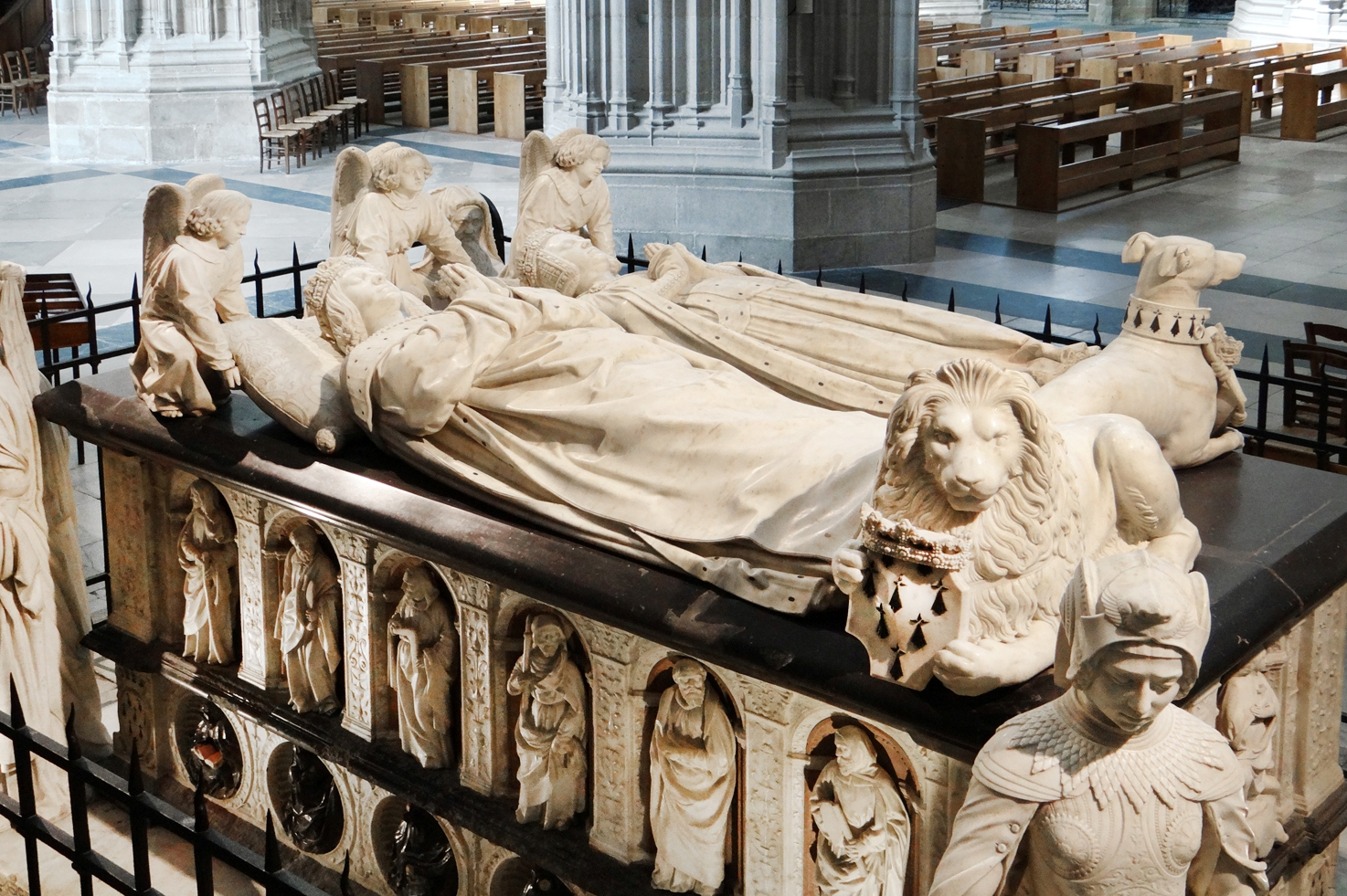
Sepulcro de Francisco II de Bretaña y Margarita de Foix (ca. 1500, Catedral de Nantes).
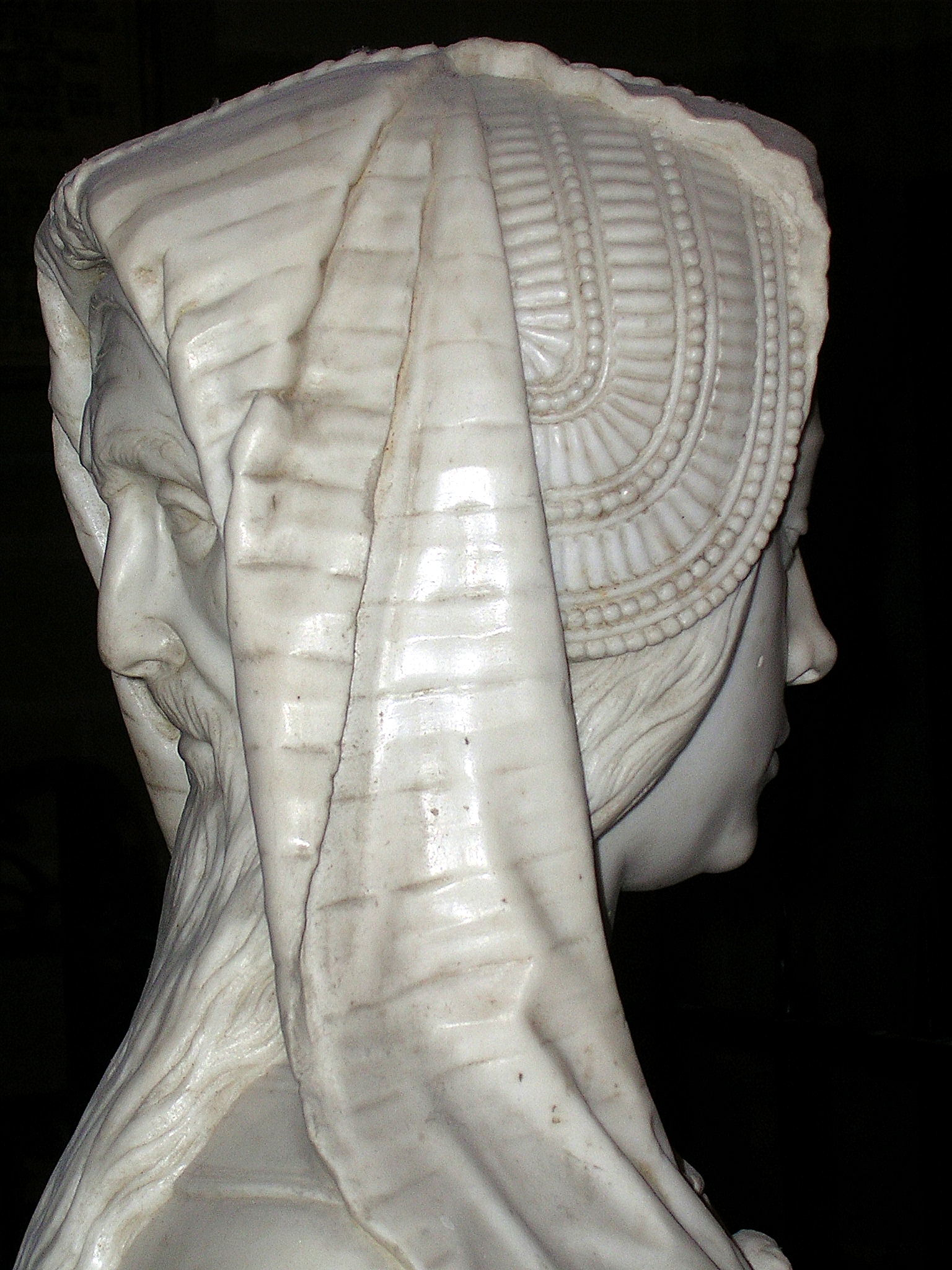
Detalle de La Prudencia (mismo sepulcro).
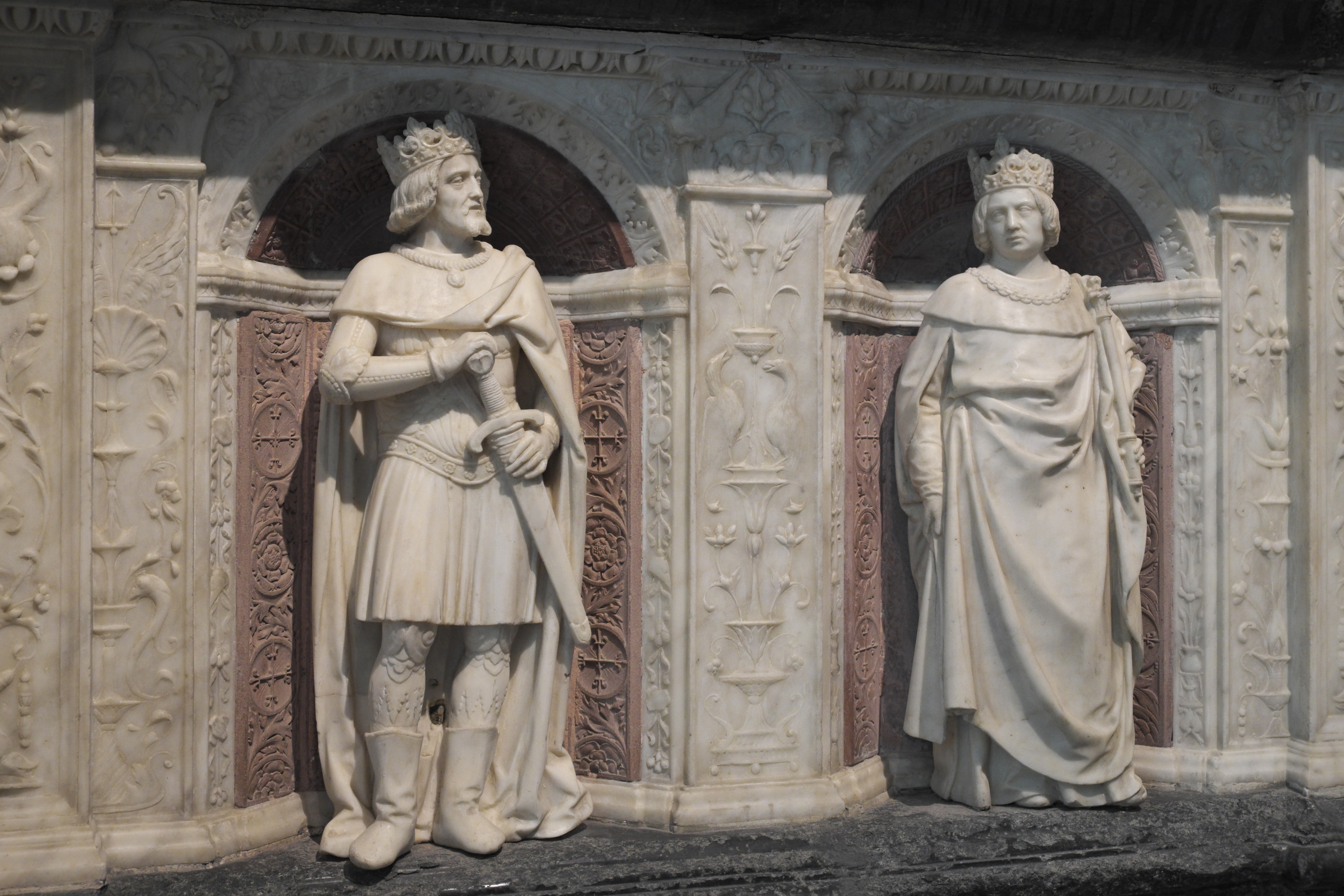
Detalle de los reyes y apóstoles del mismo sepulcro.
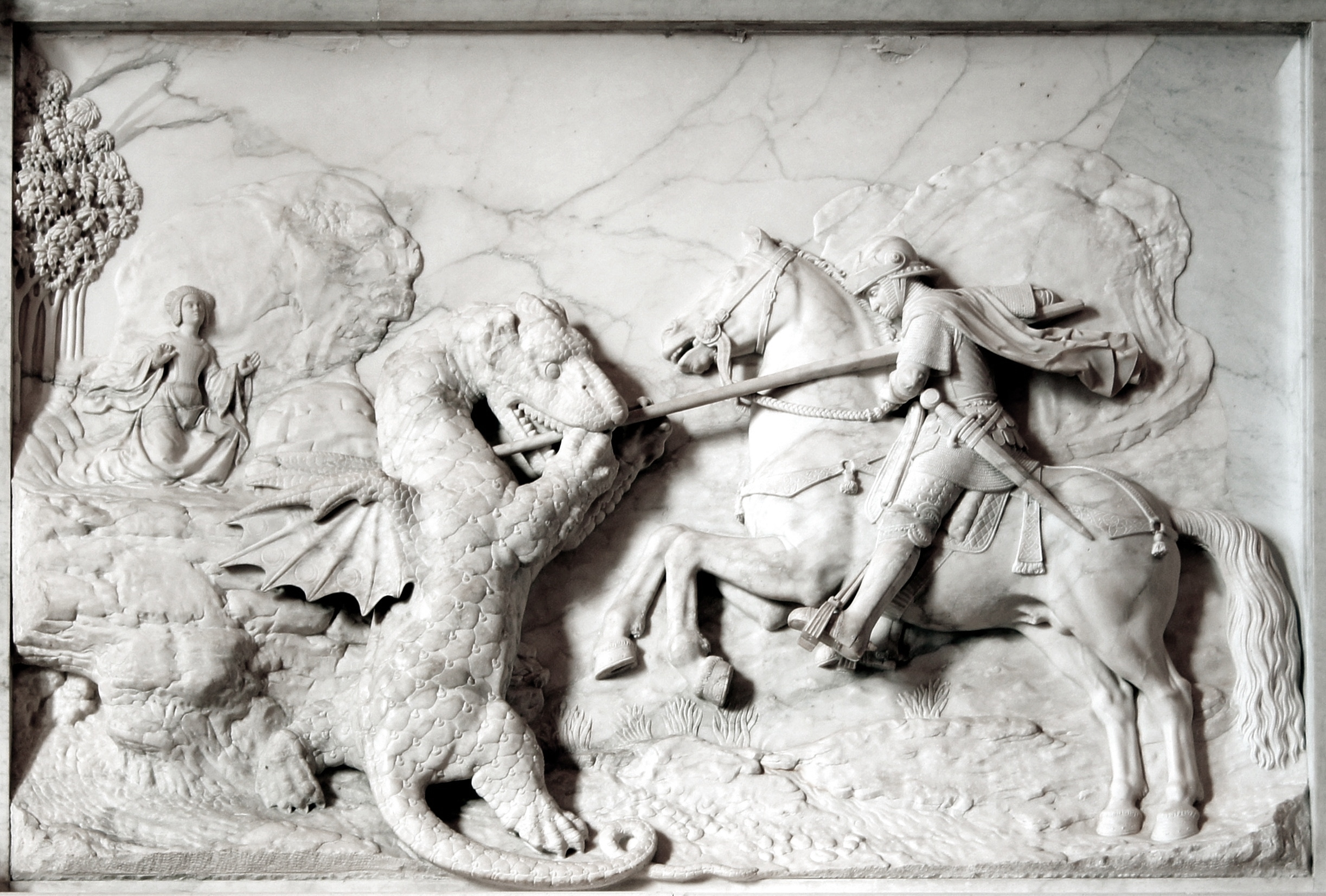
Relieve de San Jorge, proveniente de la Capilla Alta del château de Gaillon (1508-1509, musée du Louvre). Compárese con la obra de Donatello (1416-1417). Véase también stiacciato.
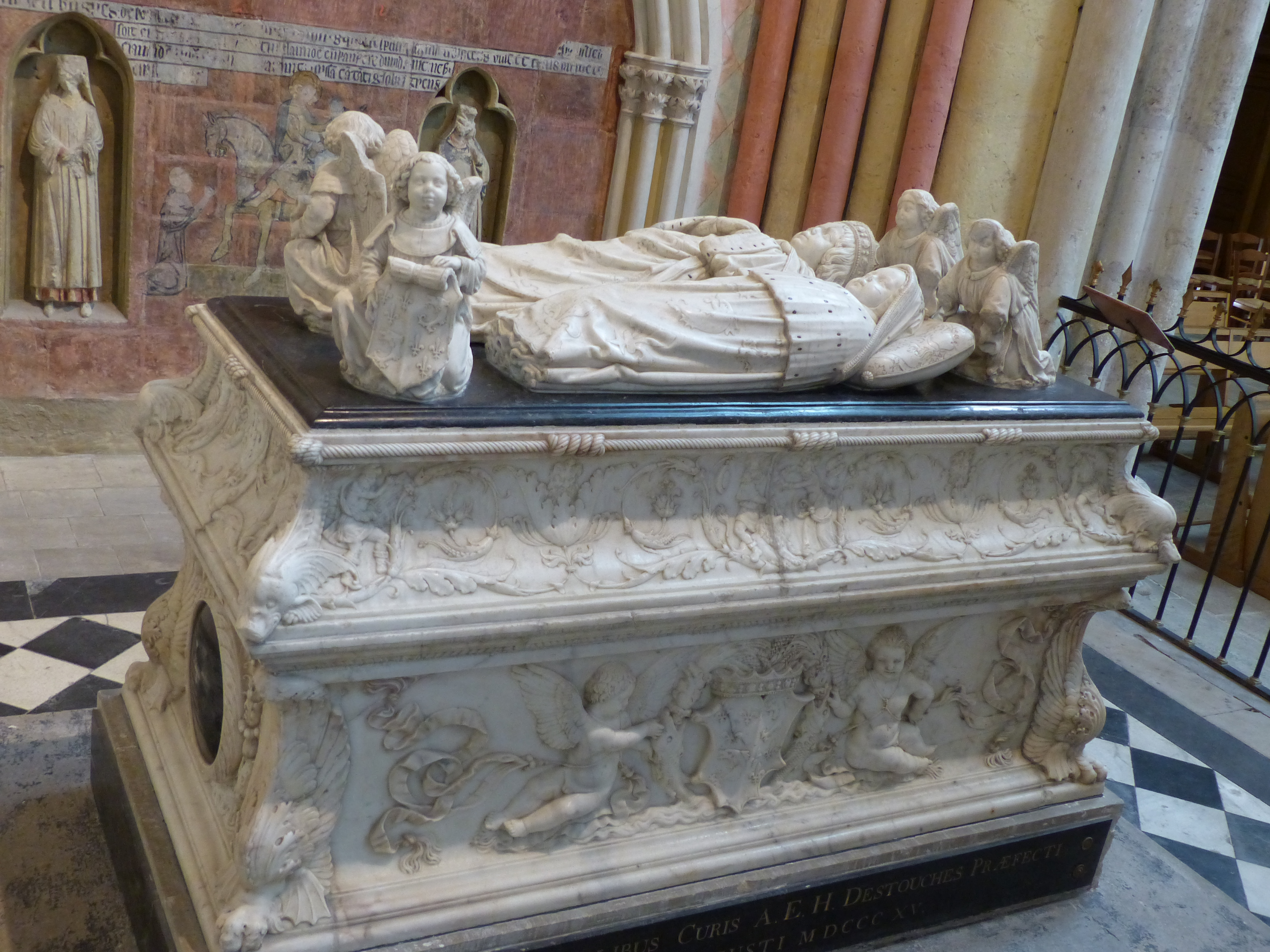
Sepulcro de los hijos de Carlos VIII (1506, Catedral de Tours).
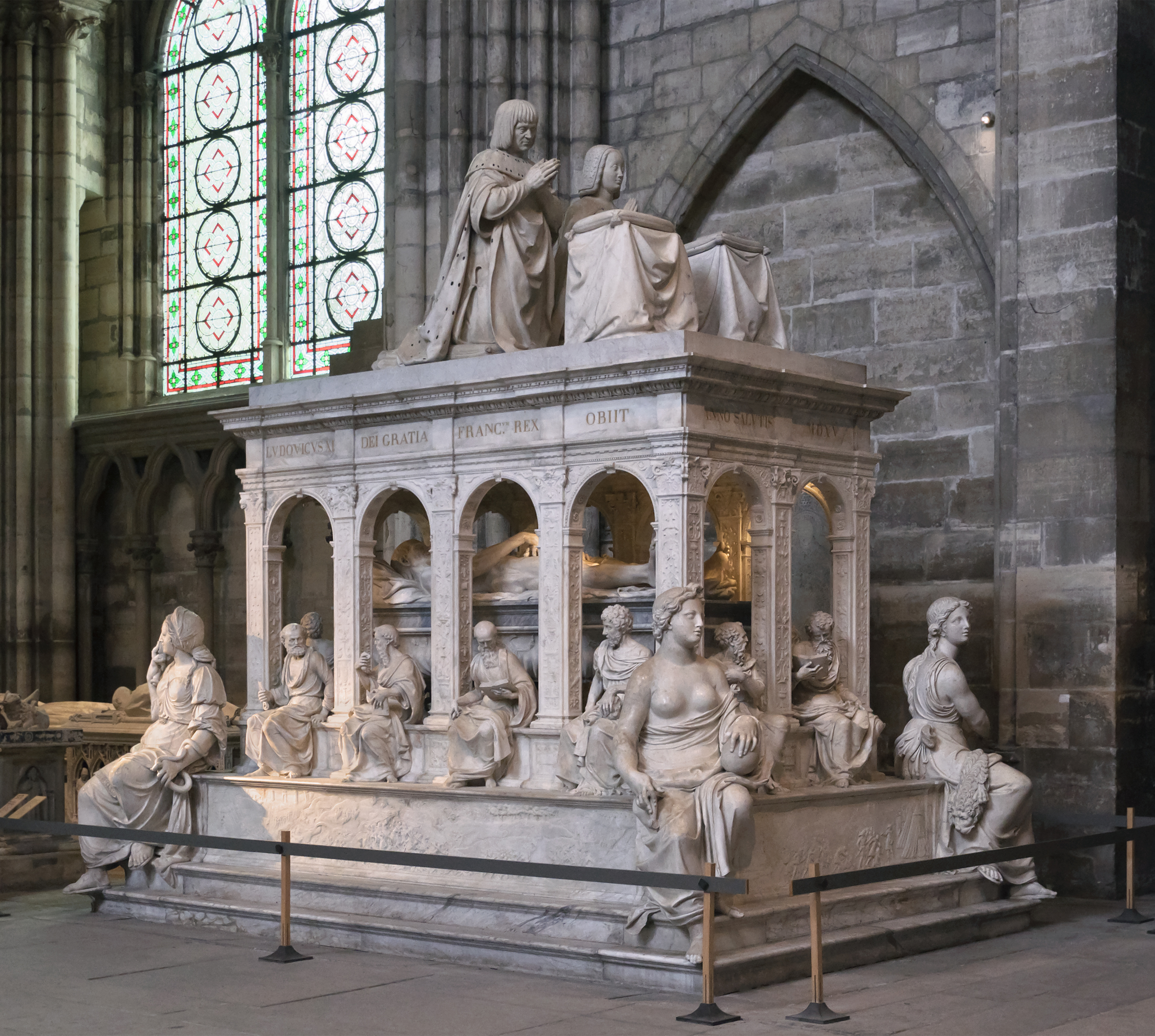
Sepulcro de Luis XII y Ana de Bretaña (1517, Basílica de Saint-Denis).

El taller de Michel Colombe, que travajó para Ana de Bretaña, estuvo muy activo en esa época, colaborando con otros artistas, como el flamenco Jérome Boucherot, el italiano Girolamo da Fiesole et le borgoñón Philippe Pot. El sepulcro de Francisco II de Bretaña y Margarita de Foix retoma la versión italiana habitual de los sepulcros góticos tardíos, mientras que el relieve en mármol de San Joge, influido por la técnica de Donatello, adapta los temas contemporáneos ejecutados en Génova para acentuar efectos (como el del dragón herido) heredados del Gótico. La nueva capacidad de utilizar el mármol, se confirma en el sepulcro de los hijos de Carlos VIII, donde el sarcófago de influencia italiana se remata con los gisants (estatuas yacentes) rodeados por ángeles, de tradición gótica francesa.  

## Mobiliario

### Materiales
El nogal presenta claras ventajas, particularmente para la escultura, pero no se utiliza más que tardíamente, principalmente por su mala fama, porque se consideraba tóxico. Las maderas más empleadas eran el roble (chêne, denominación que también se da a la encina) y el abeto (sapin), así como otras de importancia local (frutales, castaño, fresno, tilo, aliso, etc.)
Los metales están también muy presentes: el acero para la construcción, el herraje y el refuerzo de los muebles, el cobre, el estaño, el pan de oro, y los esmaltes para la ornementación del mobiliario principesco o de culto.

### Paneles (panneaux)
En la decoración interior, la estructura de los paneles (panneau) es todavía gótica (con pináculos), pero la decoración es renacentista (medallones) y arabescos).

### Muebles
- La mesa (table) no existe todavía como tal. Para su función se suelen utilizar tableros llamados dessus de table y los apoyos indispensables, caballetes (tréateau -en plural tréteaux)[63] de madera que pueden ser de fabricación sumaria o ricamente decorados: Mettre ou dresser la table ("poner o vestir la mesa") es la expresión que se empleaba, en sentido literal, para la instalación de muebles pesados (coffre, armoire) que se utilizan para esa función, y desparece en cuanto se termina la comida, porque el uso de estas piezas es indiferenciado.
- El arcón (coffre): está recubierto de una tablette y servía de mesa. Todavía se le decoraba según el estilo flamígero avec fenestrage à orbe voie comme les arcs brisés en accolade.
- Banco (banc) : a menudo recubierto de tela (étoffes) o terciopelo brochés (el brochage consiste en pasar por una tela, lors du tissage, hilos de oro o de seda que forman un diseño en relieve representando elementos taxinómicos provenientes de Tours y sobre todo de Lyon, convertidos en los centros textiles más importantes.
- Crédence:[64] Se conserva una de la época de Luis XII en el musée de Cluny (París), que es buen ejemplo de la decoración de esta época de transición. Más que los herrajes se remarcan las entrées de serrures así como las partes metálicas en general, que siguen siendo iguales que en el siglo XV, en época gótica; no se aprecia la transformación que ya es evidente en la escultura. La tendencia a alejarse de las formas góticas aumentará a medida que se prolonga el reinado de Luis XII.
- Bahut:[65] un baúl o arcón de viaje (coffre de voyage), habitualmente cubierto de cuero, donde le couvercle est en voûte (¿la tapa es abovedada?).
- Dressoir:[66] prolongación del coffre, apareció hacia 1450 pero rápidamente se convirtió más en un elemento de ostentación que en un mueble utilitario, ya en los reinados de Carlos VIII y Luis XII. Se componía de un armario (armoire) rectangular juchée sur de hauts pieds, con una plataforma en su base que servía de présentoir. Los dressoirs más opulentos, ricamente esculpidos, se exponen sobre un dossier y permiten alojar dignamente vajillas de oro y planta, cristalerías venecianas y objets d'apparat. En su plataforma superior se les incorporan progresivamente uno, dos y hasta tres anaqueles o estantes (étagères). El rango social del propietario se manifiesta en la finura de la decoración de la madera y más particularmente en la ciselure[67] d'armoiries.
- Chaire):[68] Asiento de madera de alto respaldo y accotoirs[69] pleins reservado al dueño de la casa, con o sin dais.[70]
- Faudesteuil[71] : Una especie de taburete.

### Tapicerías
Los muros se cubrían la mayor parte del tiempo por tejidos pintados y telas procedentes de Tours o de Lyon, convertidos en centros importantes del tejido; o por tapices y bordados procedentes principalmente de Flandes. Las decoraciones permanentes hasta entonces excepcionales progresivamente se convierten en la norma por la difusión de la influencia italiana.

### Suelos

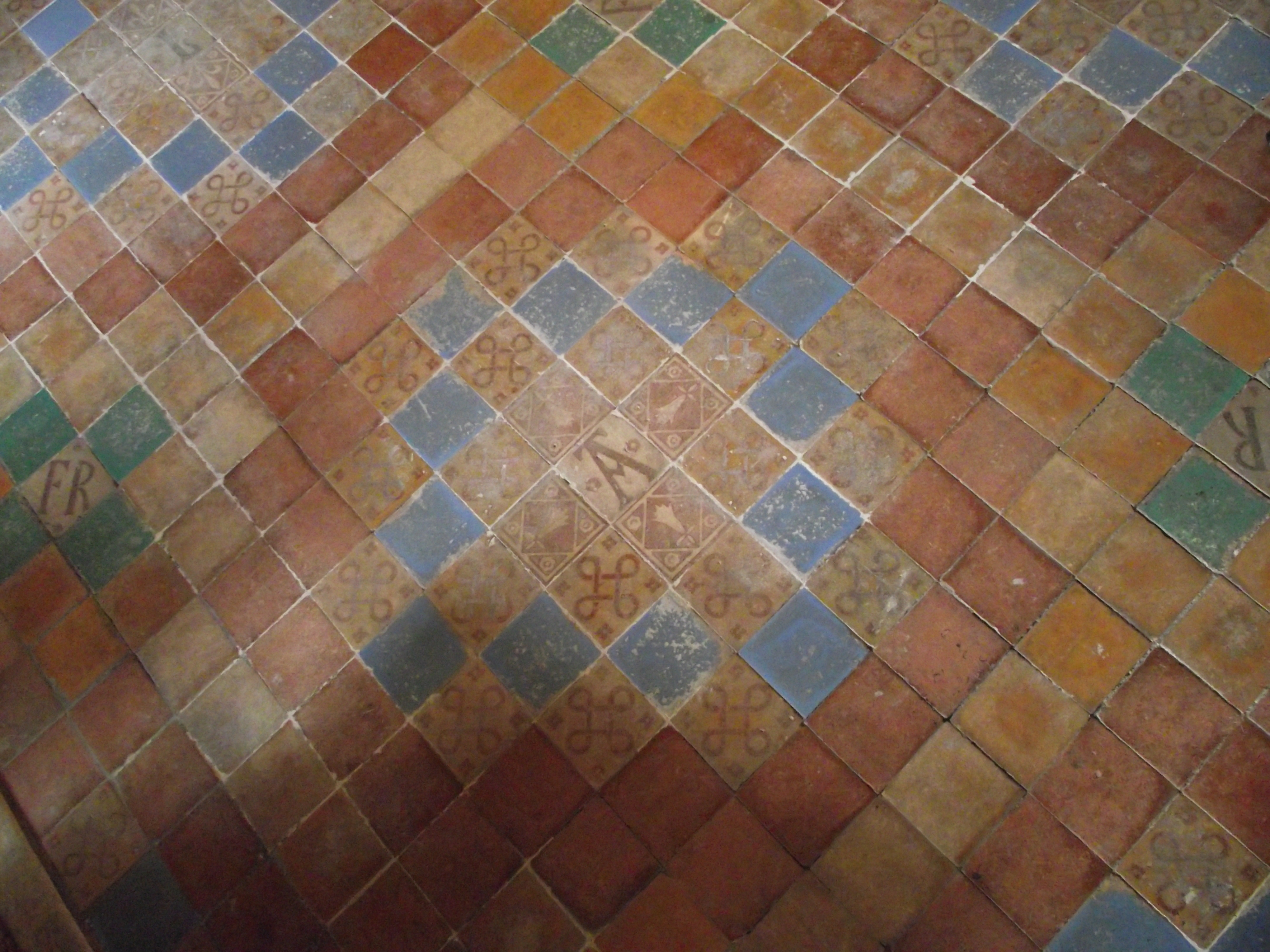
Carrelage de la grande salle del hôtel d'Alluye,[18] Blois.

El revestimiento de los suelos hasta entonces limitado a bloques de piedra recubiertos o no con cerámica y tomettes recubiertos con encáustica, se decoran bajo la influencia italiana, de mayólica o madera (parquet).

### Ventanas

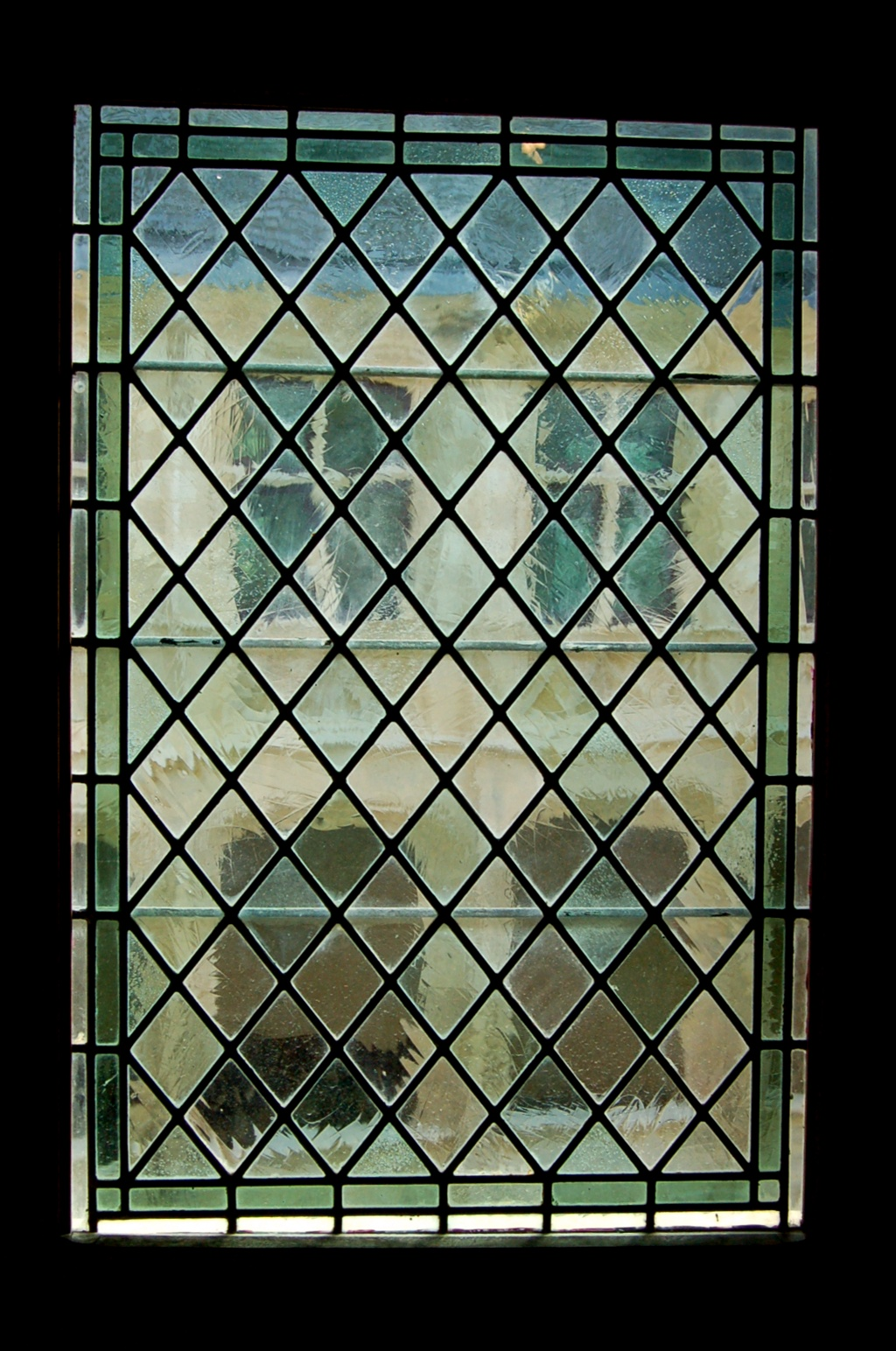
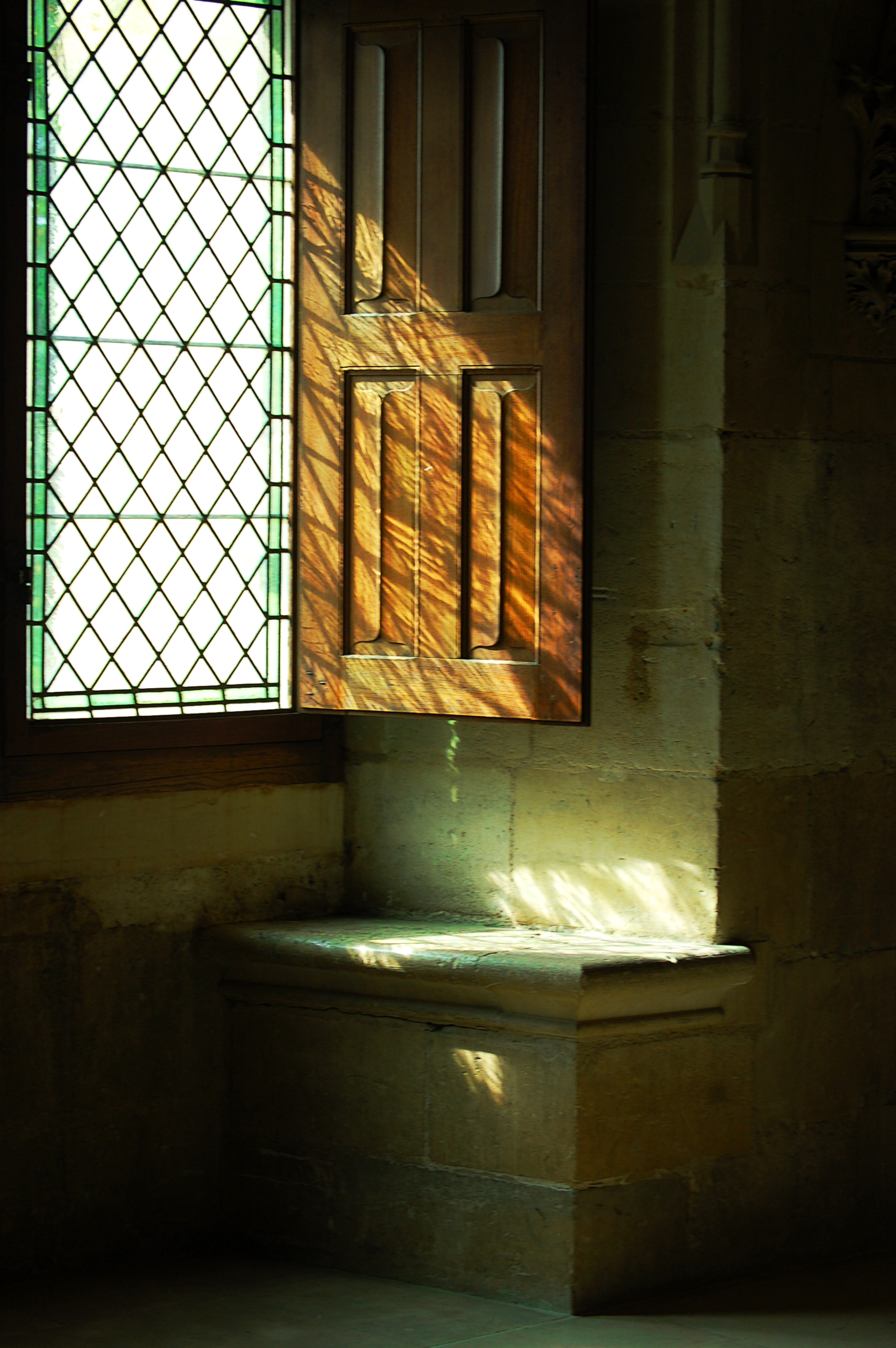
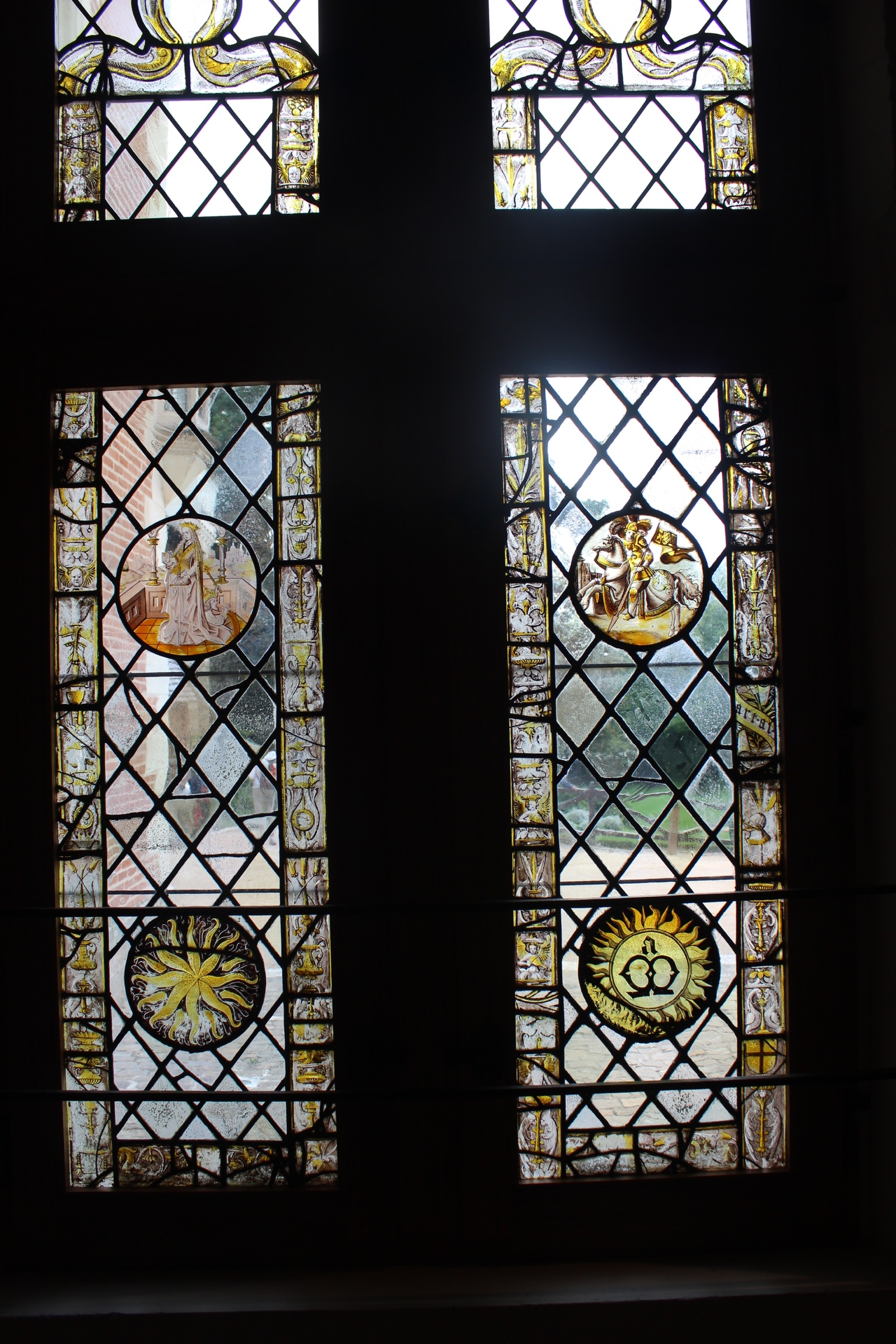

- Vitrales: En las piezas principales las ventanas son vidriadas formando paneles fijos o practicables

.
- Las telas de lino enceradas, a veces reemplazadas por papel aceitado: se utilizan en las piezas de menor importancia. Eran un verdadero sustituto del vidrio,
- Las contraventanas (volets):[74] protegen las ventanas de agresiones exteriores (viento, lluvia, frío).[73]

## Influencia
El estilo Luis XII influyó principalmente en Alemania y en Inglaterra. El denominado Estilo Tudor (en sus primeras fases, bajo los reinados de Enrique VII de Inglaterra y Enrique VIII de Inglaterra) se caracterizó por la exuberancia de ornamentaciones aplicada al estilo gótico, sustituyendo el arco ojival por el arco rebajado, también llamado arco Tudor. Todavía a finales del siglo XVI la arquitectura isabelina presentaba analogías con el estilo Luis XII.